# 西野神社
西野神社（にしのじんじゃ）は、北海道札幌市西区に鎮座する、神社本庁包括下（北海道神社庁札幌支部管内）の神社。札幌市西区の西野・平和・福井の3地区を氏子区域とする（但し西野の一部地域は上手稲神社の氏子区域に含まれる）。旧社格は村社。摂社・末社や兼務社などはない。
近年は縁結びや安産の神社として広く知られるようになり、特に平成20年代前半頃からは、縁結びや良縁を願う若い女性の参拝者が増えている。また、同年代頃から、安産祈願の吉日とされる「戌の日」の特に午前中は、安産祈願の祈祷を受けにくる妊婦や夫婦、その付き添いの家族・親族達で境内が賑わうようになった。
例祭は9月（敬老の日の前の日曜日）で、例祭当日には、三基の神輿（京神輿・江戸神輿・子供神輿）が氏子区域を渡御し、太鼓山車も同時に巡行する。 
西野神社特有の神事としては、3月（毎年ひな祭りの直後の日曜日）に参集殿内で執り行われる人形供養祭（人形清祓・お焚き上げの神事）、9月（毎年例祭の1週間前）に儀式殿前で執り行われる禊祓行事、例祭日に土俵で執り行われる泣き相撲（赤ちゃん相撲）、不定期に執り行われる良縁祈願祭などがある。
境内には、故人の御霊（みたま）が宿る霊璽を奉安し霊祭を斎行する施設として祖霊殿があり、また、札幌市南区藤野の霊園「藤野聖山園」内には、納骨施設として神社で建てた奧津城（神道式のお墓）もあり、神道式での永代祭祀を執行している。

## 祭神
本殿では、豊玉姫命・鵜葺草葺不合命・譽田別命の三柱を「西野神社大神」として祀っており、境内の儀式殿内にある神殿でも、その西野神社大神の分霊を祀っている。三柱の祭神のうち豊玉姫命や鵜葺草葺不合命は、縁結び・安産・育児の神として有名で、氏子区域内外から広く信仰を集める。三柱目である譽田別命は八幡大神として信仰されていることから、西野神社は全国八幡宮連合にも加入している。
豊玉姫命（とよたまひめのみこと）
海の神である大綿津見神の娘で、元々は海の中の宮（いわゆる竜宮城）で暮らしていたが、海の宮を訪れた天津神の日子穂穂手見命（山幸彦）と結婚し、3年間、日子穂穂手見命と海の宮で仲睦ましく生活した後、地上にて鵜葺草葺不合命を出産した。神武天皇（初代天皇）の祖母。
主な神徳は縁結び、安産、開運厄除、海上安全など。
鵜葺草葺不合命（うがやふきあえずのみこと）
海辺に建てられた産屋で豊玉姫命が出産した、日子穂穂手見命の皇子。その産屋は鵜の羽で屋根が葺かれるはずであったが、全部葺き終わらないうちに急に豊玉姫命が産気づいてしまったことから、ウガヤフキアエズという名で呼ばれるようになった。神武天皇の父。豊玉姫命の妹の玉依毘売命に養育された。
主な神徳は縁結び、安産、育児など。
譽田別命（ほんだわけのみこと）
第14代仲哀天皇と神功皇后との間に生まれた皇子で、第15代応神天皇として即位。八幡大神の別称で全国的に広く知られる神で、特に中世から近世にかけては国家鎮護・戦勝・弓矢の神として、また源氏一門の氏神として、武家から格別な崇敬を受けた。
主な神徳は必勝、厄除、武術、文学、裁縫、呉服など。

## 由緒・歴史
西野地域の開拓は、明治18年（1885年）、故郷から産土神を抱いて渡道した五戸の入植者達によって開始され、この五戸の人々が開拓の守護神として三柱を奉斎する小祠を当時の西野地域の中心とおぼしき所に建てたのが、西野神社の起こりとされる。
明治32年（1899年）1月、右股（現在の平和地区）、左股（現在の福井地区）、広島（現在の西野地区）の各集落の小祠を合祀して、西野全域統合の神社として社号を西野神社とする。同年2月、札幌神社（北海道神宮の前身）の禰宜であった野村茂が、他の数社とともに西野神社の社掌（初代宮司）も兼務する。同年7月には、境内地として安井茂右衛門から300坪、安井岩五郎から150坪の寄付をそれぞれ受ける。
大正4年（1915年）、西野神社改築の認可を得て、翌5年に社殿が新築される。同年11月、境内地として久守五作から畑三反歩の寄付を受ける。
大正14年（1925年）12月、西野神社昇格願が内務大臣に提出され、昭和4年（1929年）1月、無格社から村社に列格される。同年7月、神饌幣帛料供進神社の指定を受け、同年8月には上手稲小学校前の神社用地（現在の西野福祉会館の地）に西野神社遥拝所が造営される。
昭和9年（1934年）、江別神社社掌を経て手稲神社社掌となった須浪仙太郎が、西野神社の社掌（2代目宮司）も兼務する。
昭和11年（1936年）11月、上川神社から手稲神社の社掌に転任した山口栄が、同時に西野神社の社掌（3代目宮司）と山口神社の社掌も兼務する。山口栄は戦後、上手稲神社と星置神社の宮司も兼務した。
昭和27年（1952年）4月に神社本庁から、翌28年2月には北海道庁から、それぞれ宗教法人西野神社規則が承認され、同年3月、西野神社の宗教法人設立の登記手続が完了。
昭和42年（1967年）、大正5年（1916年）に社殿が新築されてから50年が経ち社殿の老朽化が著しく進んでいたことから、半世紀ぶりに社殿が建て替えられる。同年、遥拝所が廃止。
昭和51年（1976年）、2代目社掌を務めた須浪仙太郎が、西野神社の神職として初めて社務所に常駐するようになり、これ以降は現在に至るまで、西野神社には神職が常勤している。これ以前は、神職ではない一般の人が、神社施設の管理人として家族とともに境内に常駐していた（神職ではない管理人がいつから常駐していたかについては正確な記録がないため不明）。
昭和53年（1978年）4月、3代目宮司 山口栄の退任に伴い、須浪仙太郎が宮司に再就任する。西野神社にとって、須浪仙太郎は第2代・第4代の宮司であるとともに、初の本務宮司でもある。なお、西野神社の兼務宮司を退任した山口栄は、平成2年8月まで手稲神社の本務宮司を務めた。
昭和57年（1982年）7月、神社前の市道 右股線道路拡幅工事施工のため、境内地の一部を札幌市に売却。
昭和58年（1983年）には、西野神社創祀百周年記念事業の一環として幣殿の造営、拝殿の増築、神饌所の増築、社殿屋根の銅板への葺き替え、回廊や欄干の増設など大規模な増改築が行われ、また、ほぼ同時期に社務所の新築、神札所・物置・渡り廊下の改築、ガレージの移設、手水舎改装等の工事なども行われたため、境内の様相が一新される。
昭和60年（1985年）7月、西野神社創祀百周年記念塔が竣工。同年9月、西野神社創祀百周年記念式典・祝典が挙行される。
平成3年（1991年）1月、前月に4代目宮司 須浪仙太郎が死去したことに伴い、西野神社禰宜であった須浪和弘（北海道神宮出仕として同宮でも奉仕）が5代目宮司に就任する。
平成7年（1995年）10月、創祀百十年記念事業として、授与所と参拝者用トイレが新築される。
平成10年（1998年）、参拝者控室、多目的応接室が建設され、ほぼ同時期に、神饌所改修、屋内手水舎新設、社務所玄関改築、中庭造園工事なども行われる。
平成11年（1999年）4月、西野神社公式ホームページが開設される。
平成17年（2005年）には創祀百二十年記念事業として、創祀百二十年記念碑の建立、拝殿の向拝と境内の参道への御影石敷設などが行われ、境内はほぼ現在の様相となるが、その後も、境内地拡張（隣接地買収）に伴う第2駐車場拡張や第3駐車場新設、拝殿向拝への木彫取り付け、参集殿の改築、土俵の改修、社務所の増築、各種樹木の植樹などが行われる。
平成20年（2008年）2月、株式会社クリーンリバーからの奉納として神輿殿が新築される。
平成27年（2015年）には、創祀百三十年記念事業として、第一駐車場全面や創祀百二十年記念碑周りへの御影石敷設、掲示板の建て替え、氏子青年会の結成などが行われる。
平成30年（2018年）には、老朽化が進んでいた神楽殿が取り壊され、令和元年（2019年）、その跡地に、神前結婚式をはじめとする各種神事が斎行できる殿舎として儀式殿が新築される。儀式殿竣工に合わせて、大祭として竣工遷座祭が盛大に執り行われ、同祭で、本殿で祀られている祭神の分霊が儀式殿内の神殿へも奉遷される。

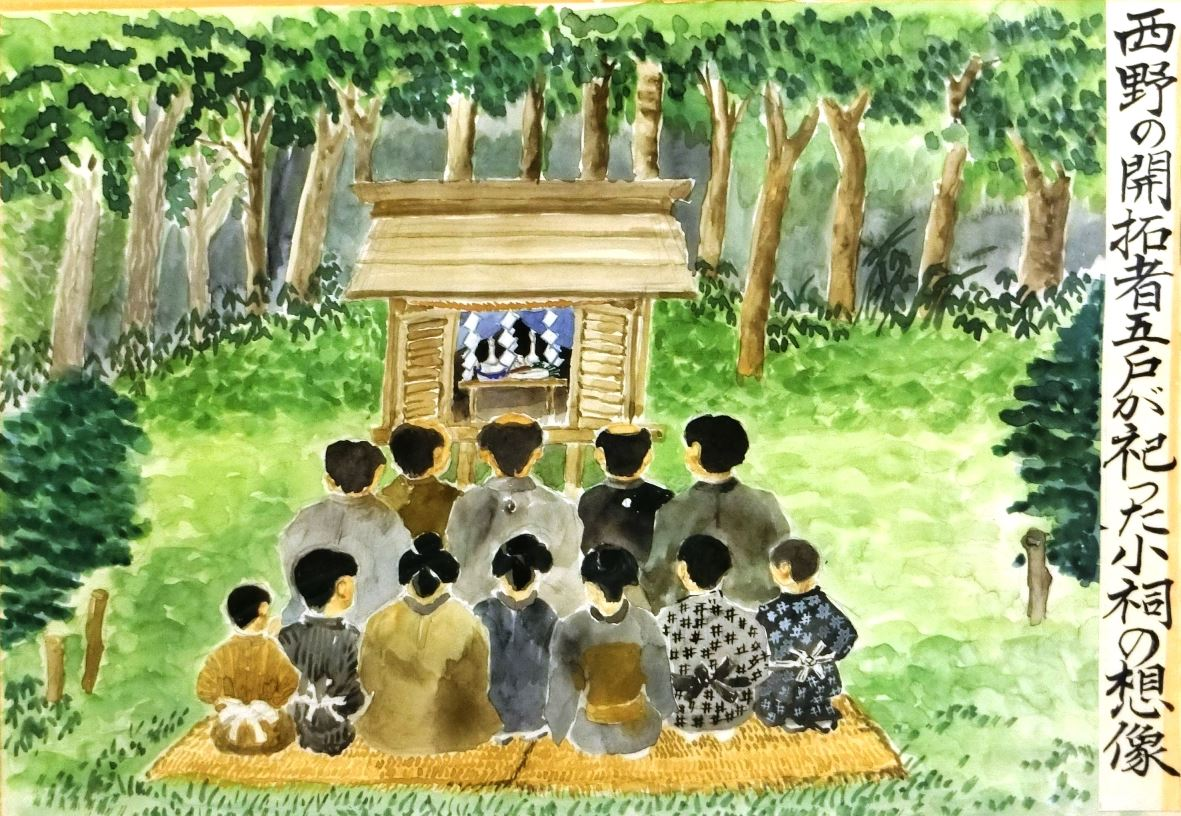
創建当時（明治18年頃）の西野神社想像図
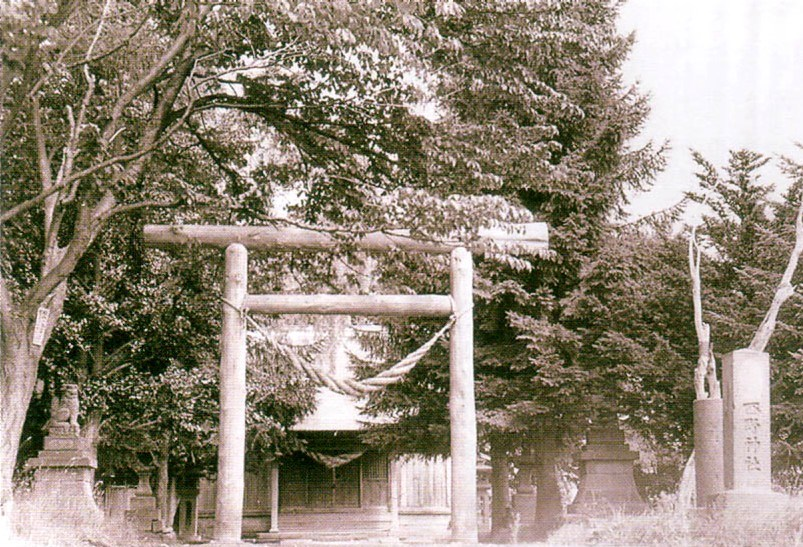
大正時代の西野神社
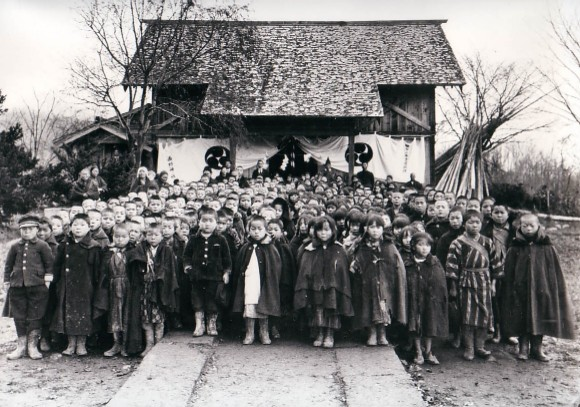
大正時代の西野神社 拝殿
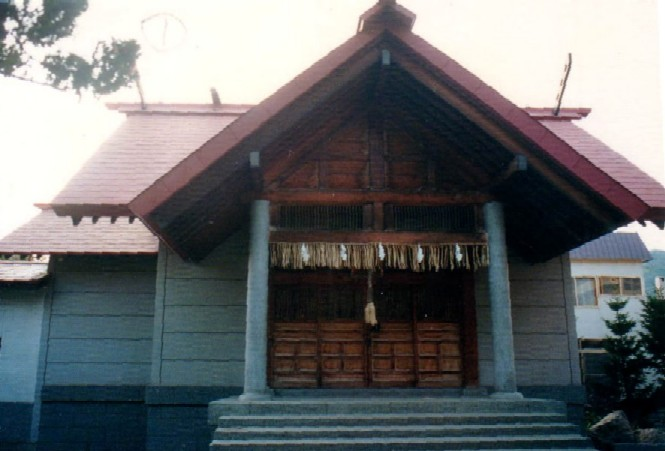
昭和42年の西野神社 拝殿
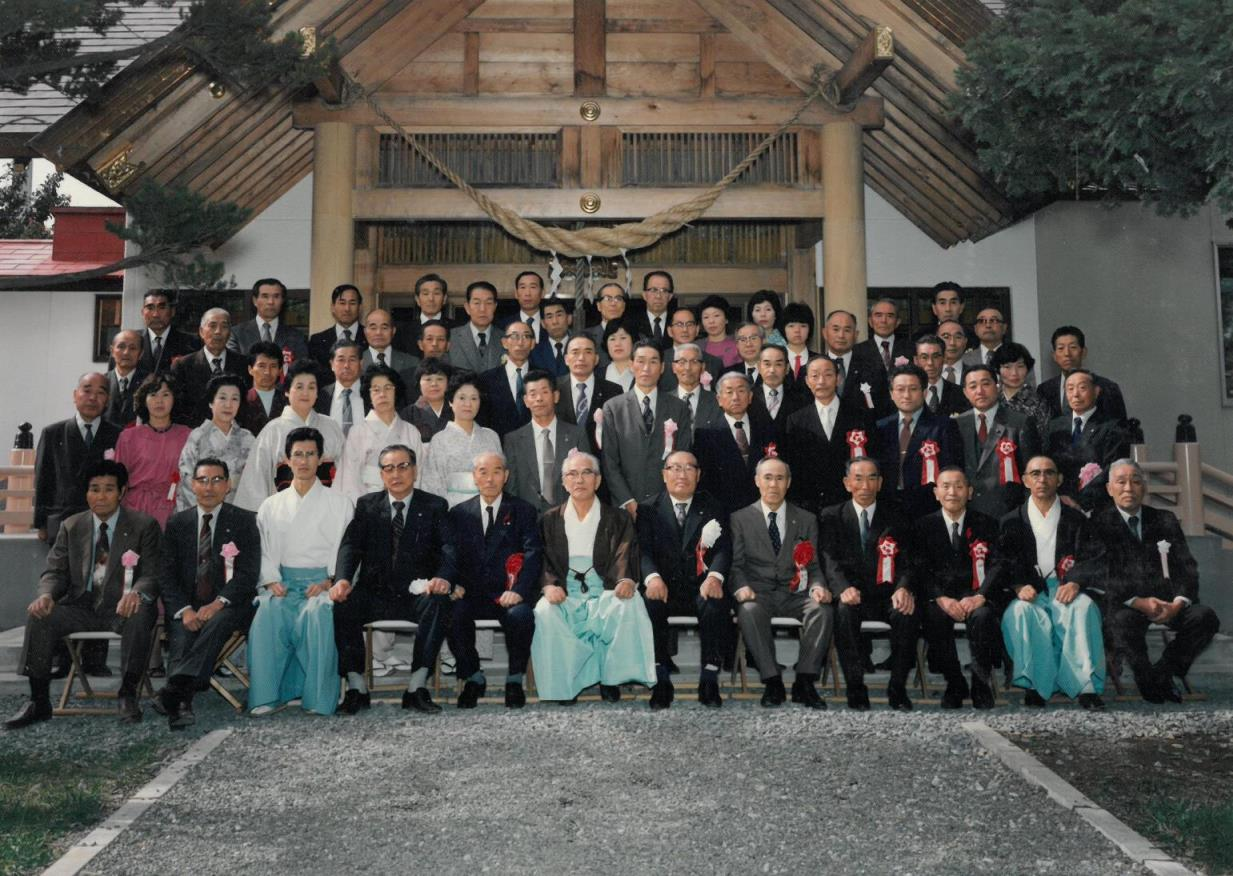
昭和58年の西野神社（諸工事落成記念）
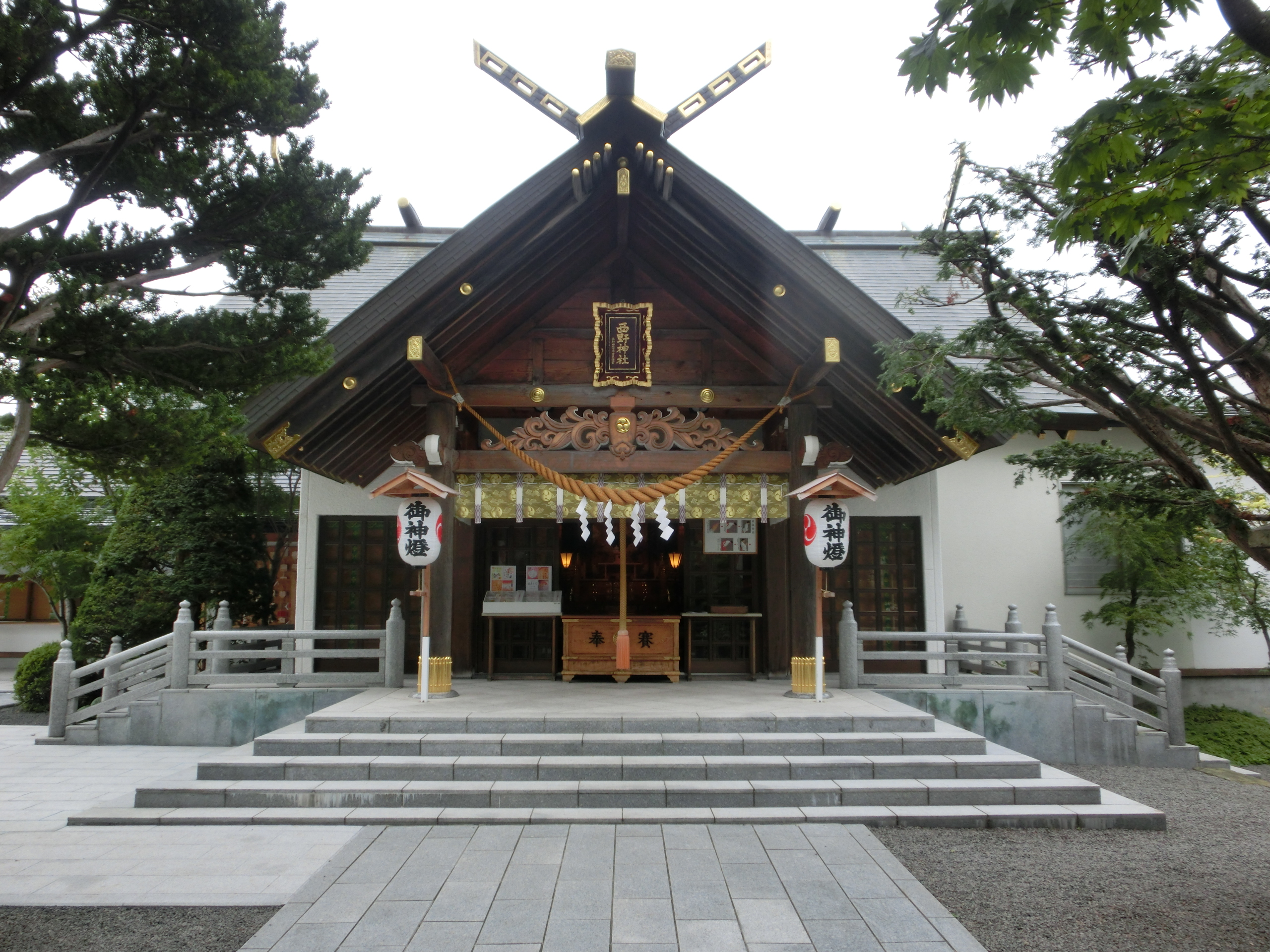
平成27年の西野神社 拝殿
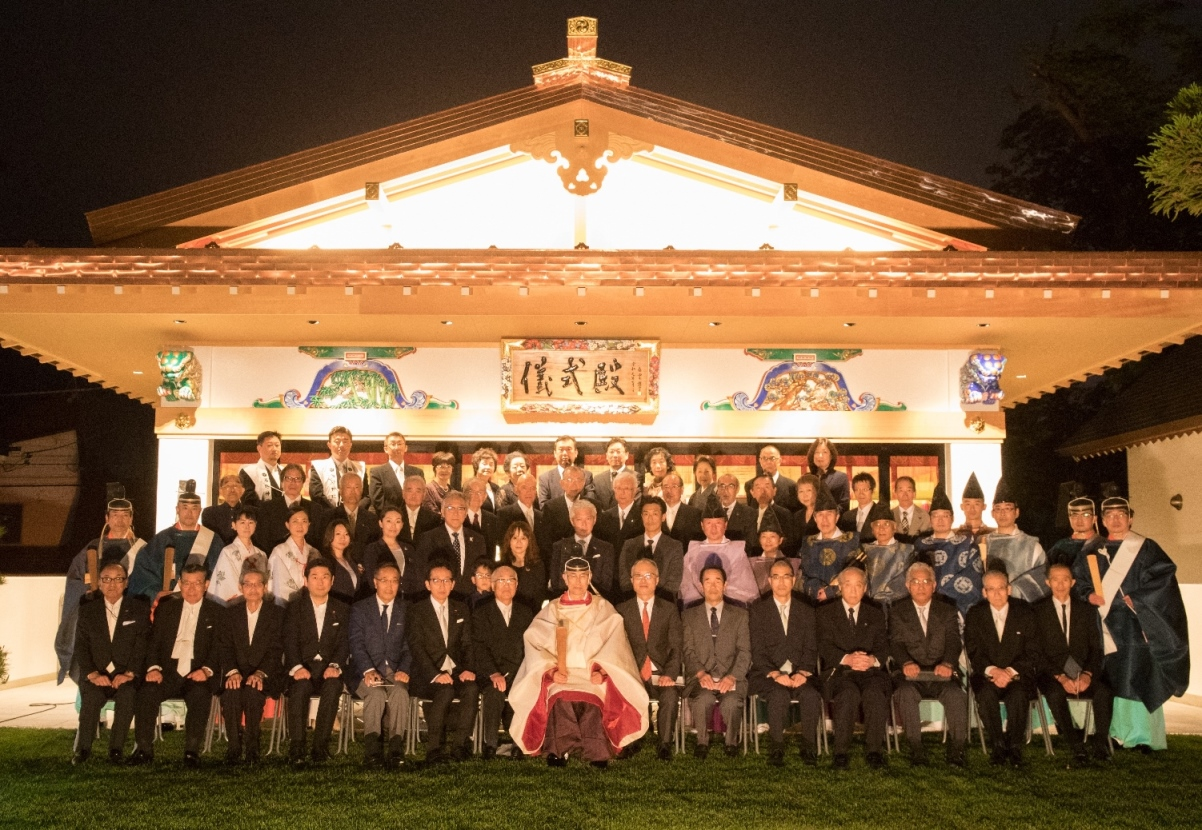
令和元年の西野神社 儀式殿（竣工記念）

## 境内の施設
市道の手稲右股通に面した鳥居から、石畳の参道を経て、拝殿・幣殿・本殿が続く。拝殿・幣殿・本殿の三殿はいずれも連結しており（事実上一体化した建物）、神明造と称される建築様式。拝殿と社務所、幣殿と授与所は、それぞれ渡り廊下で連絡されているが、儀式殿と神輿殿については、どちらも独立した殿舎。社務所・参集殿・職舎は、いずれも同一建物内。

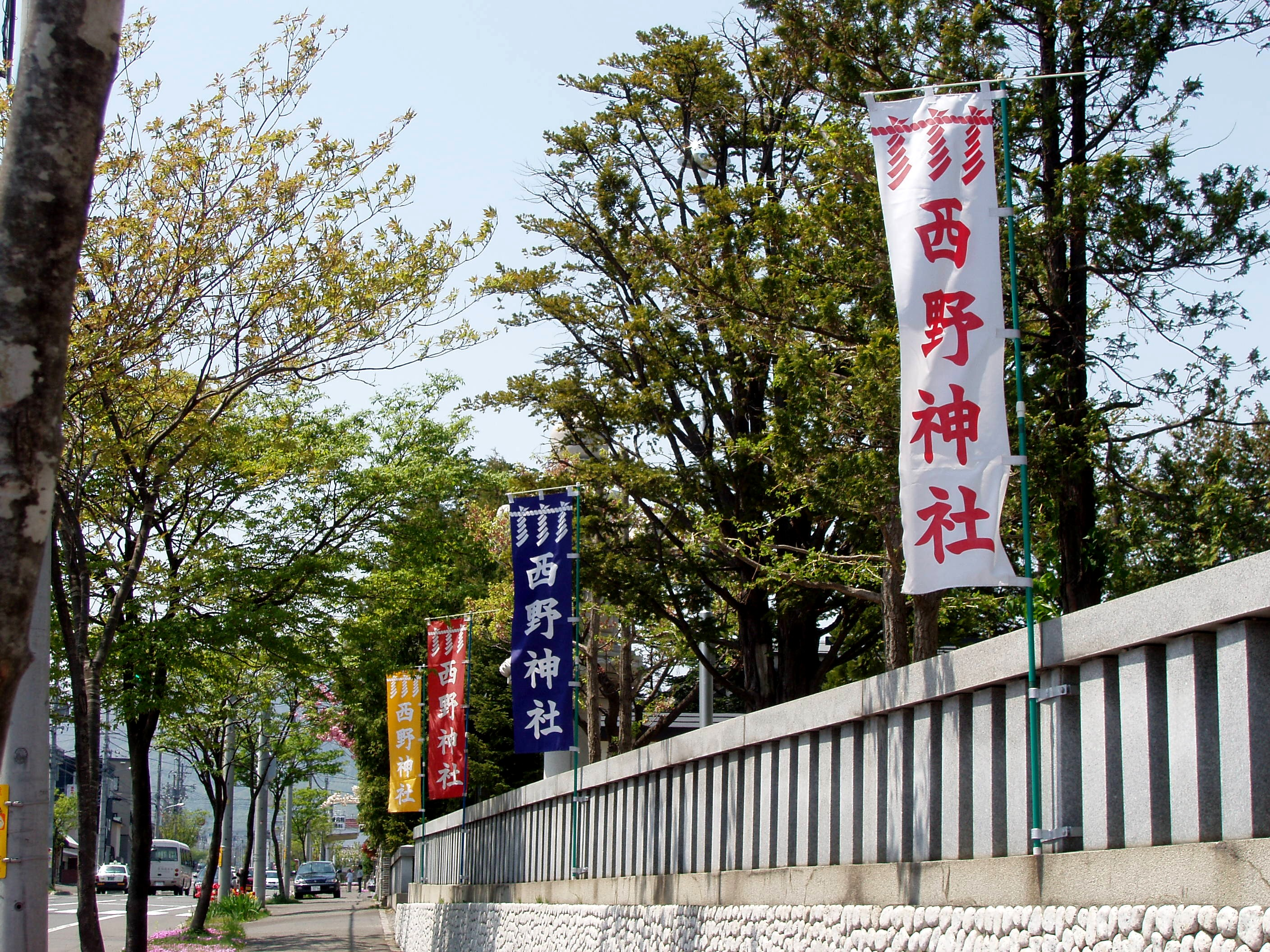
玉垣
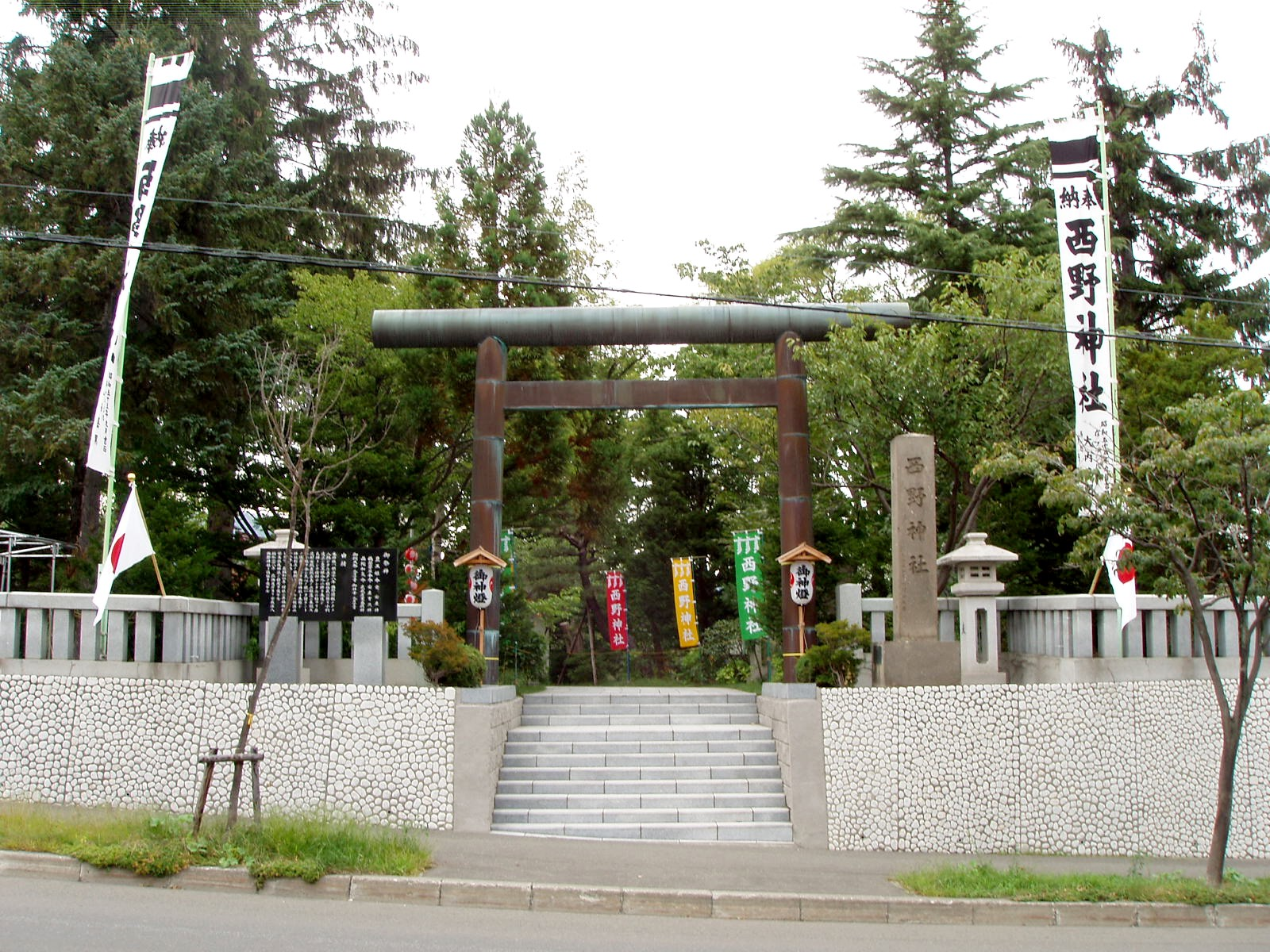
鳥居と社号標
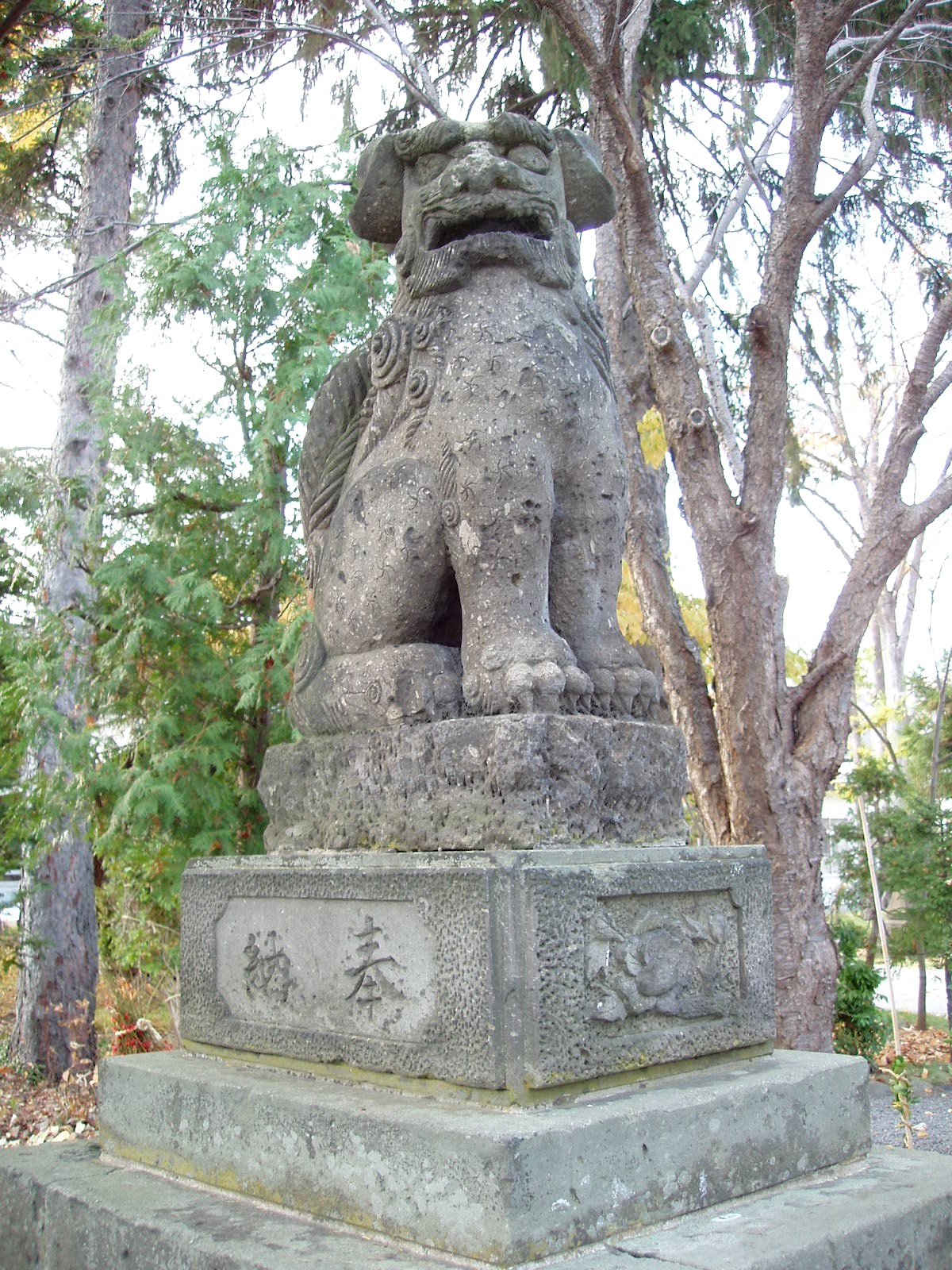
狛犬
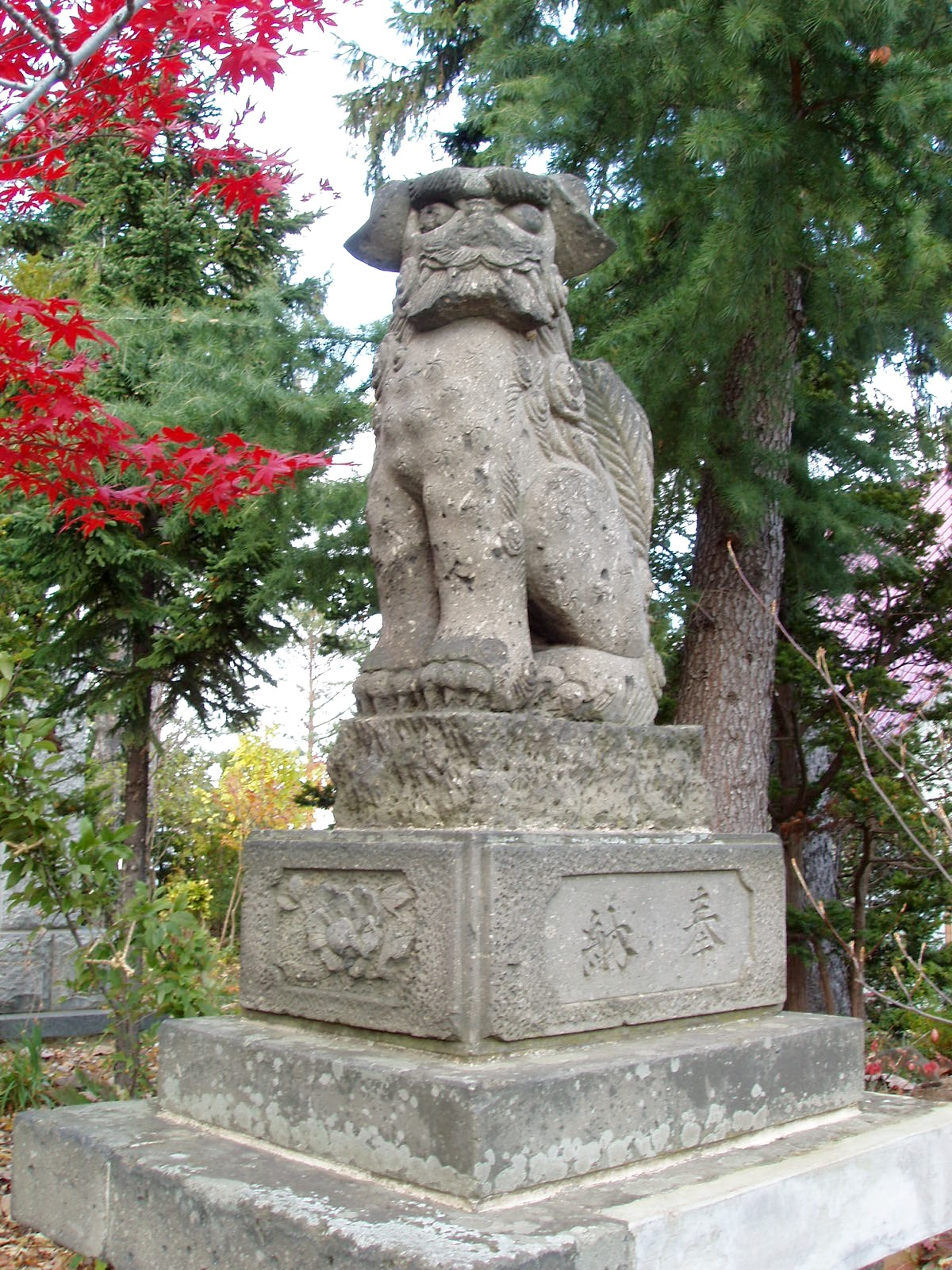
狛犬
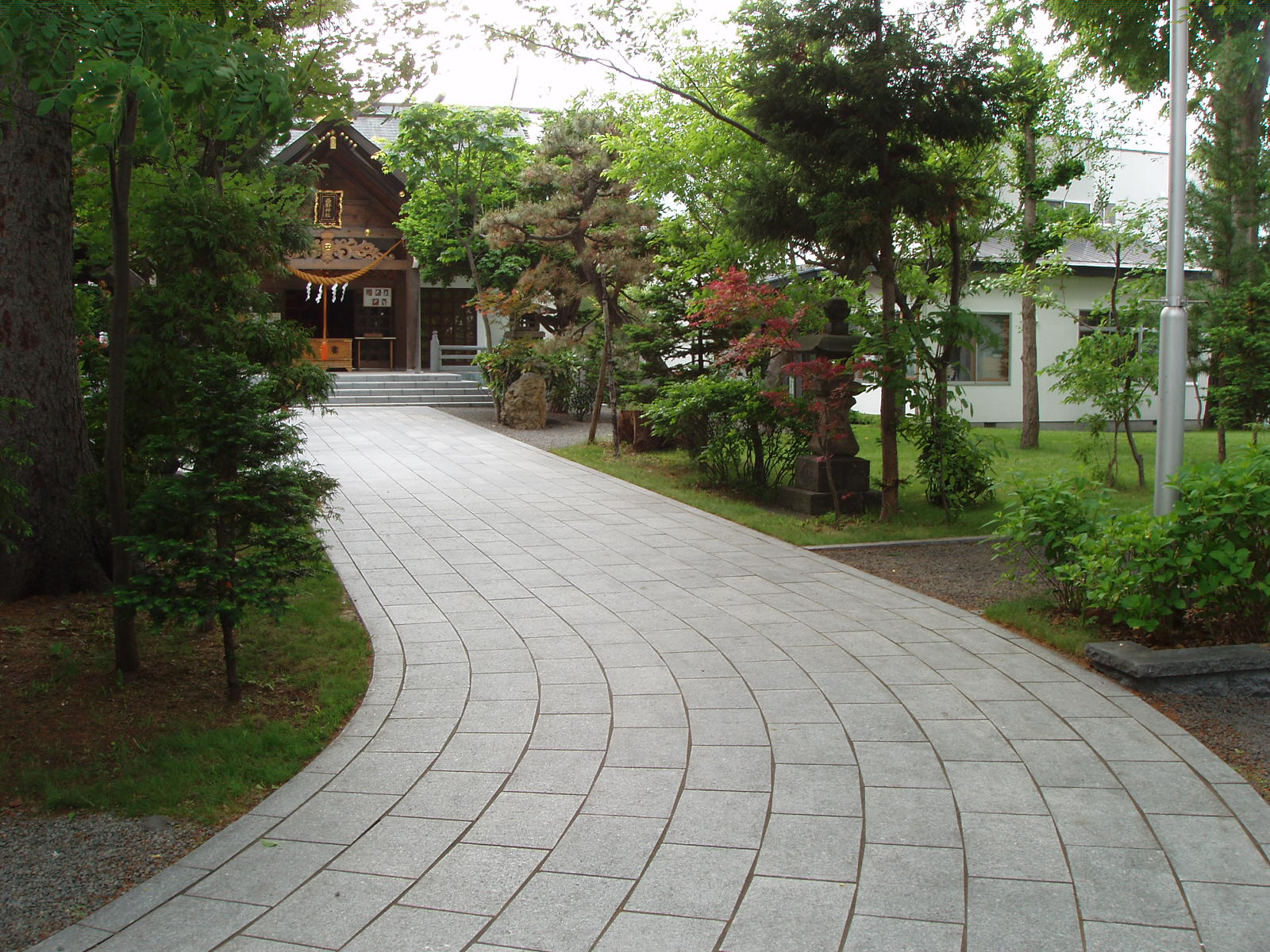
参道
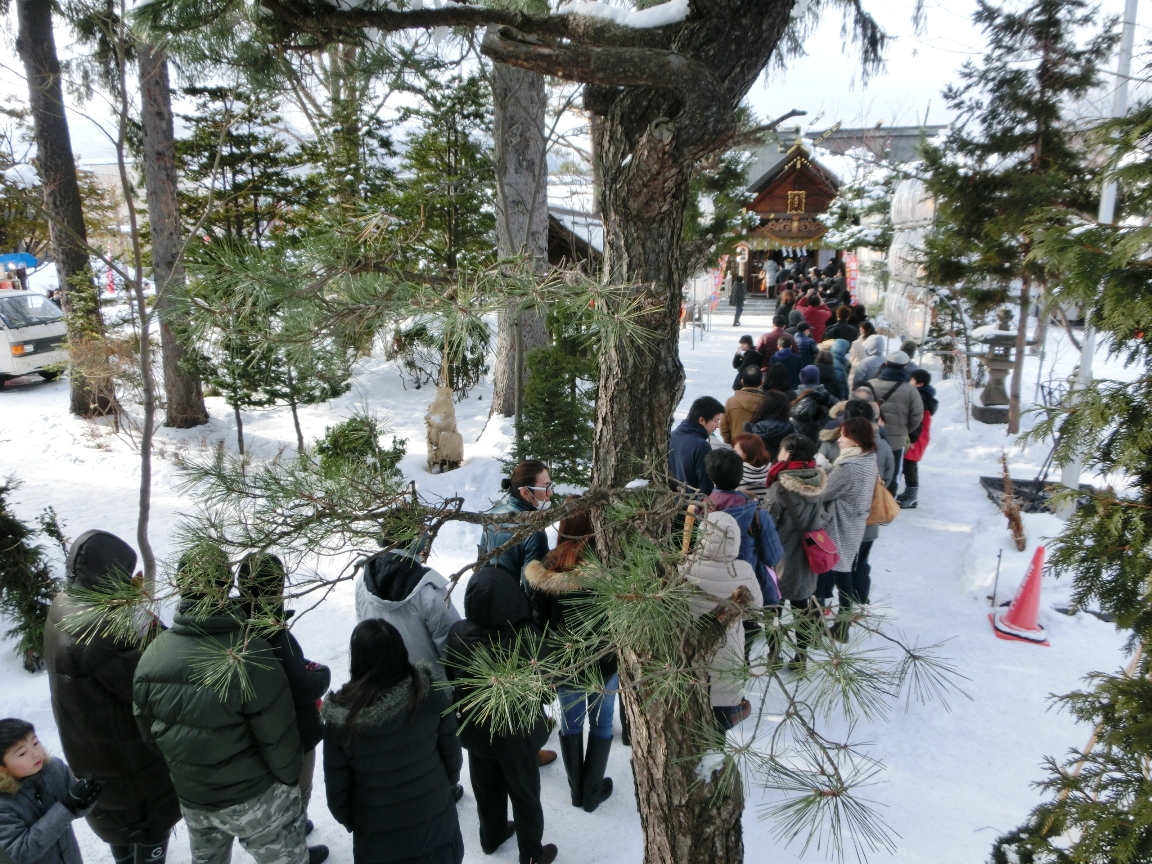
参道
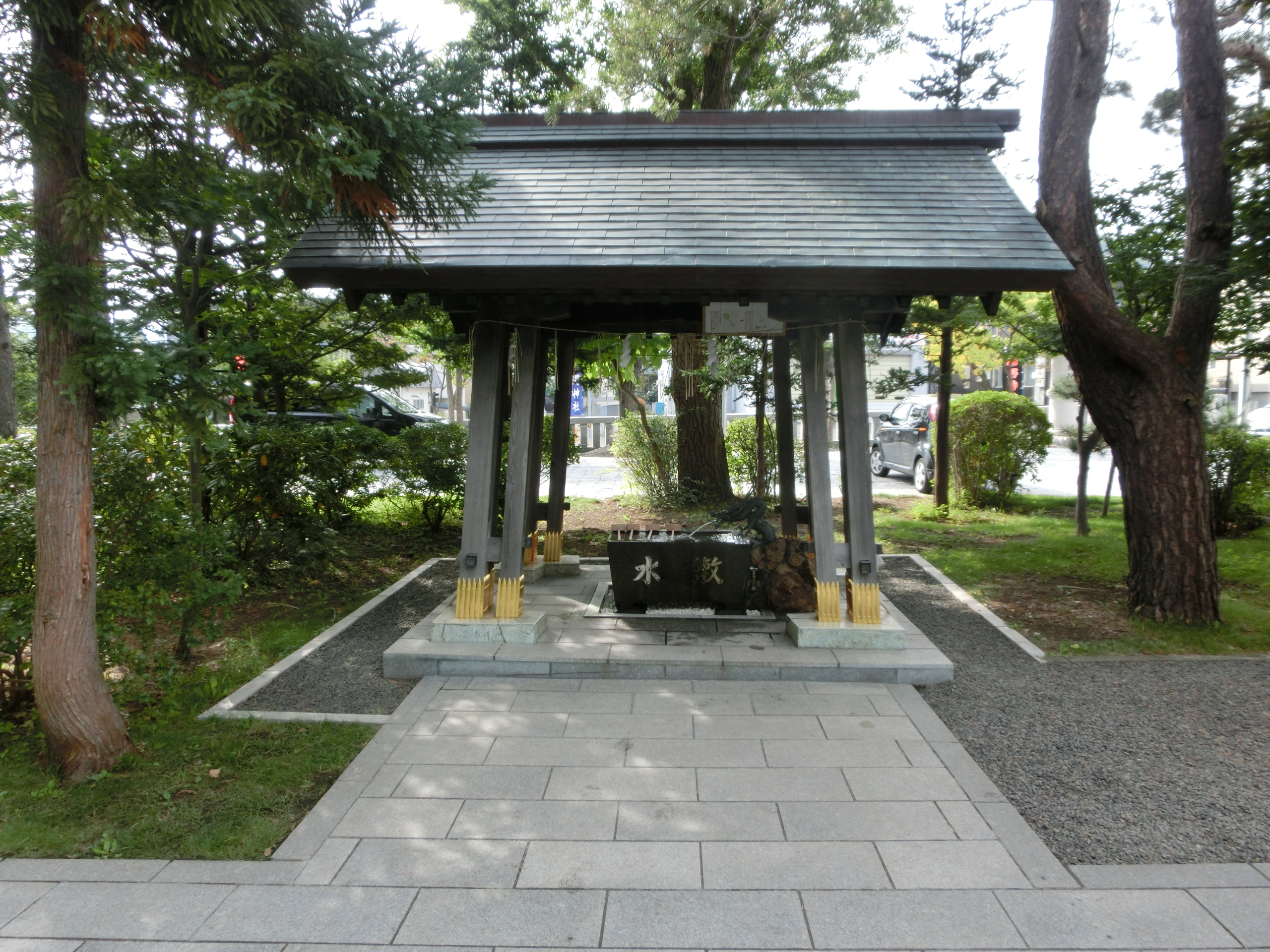
手水舎
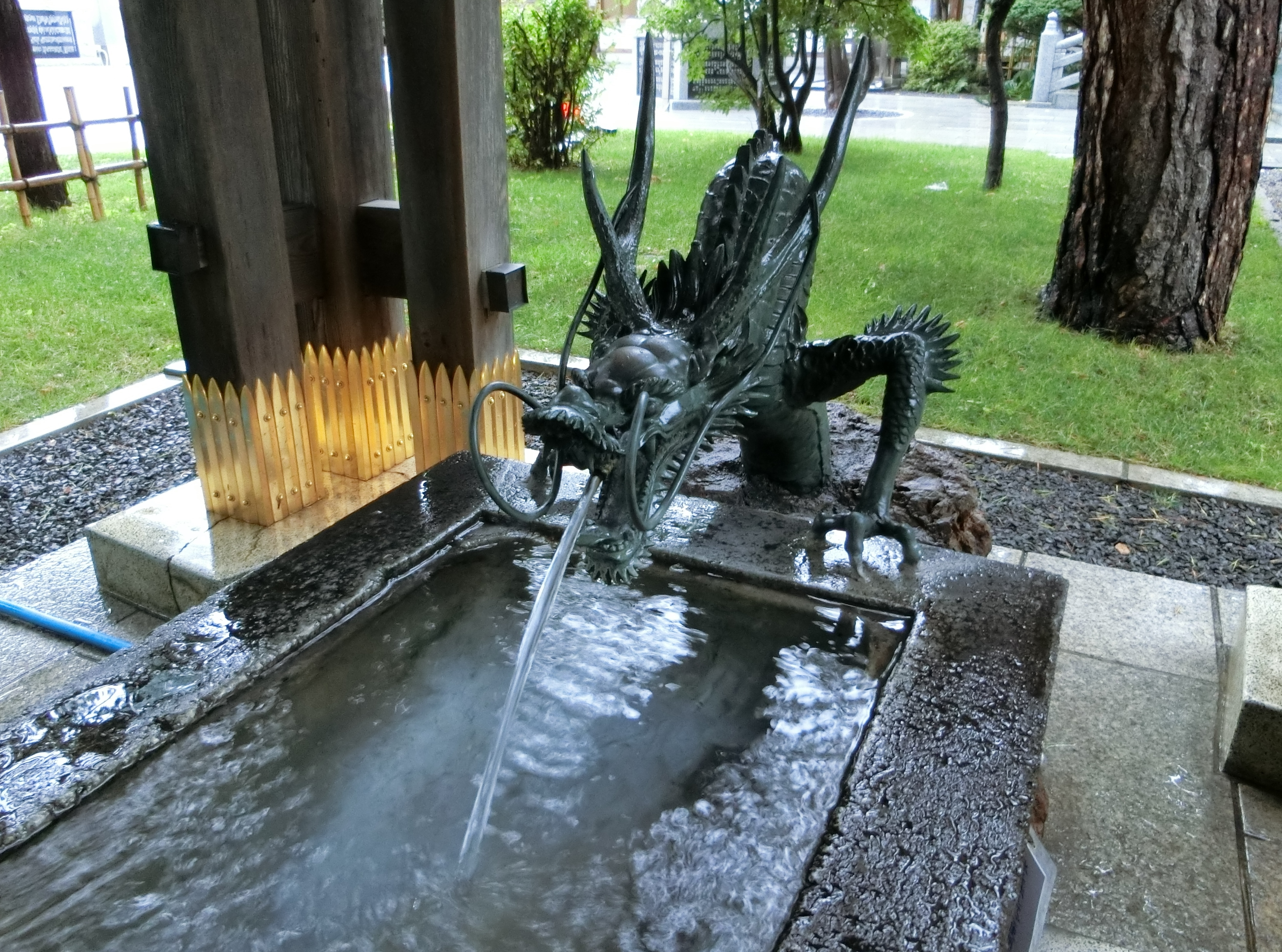
手水舎の流水
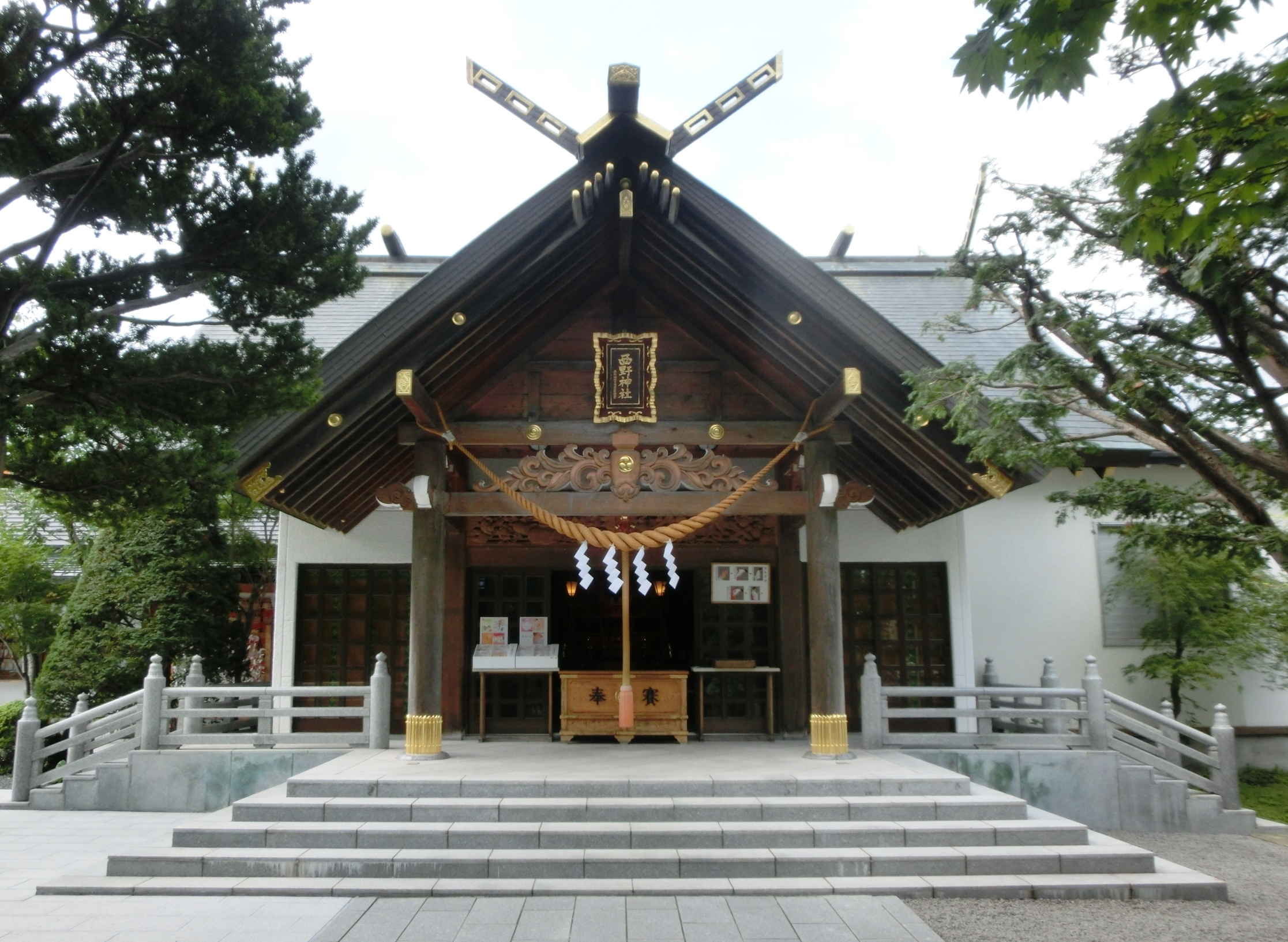
拝殿
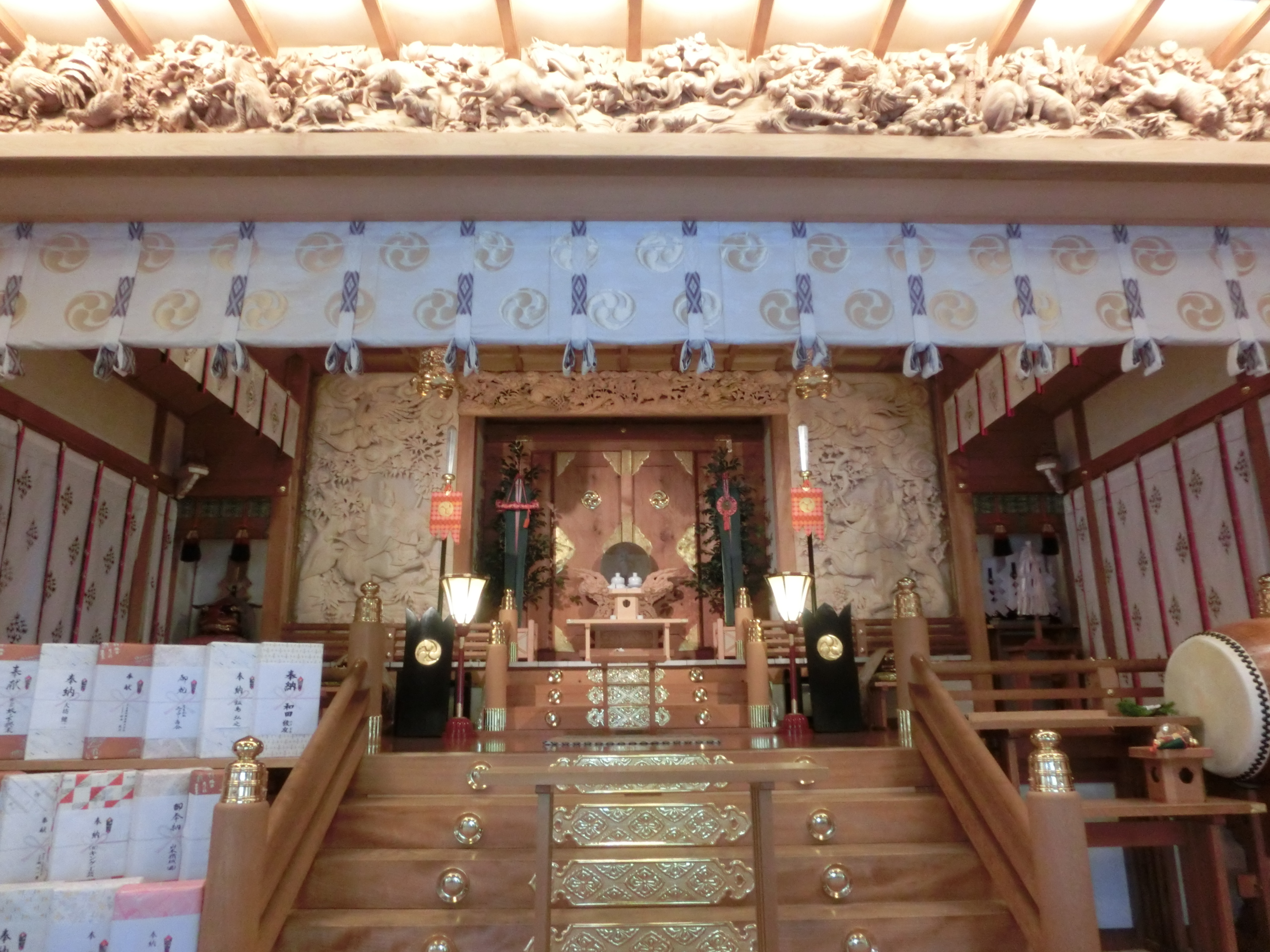
幣殿
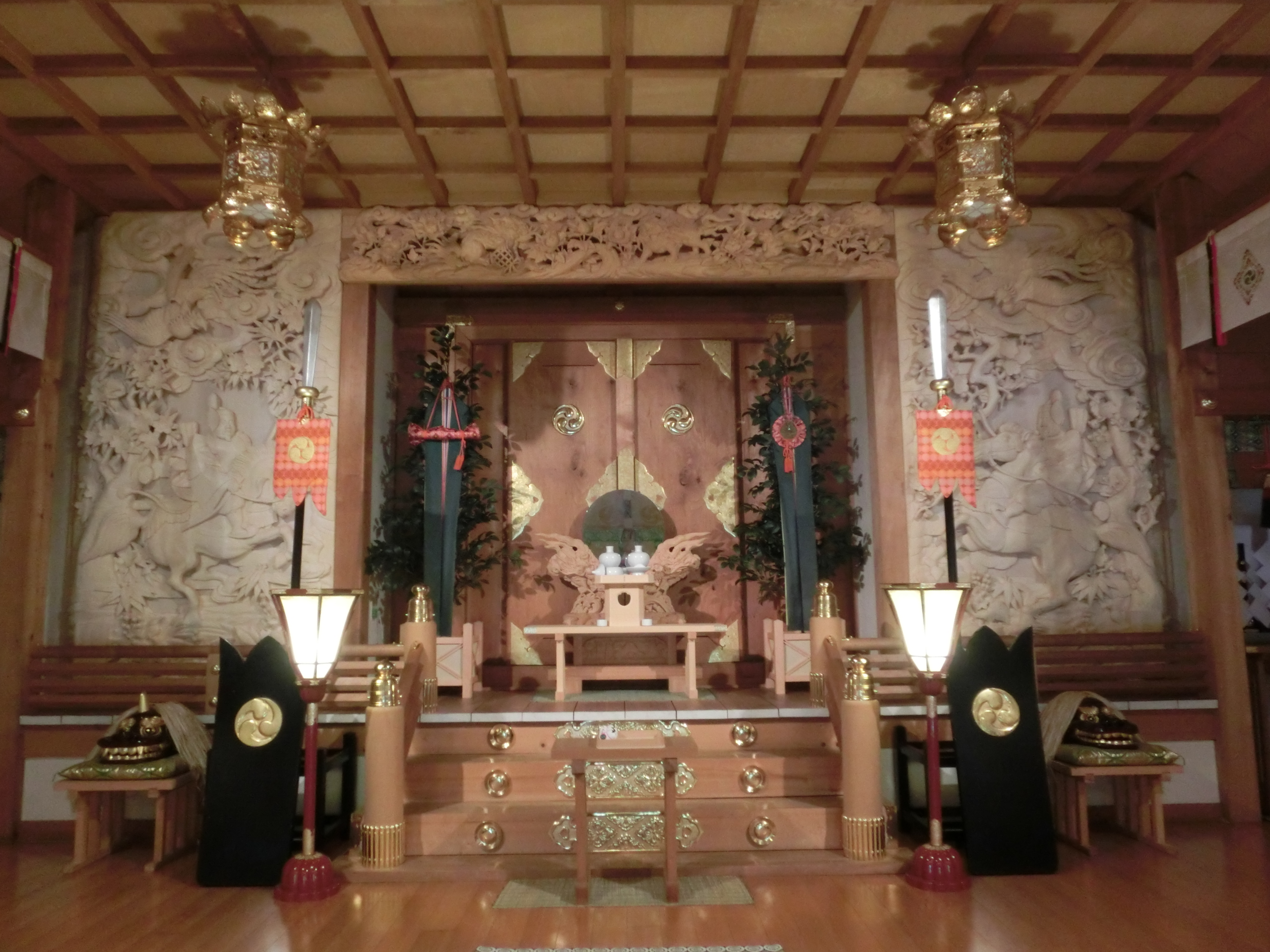
本殿
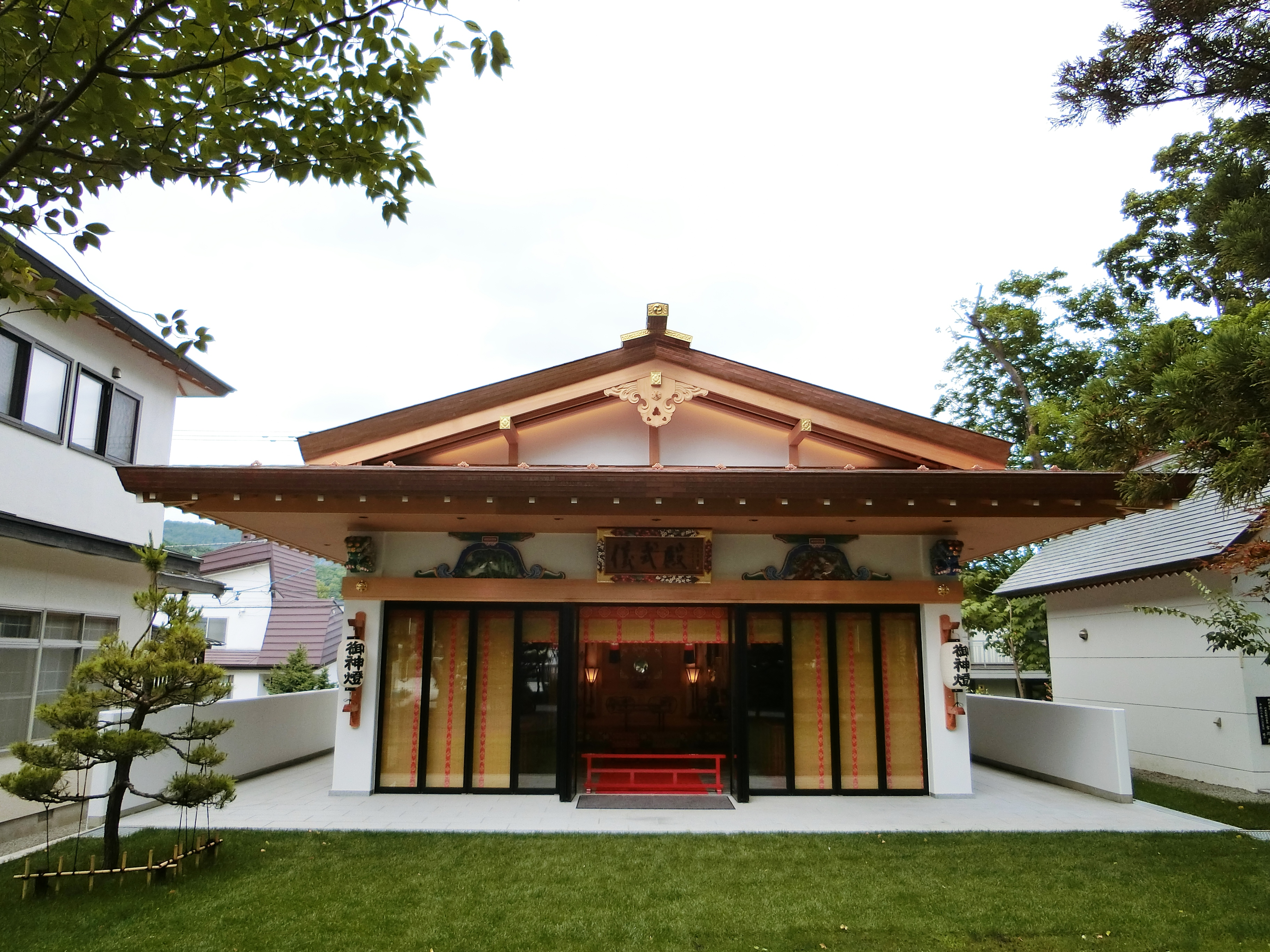
儀式殿
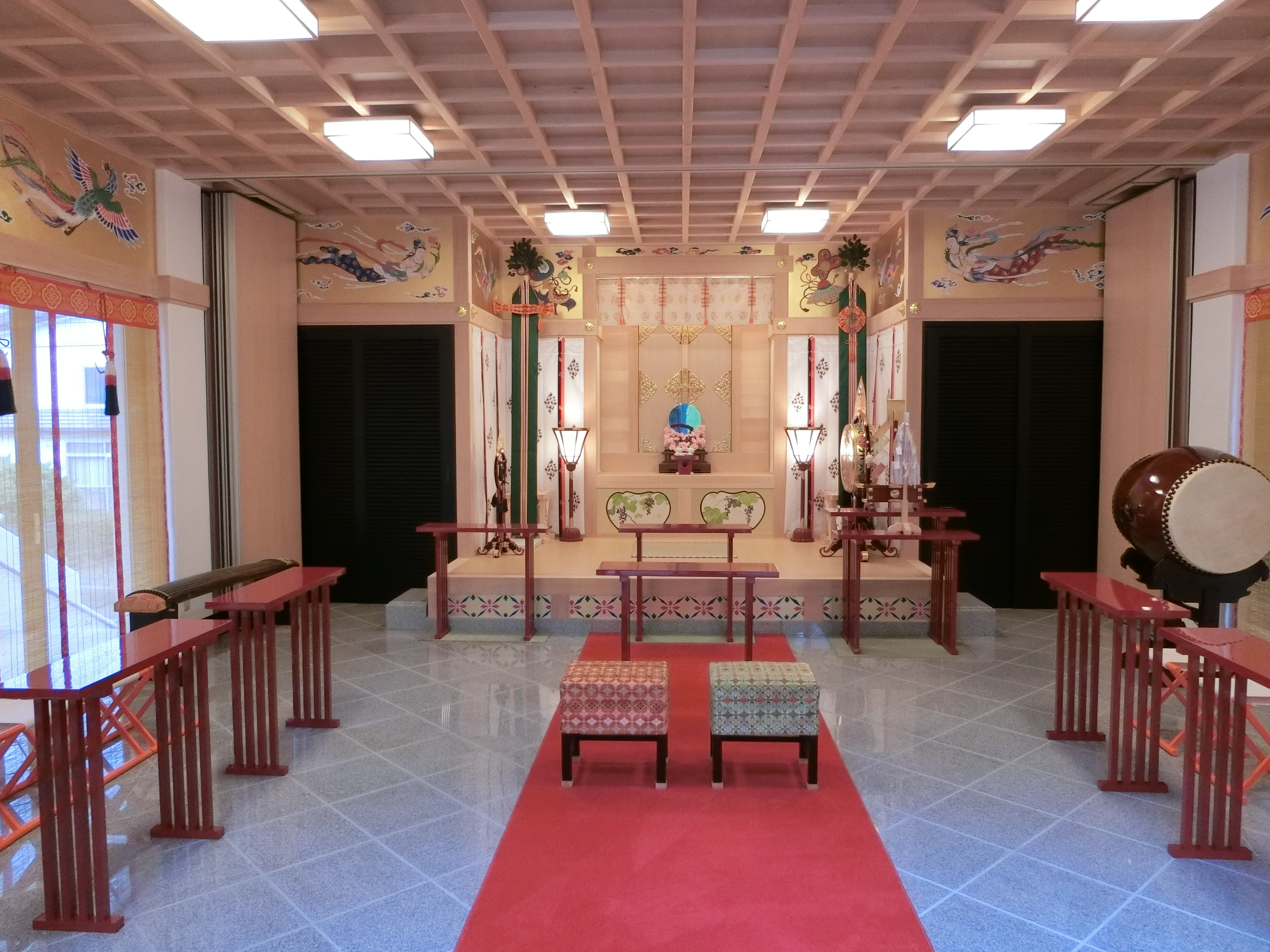
儀式殿内
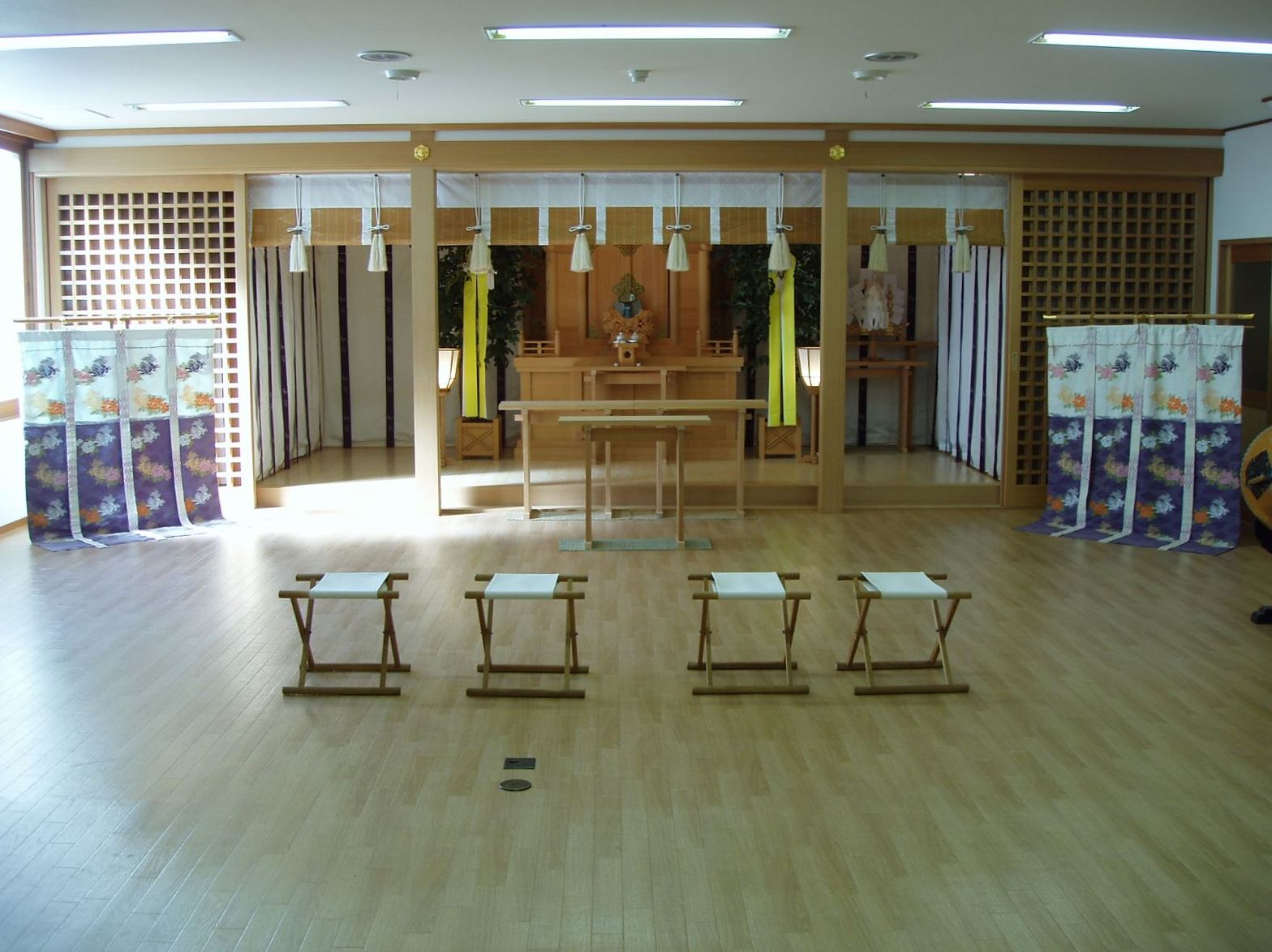
参集殿
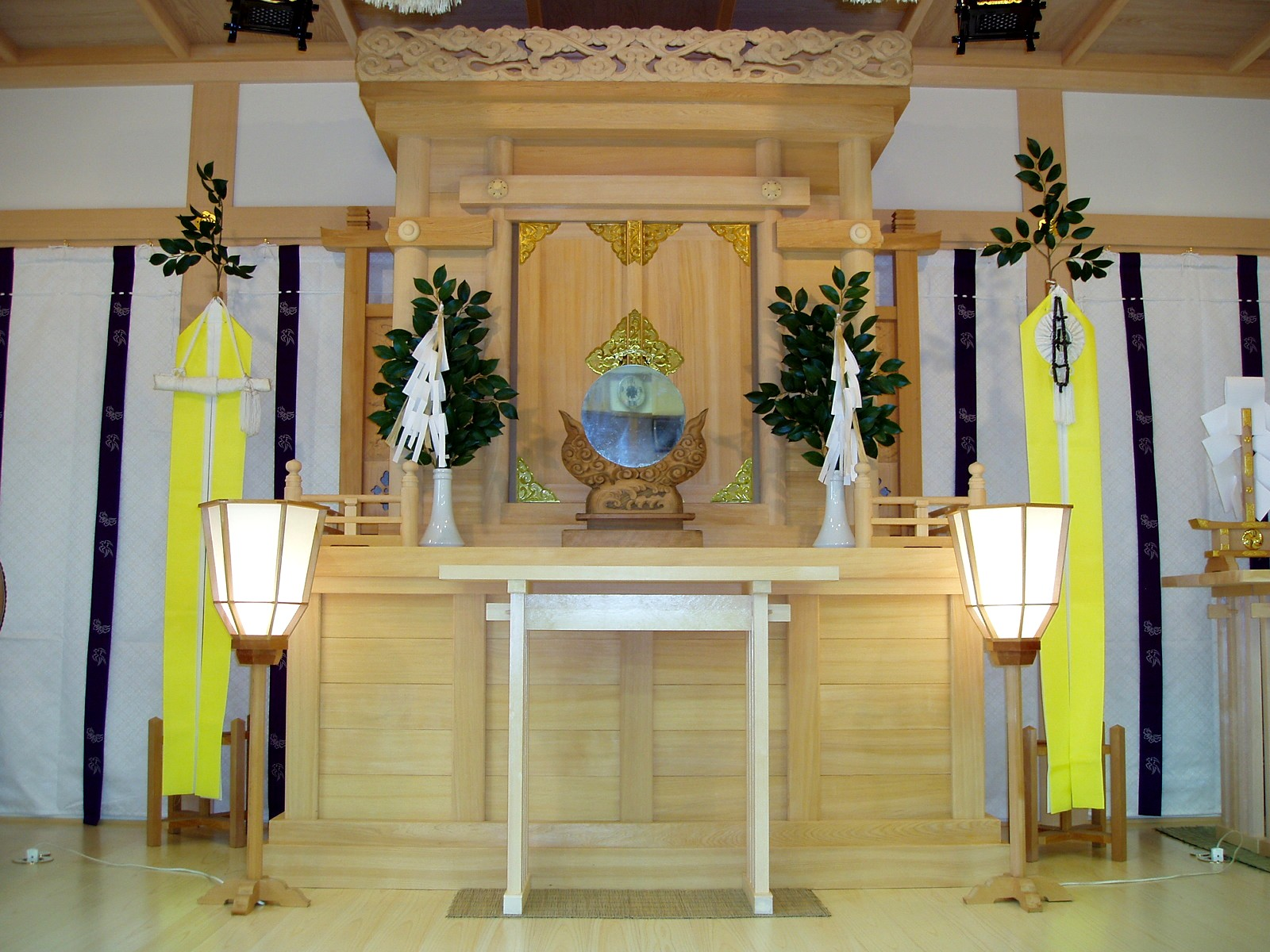
祖霊殿（霊祭執行場所）
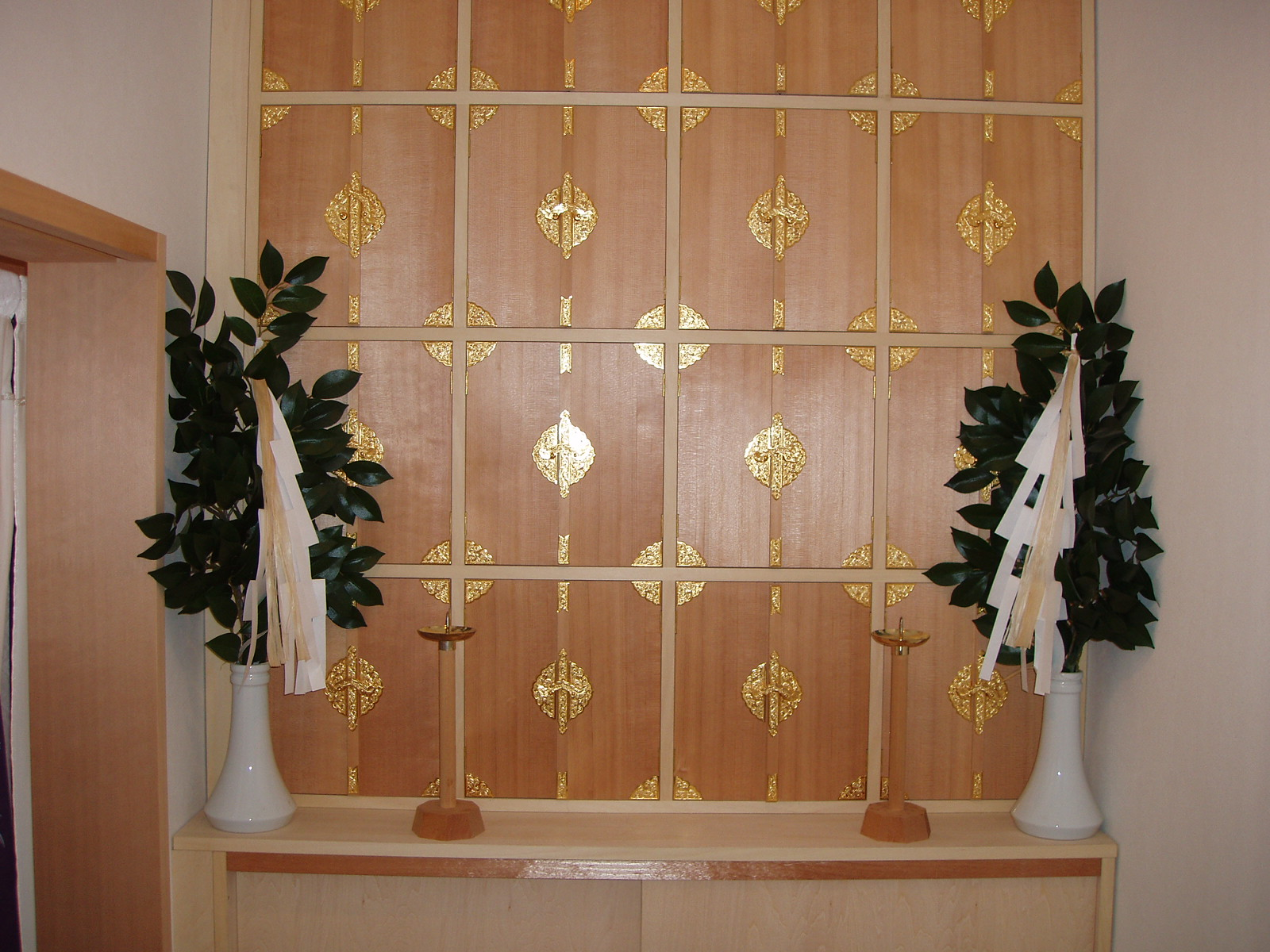
祖霊殿（霊璽奉安場所）
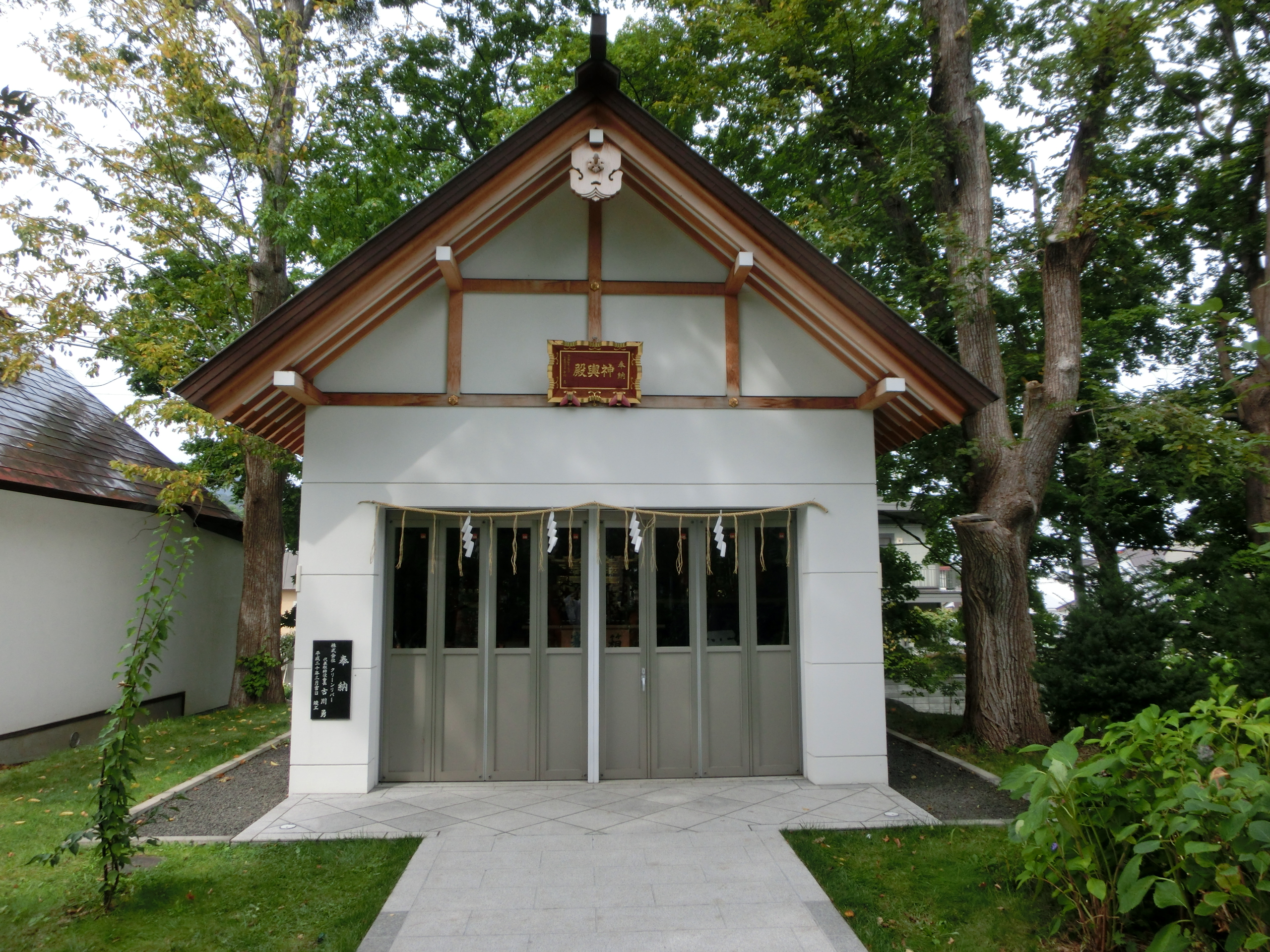
神輿殿
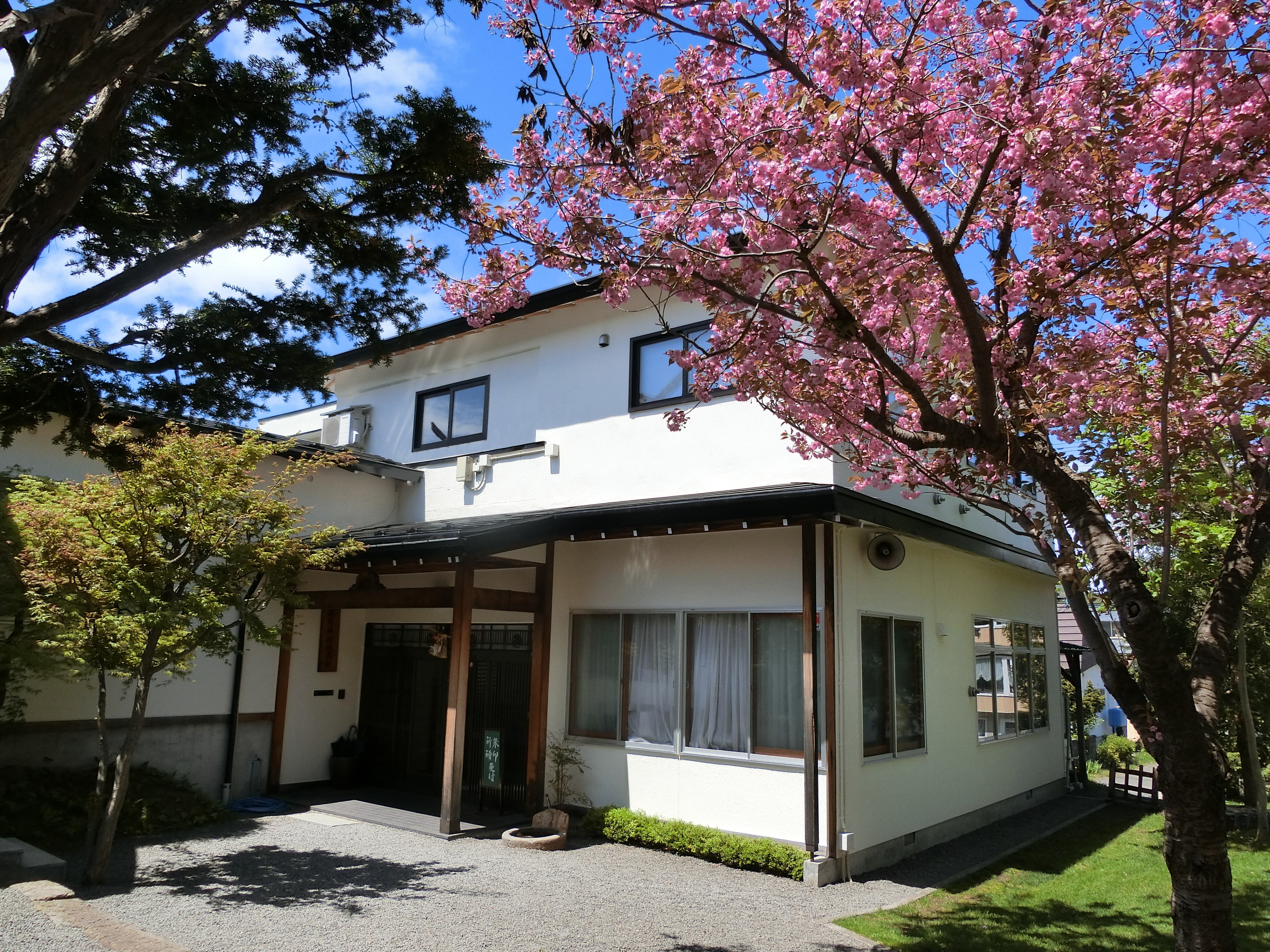
社務所
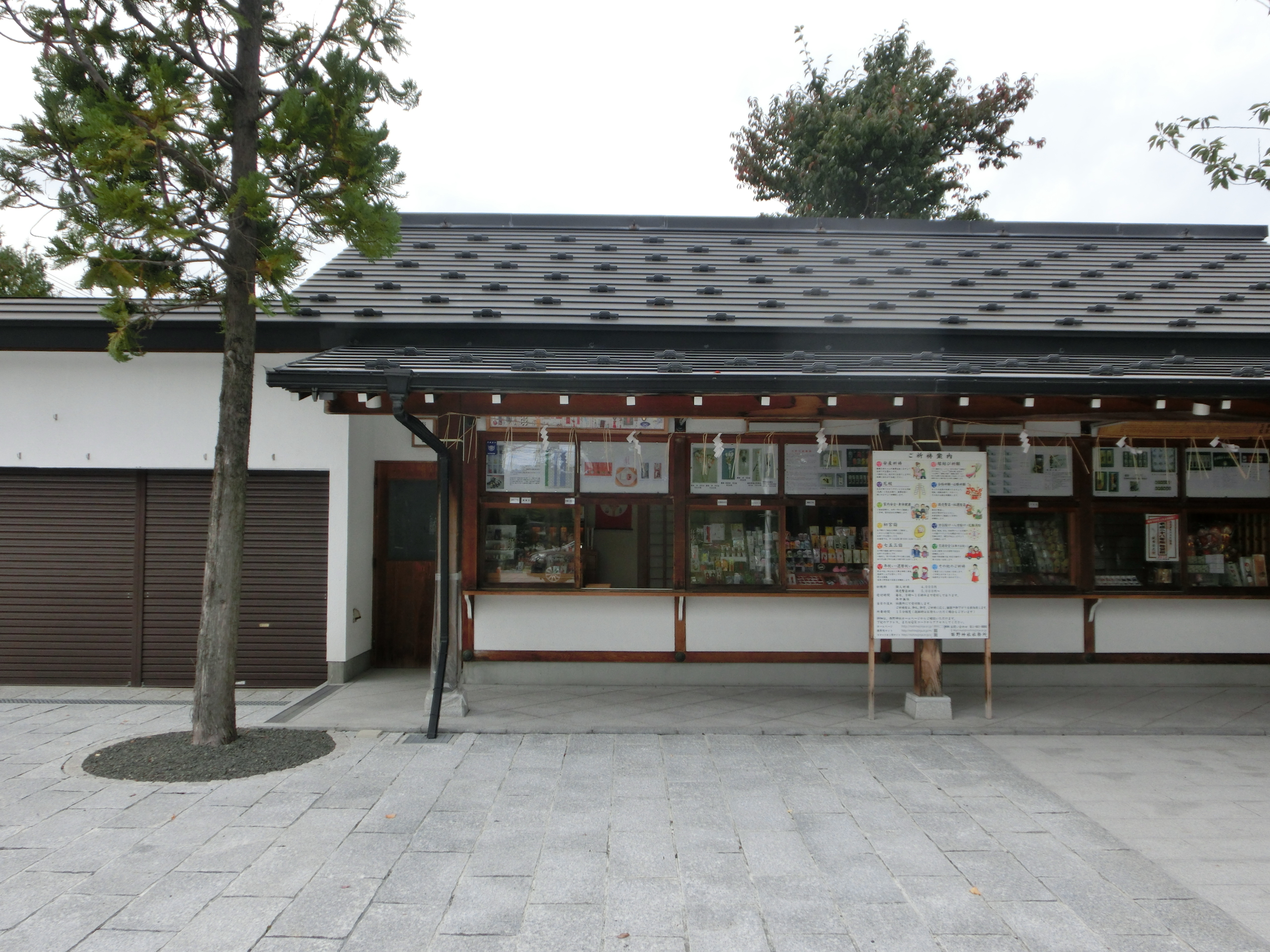
授与所
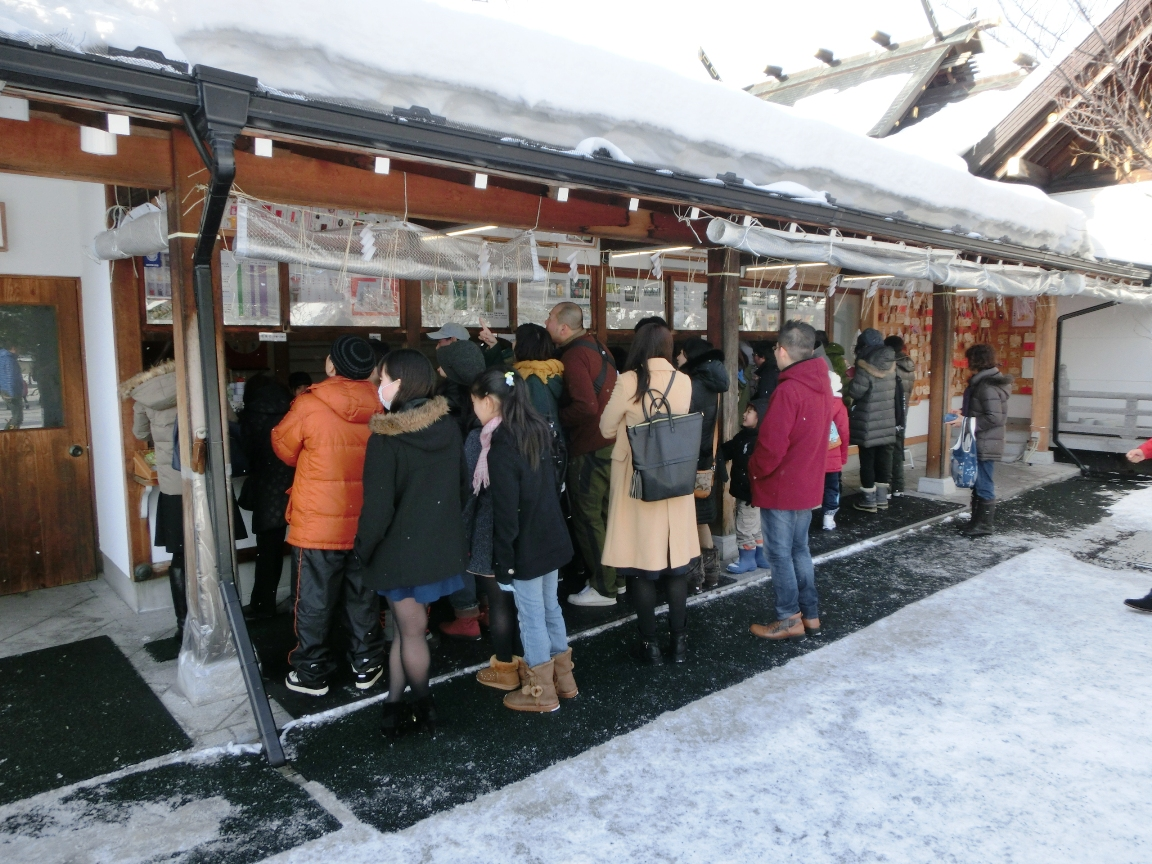
元日の授与所
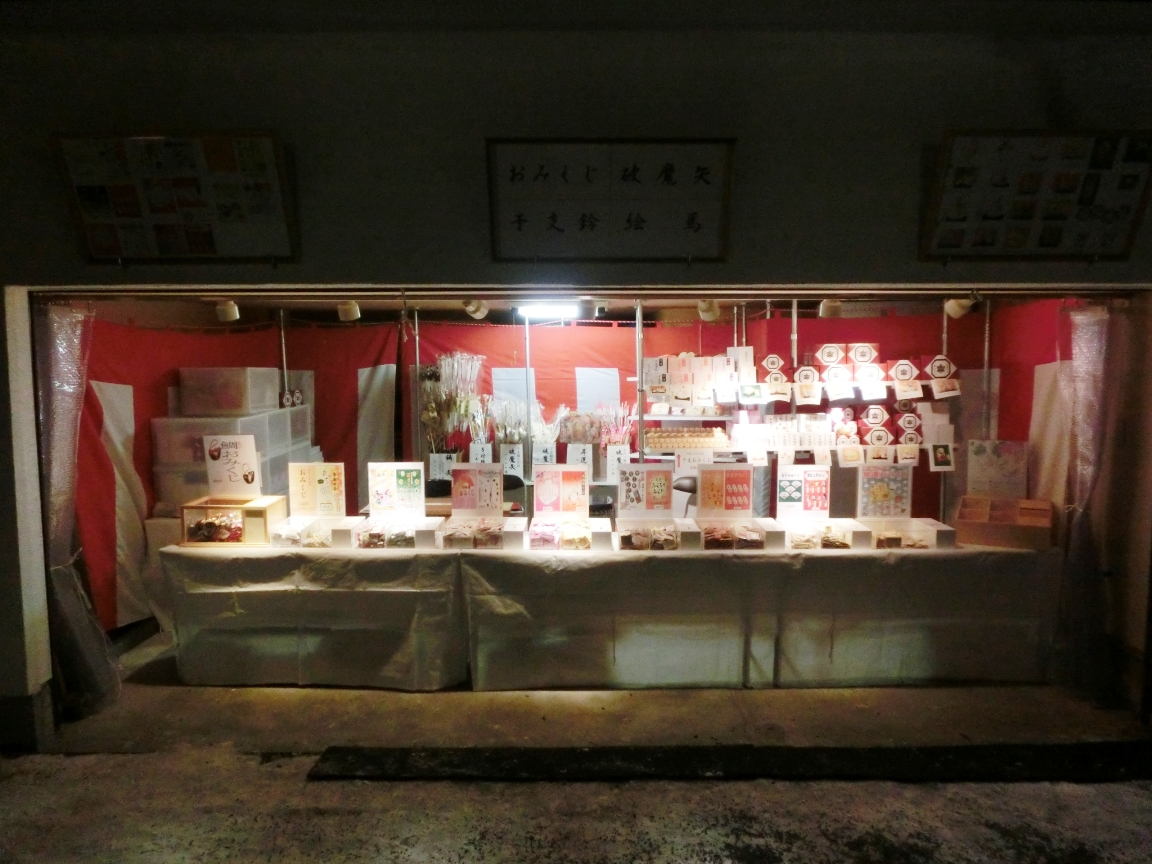
仮設みくじ所（三が日のみ開設される）
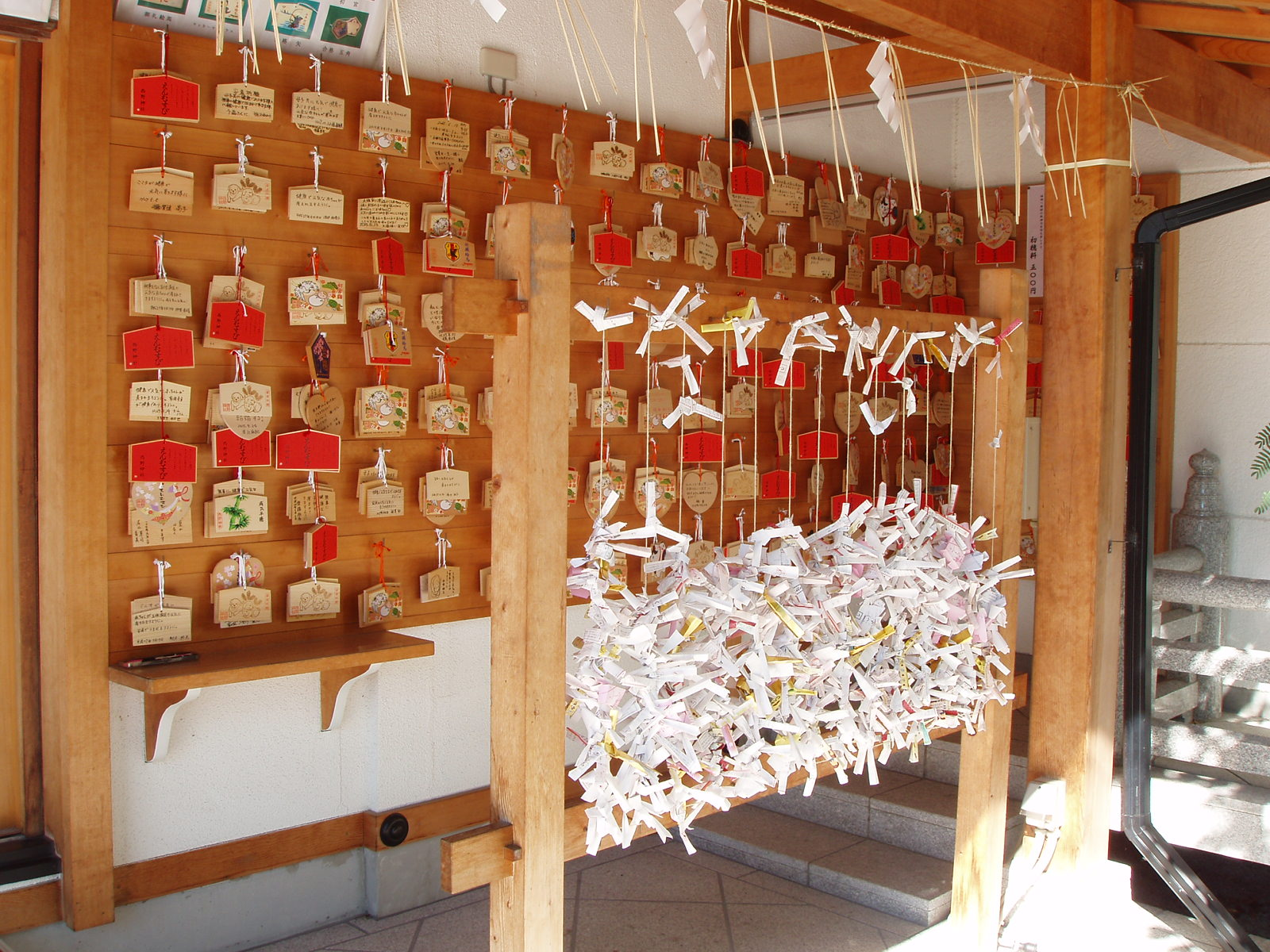
絵馬掛けとみくじ掛け
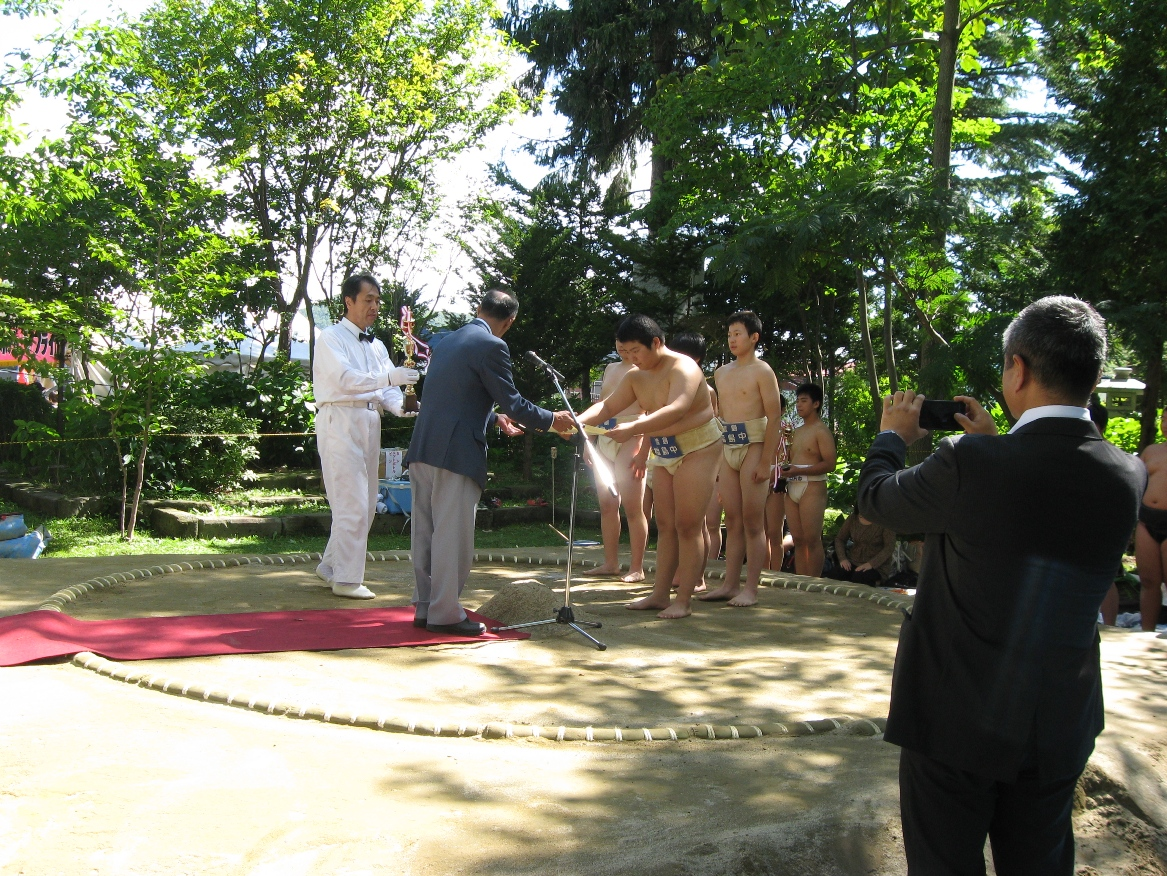
土俵
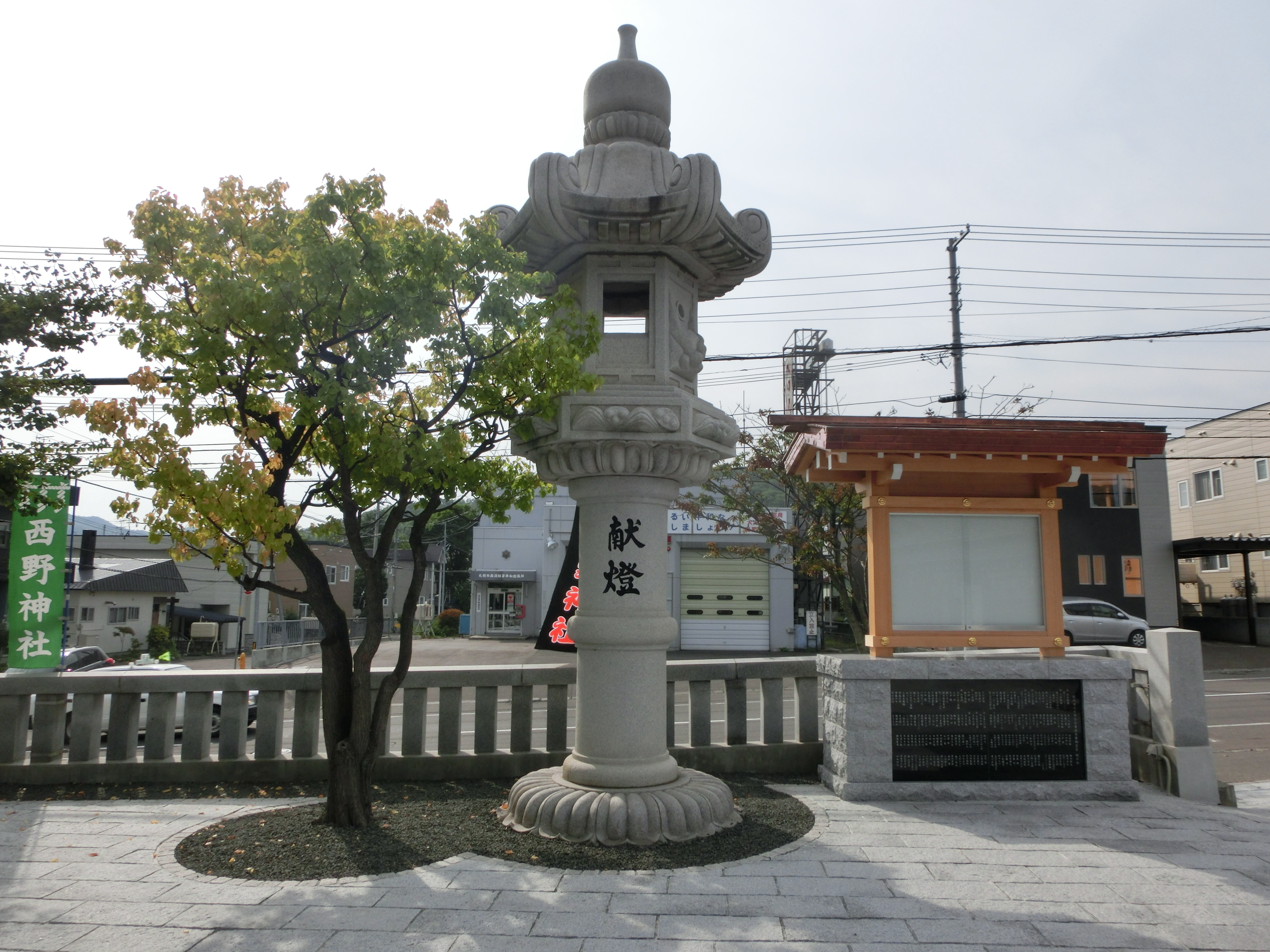
大灯籠と掲示板
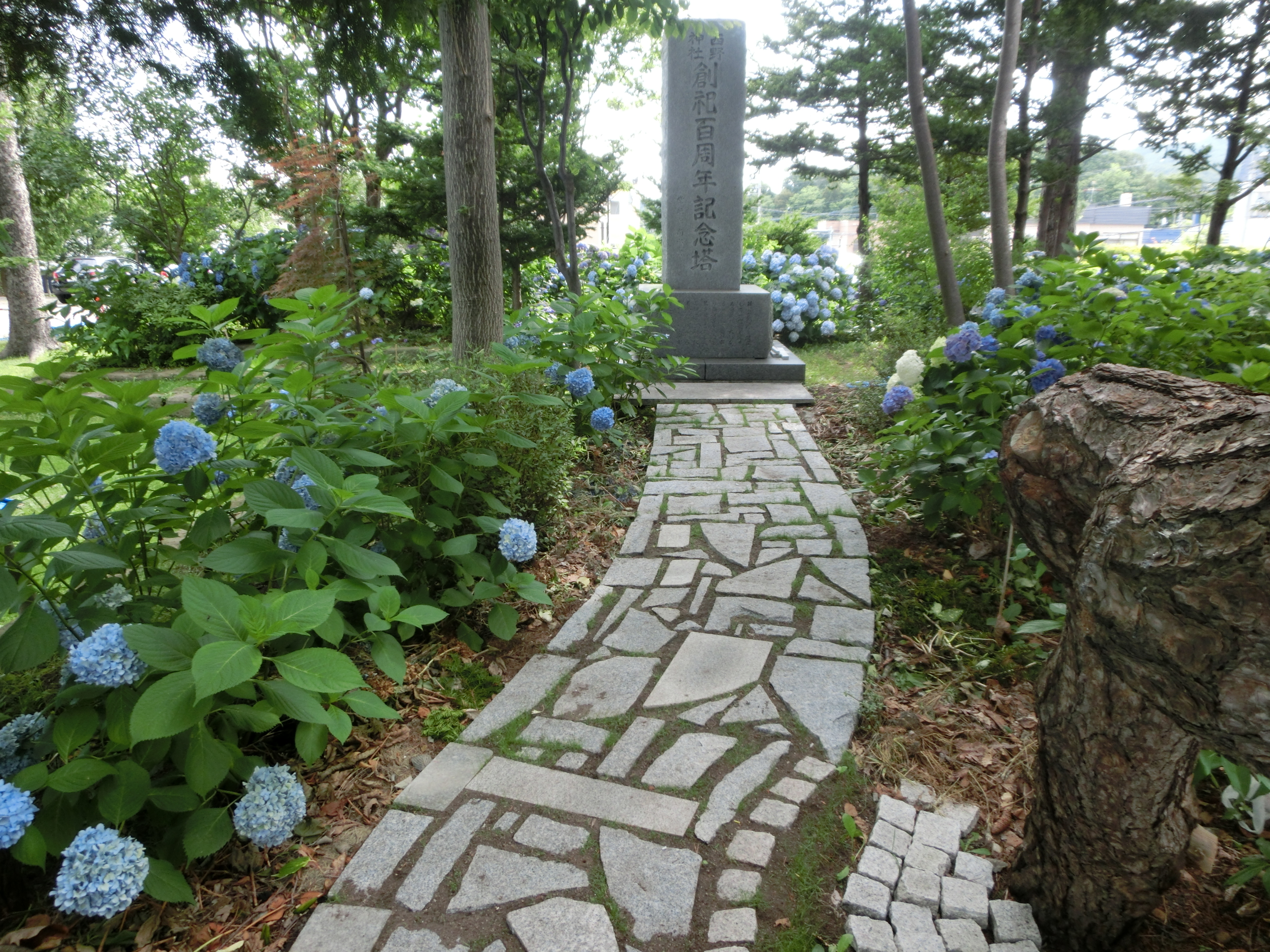
西野神社創祀百周年記念塔
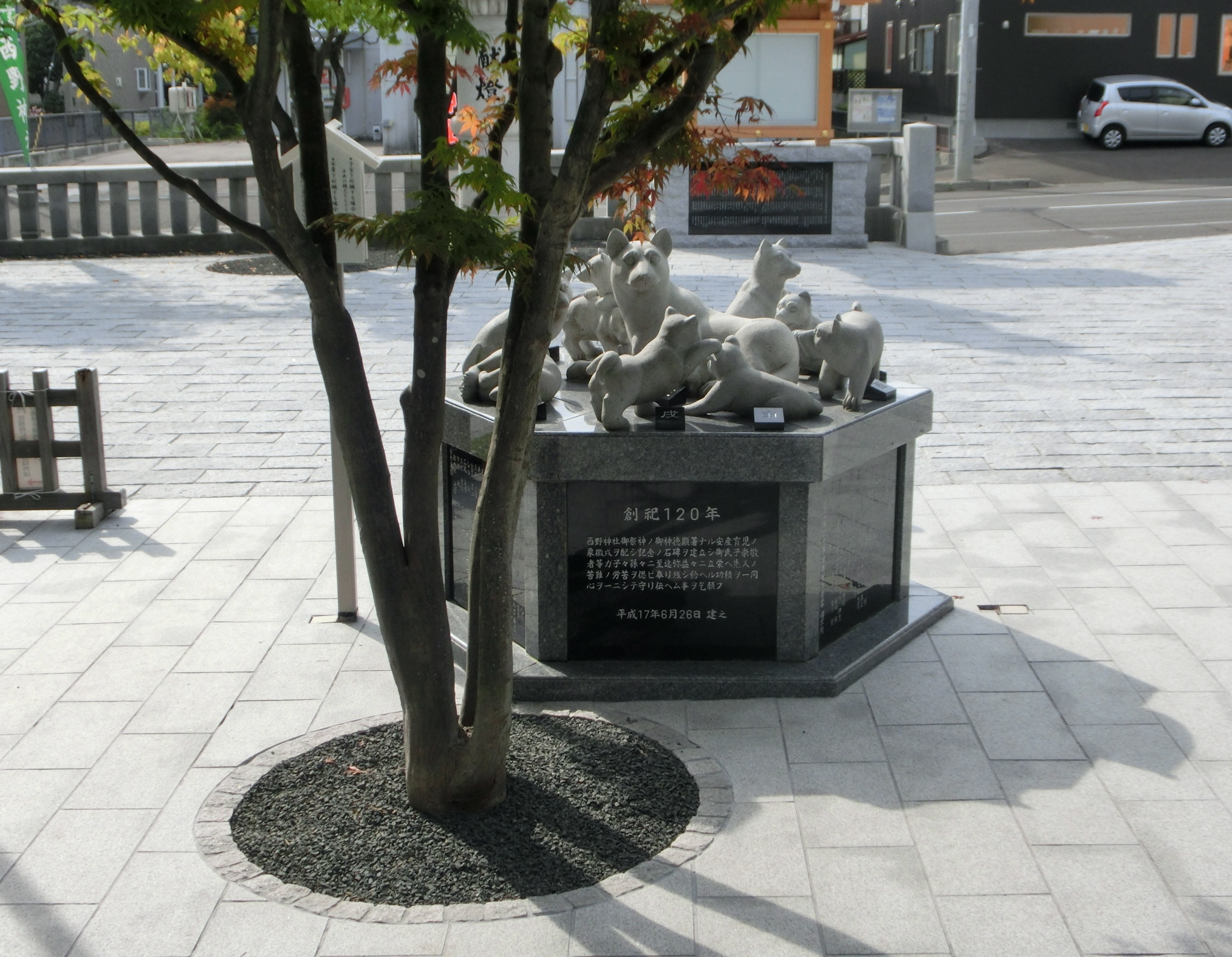
西野神社創祀百二十年記念碑
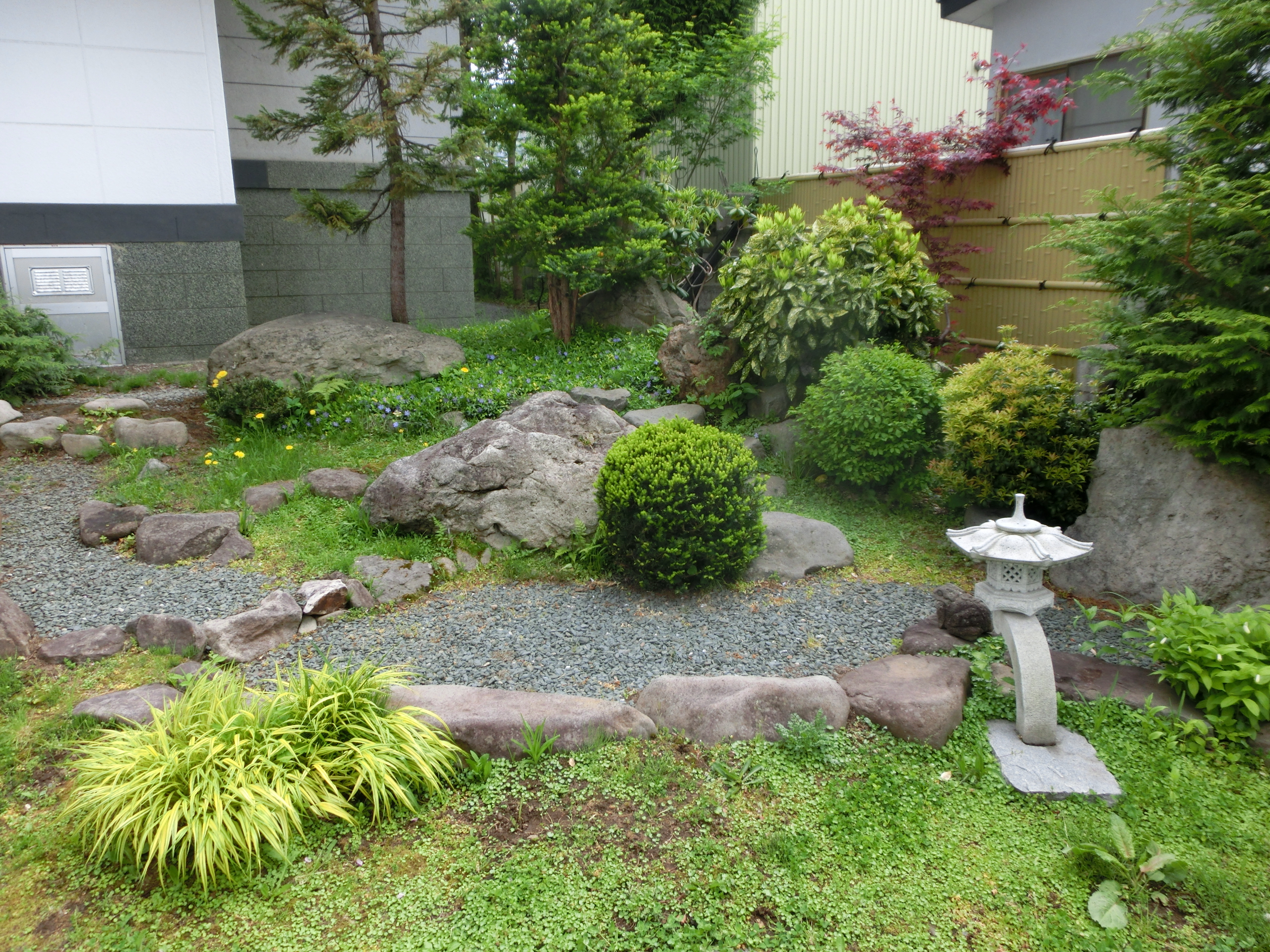
中庭
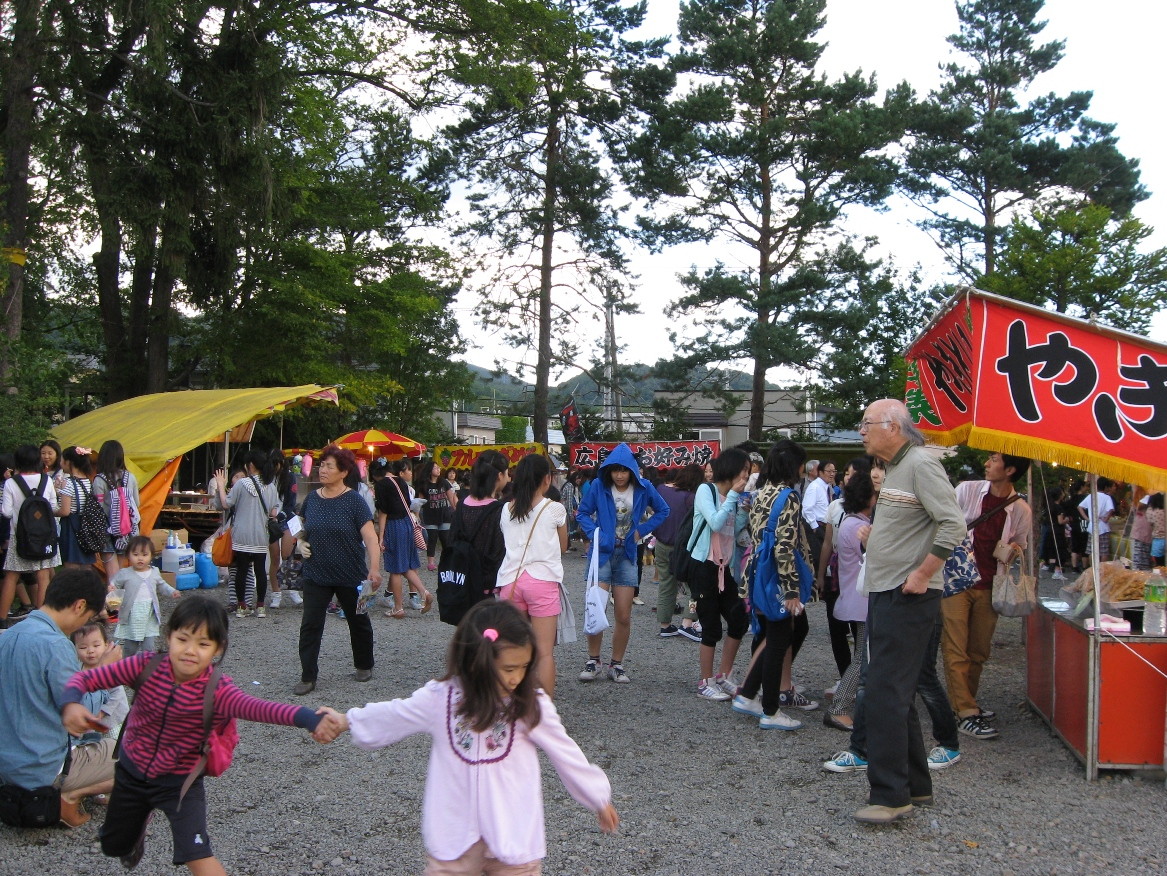
露店（秋まつり期間のみ第2駐車場に出店される）

## 境内の自然
神社の境内には様々な木々や草花が生育しており、それらの管理・維持も行われていて、境内は四季折々の景色を見せる。草食の小動物や鳥類なども多く見られる。

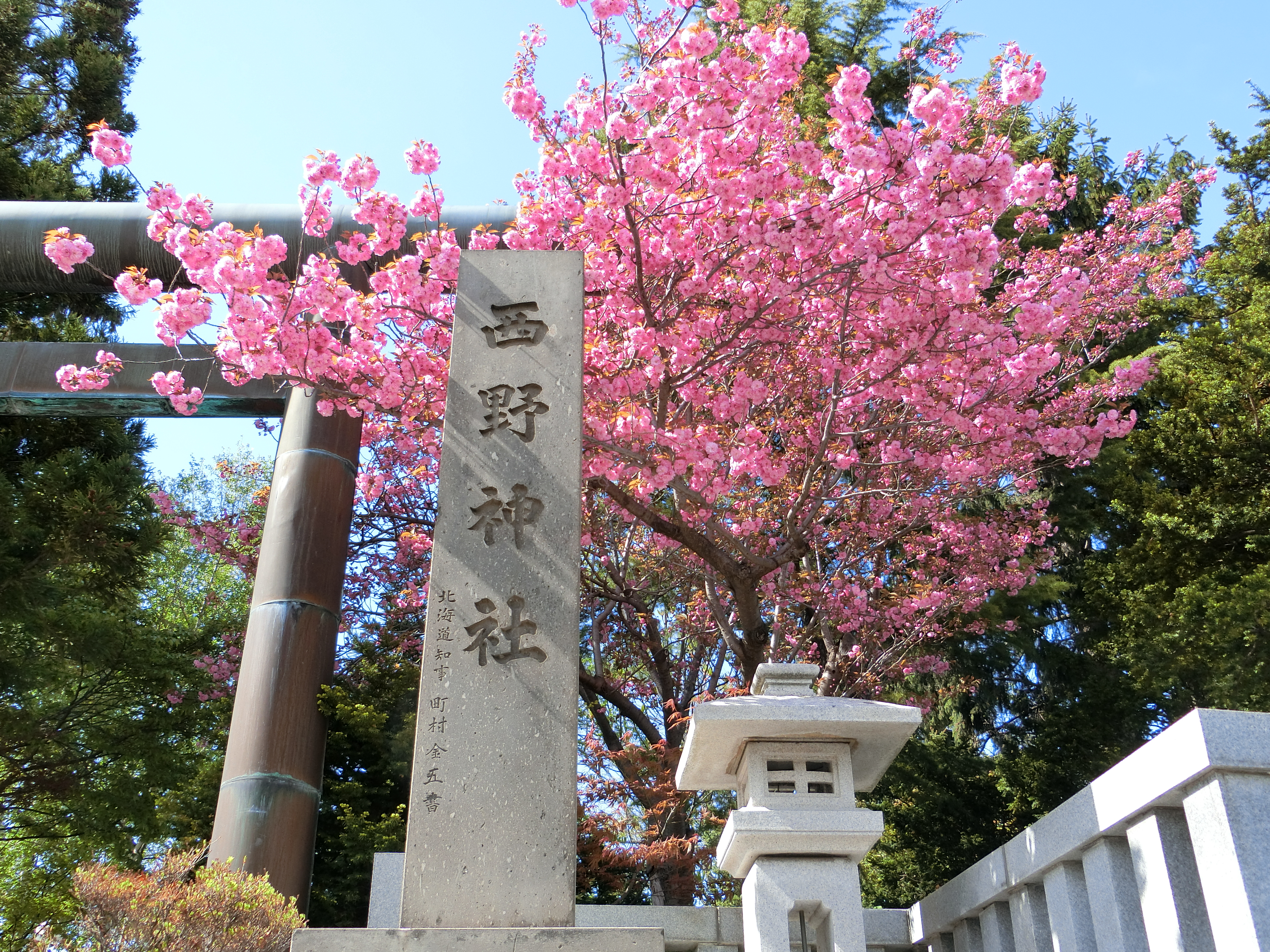
春の境内
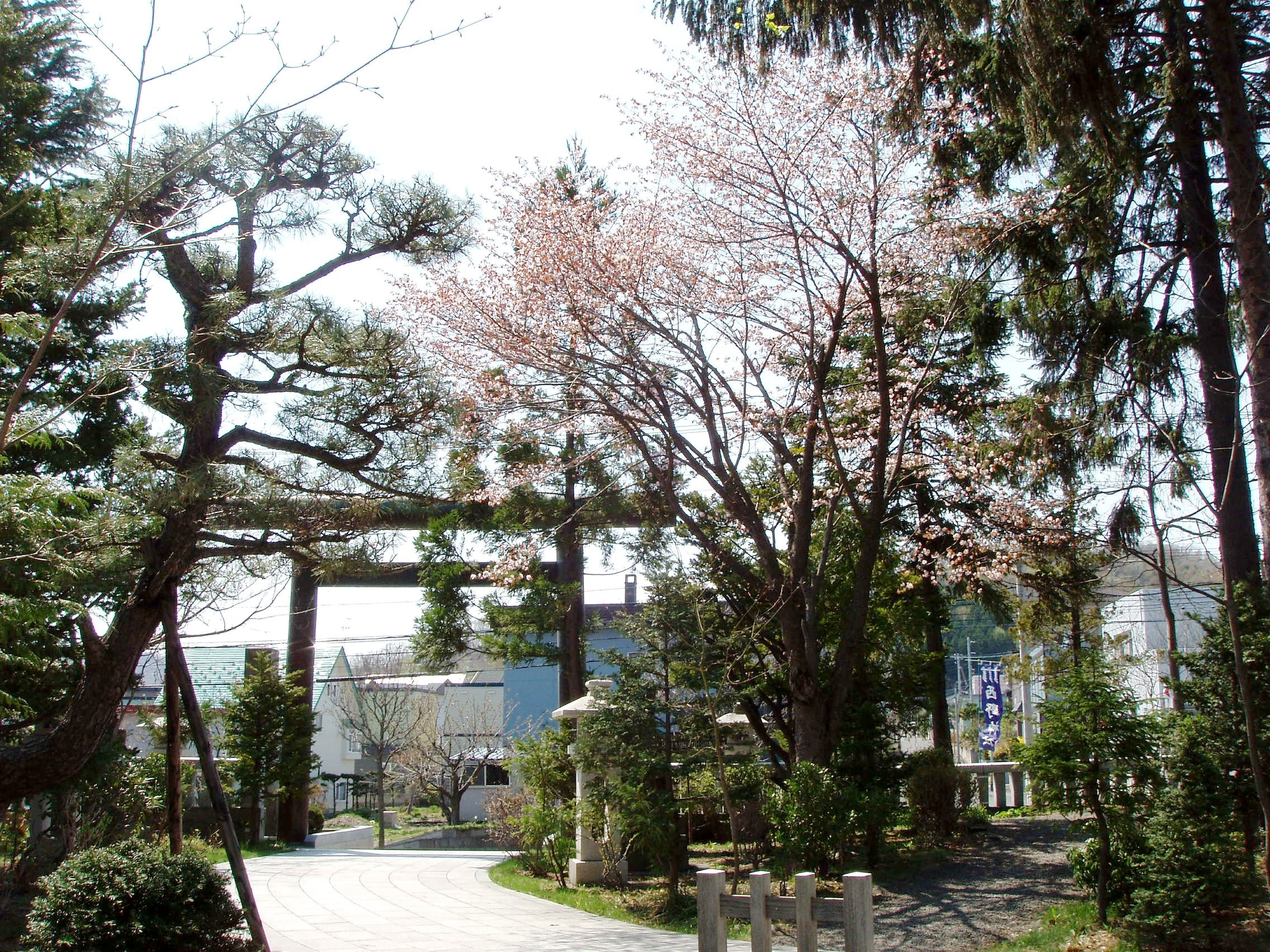
春の境内
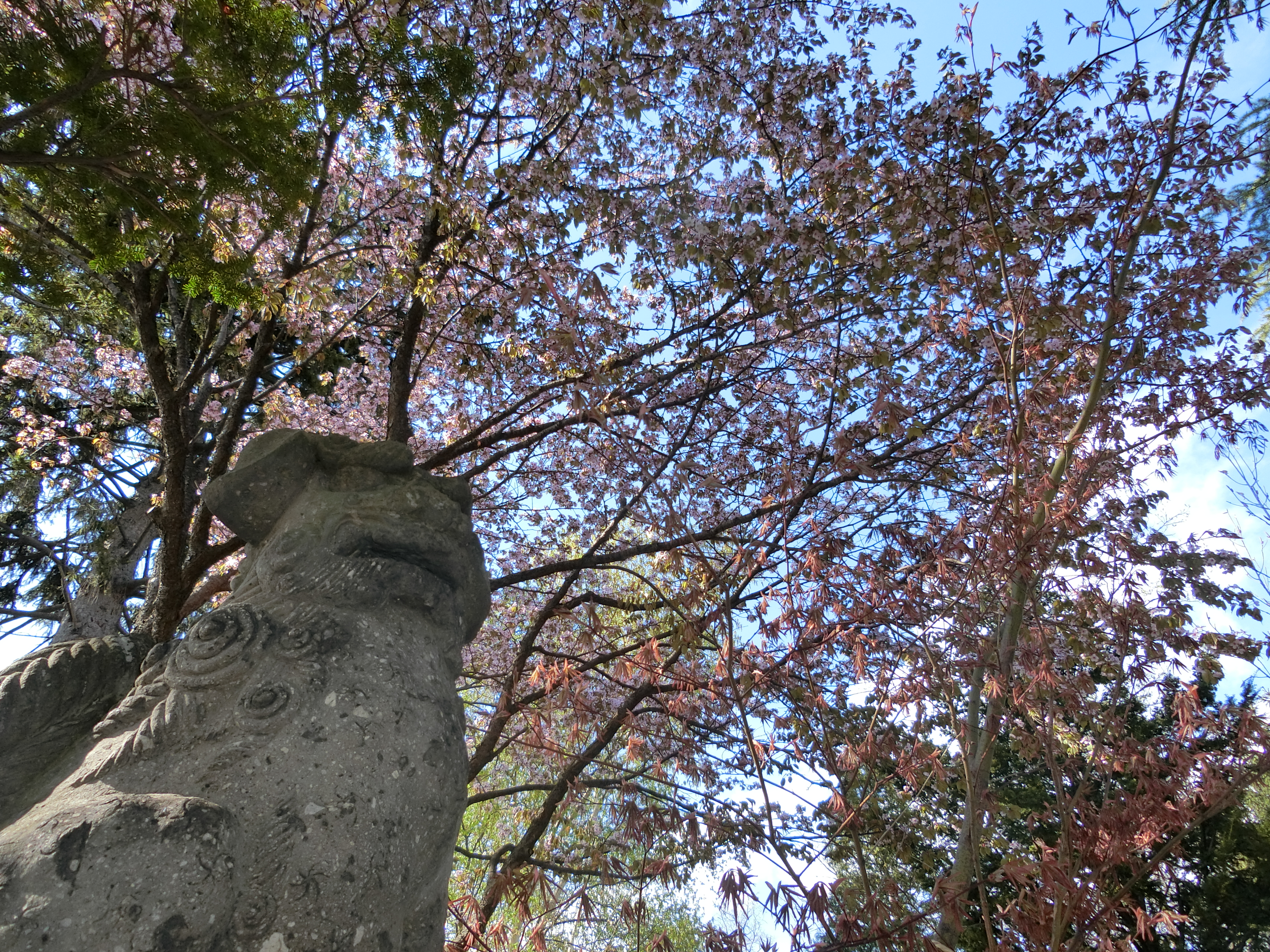
春の境内
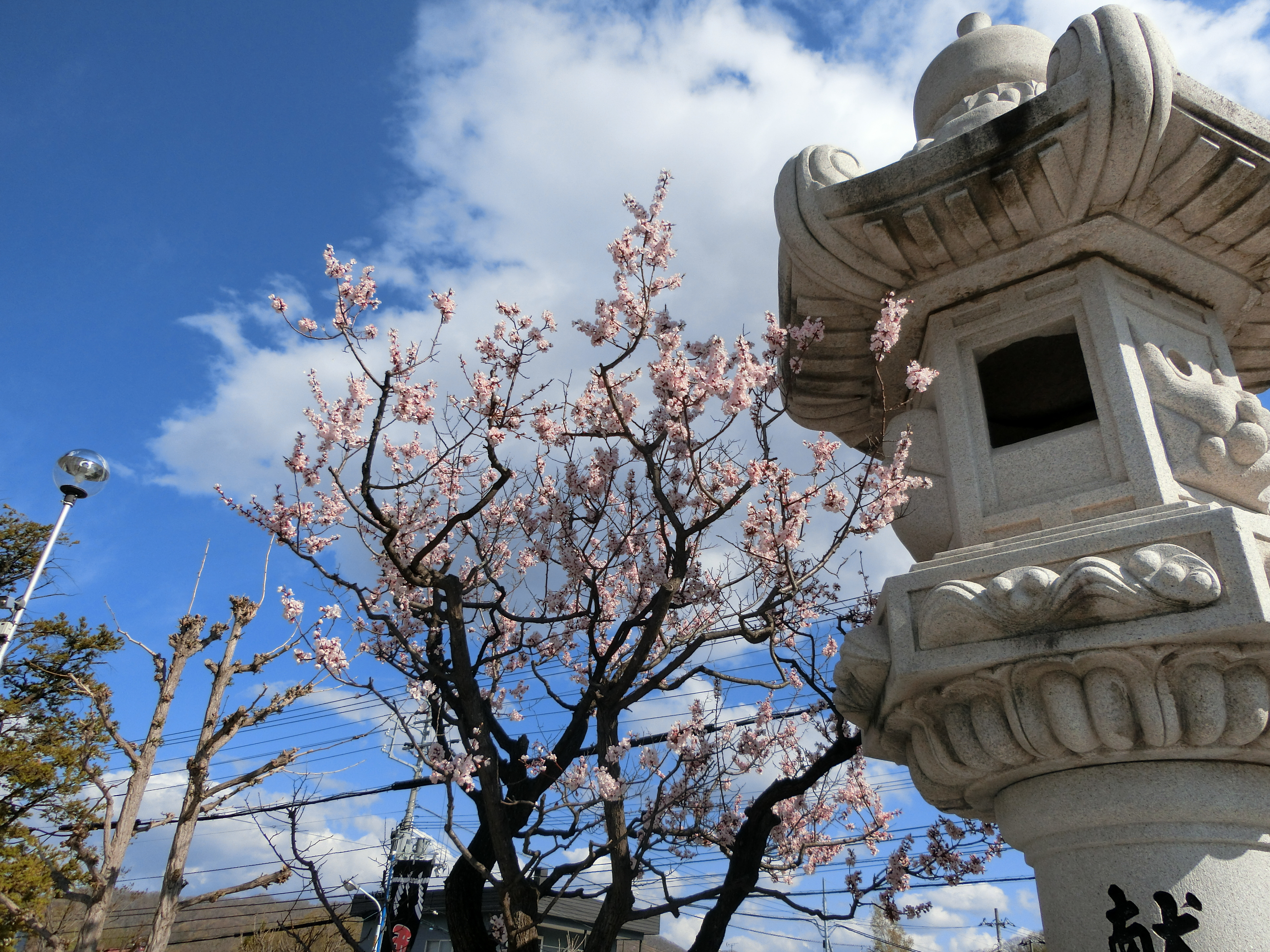
春の境内
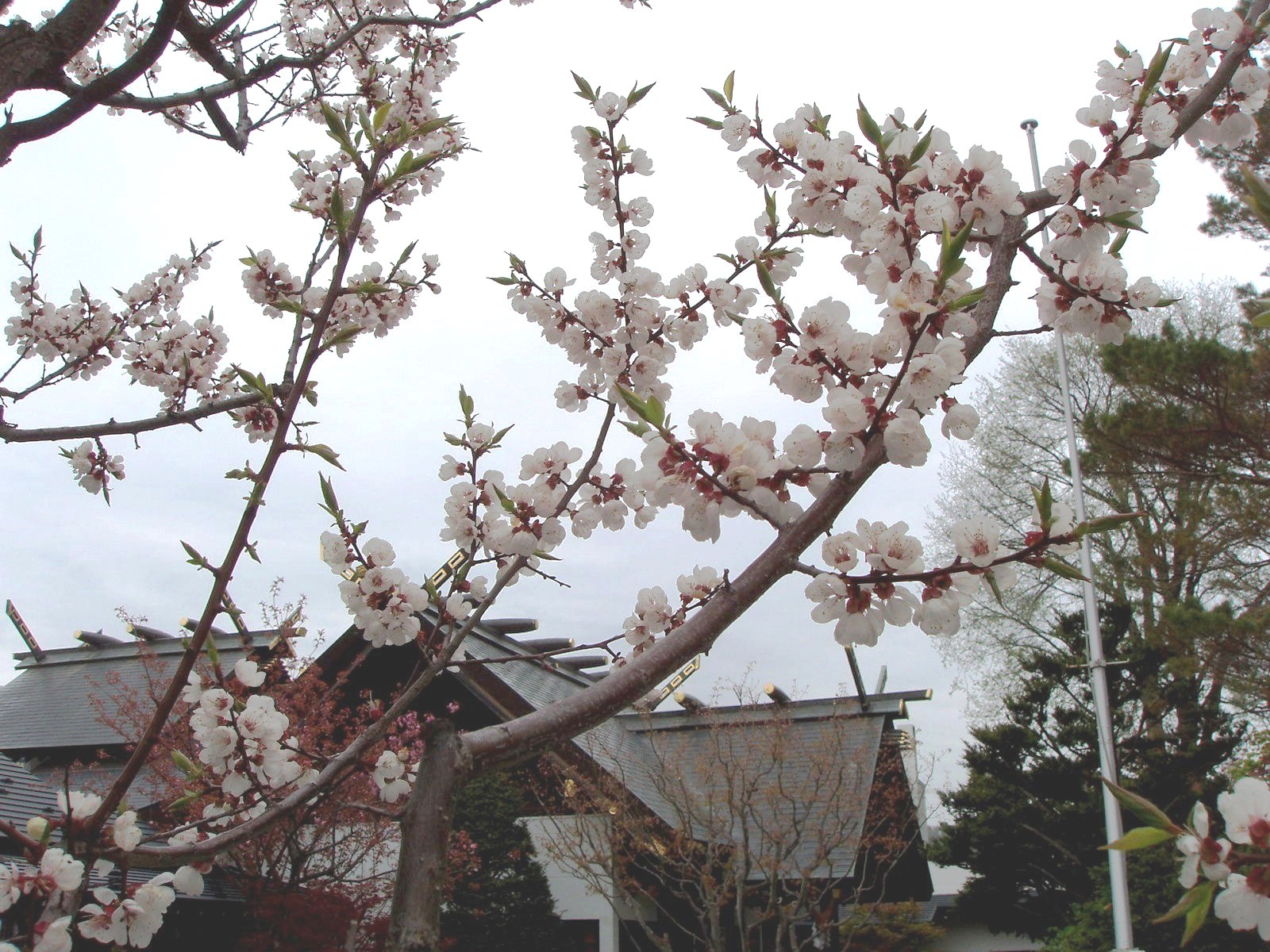
春の境内
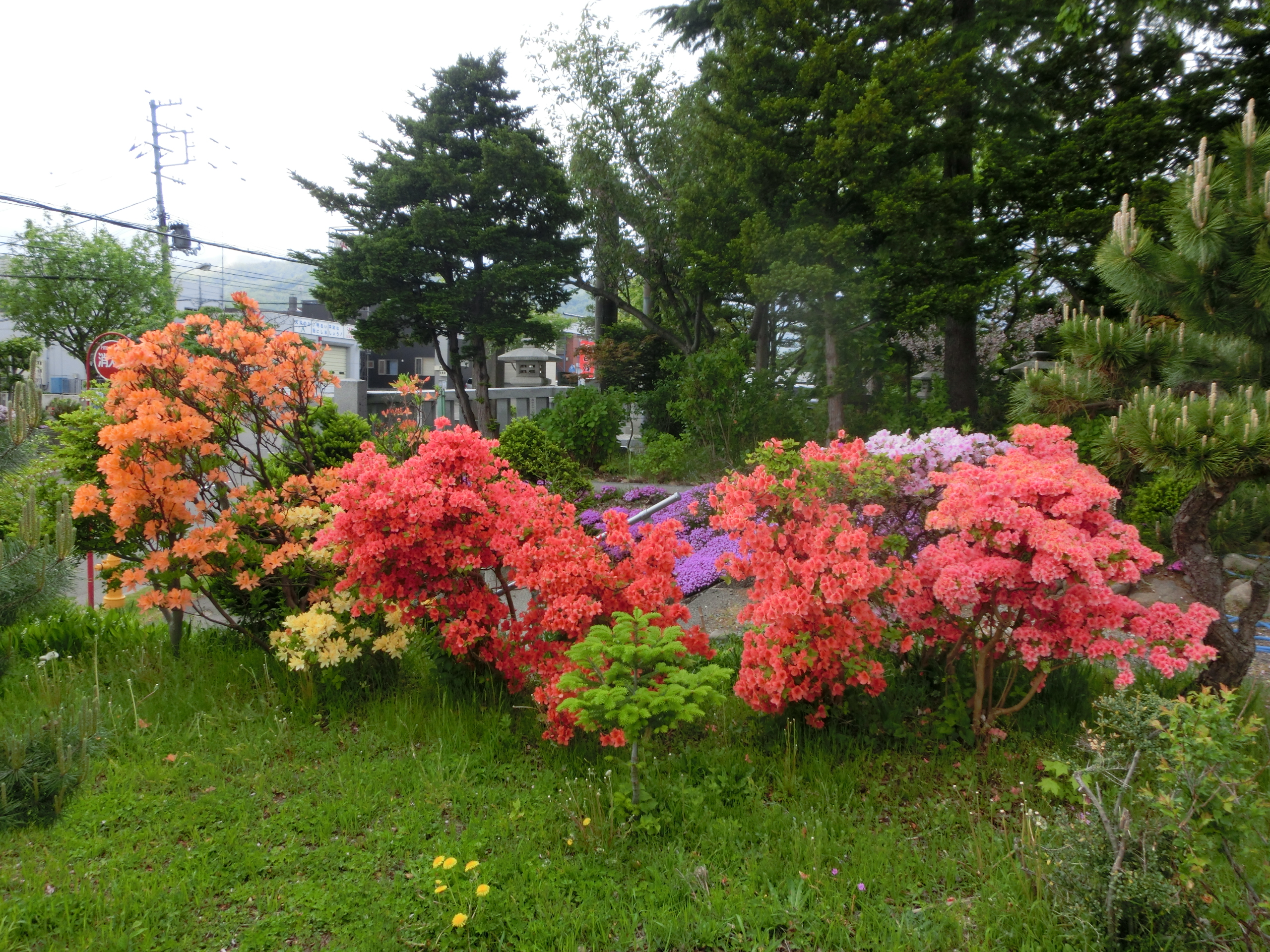
春の境内
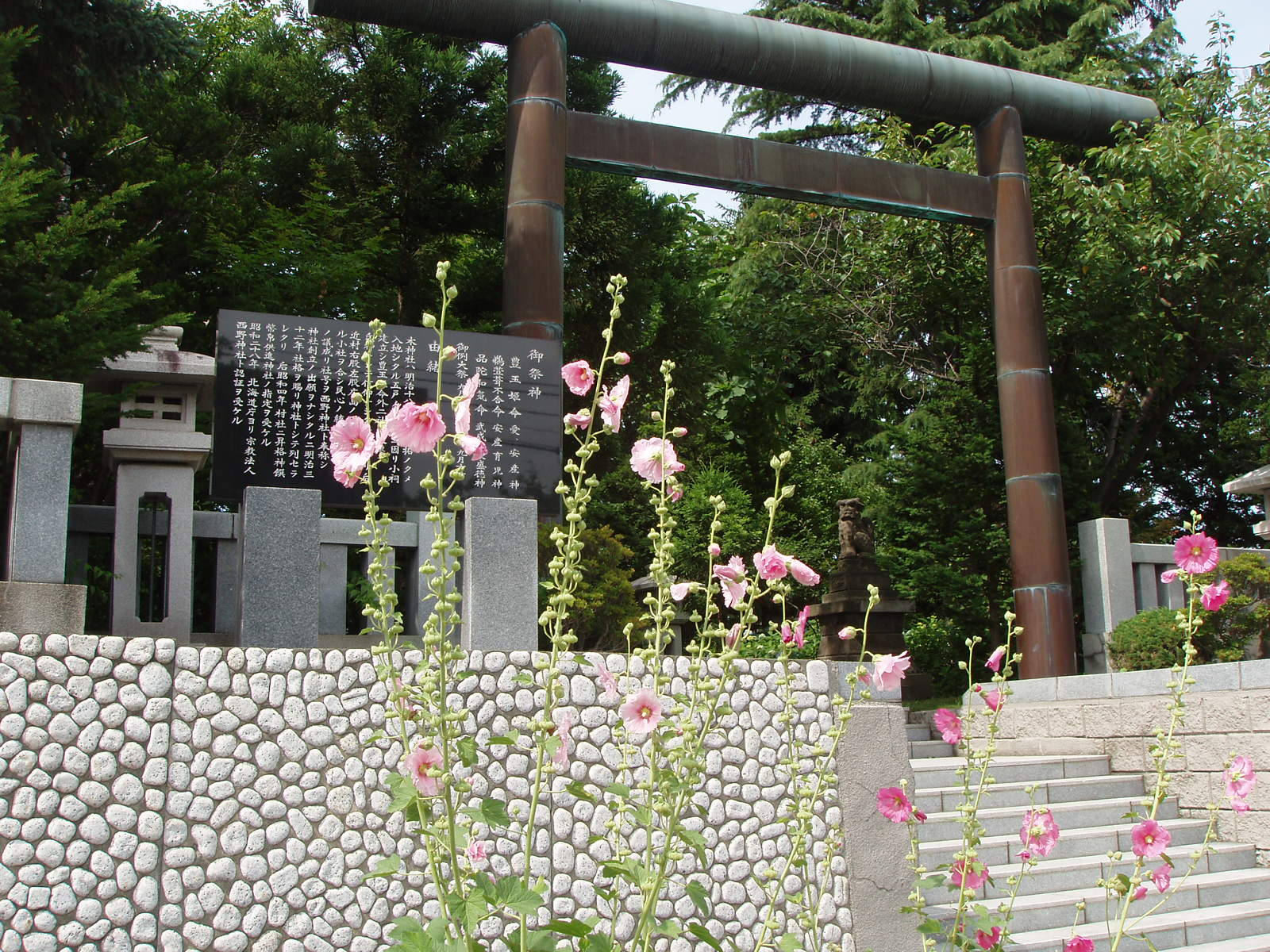
夏の境内
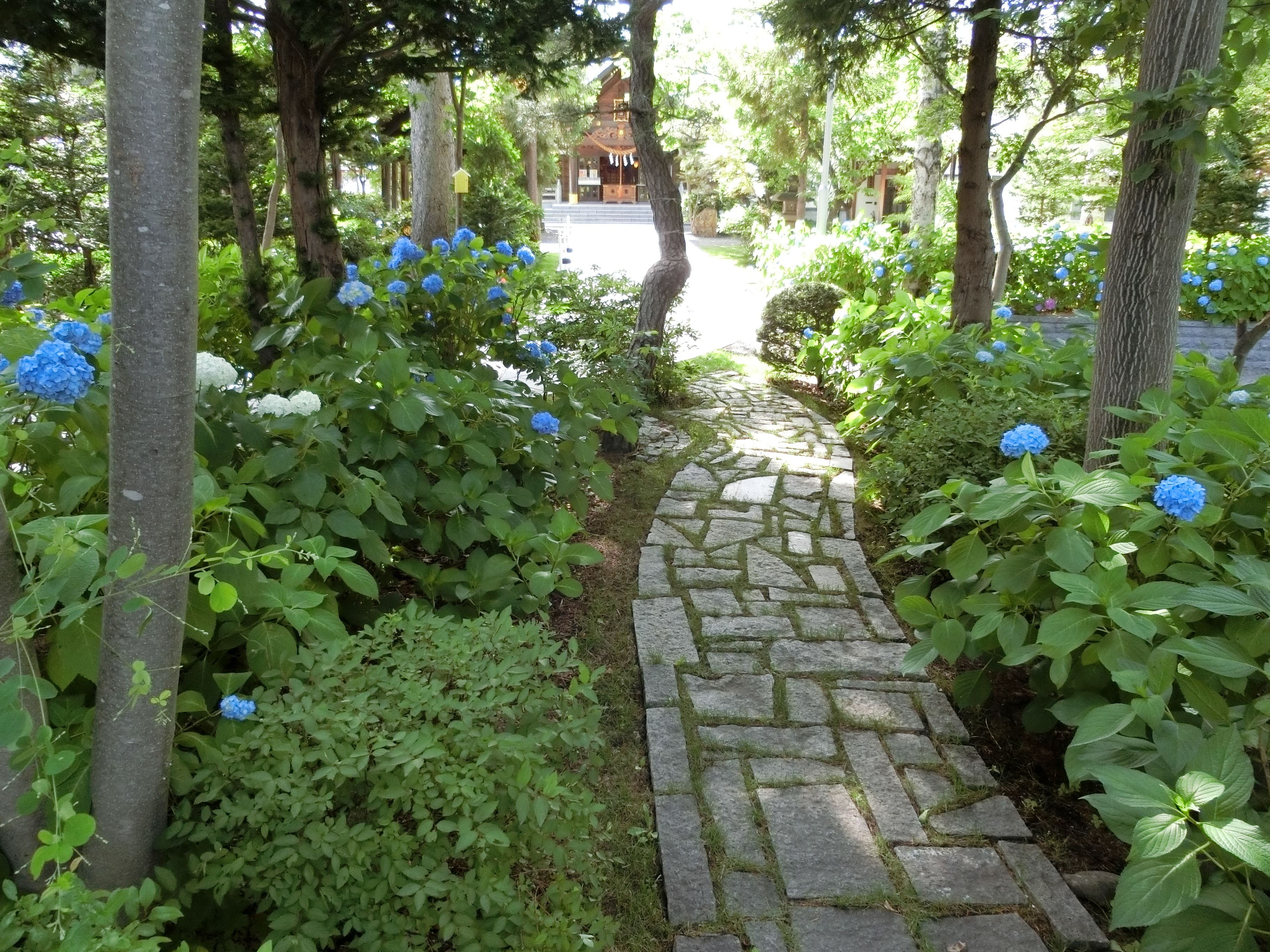
夏の境内
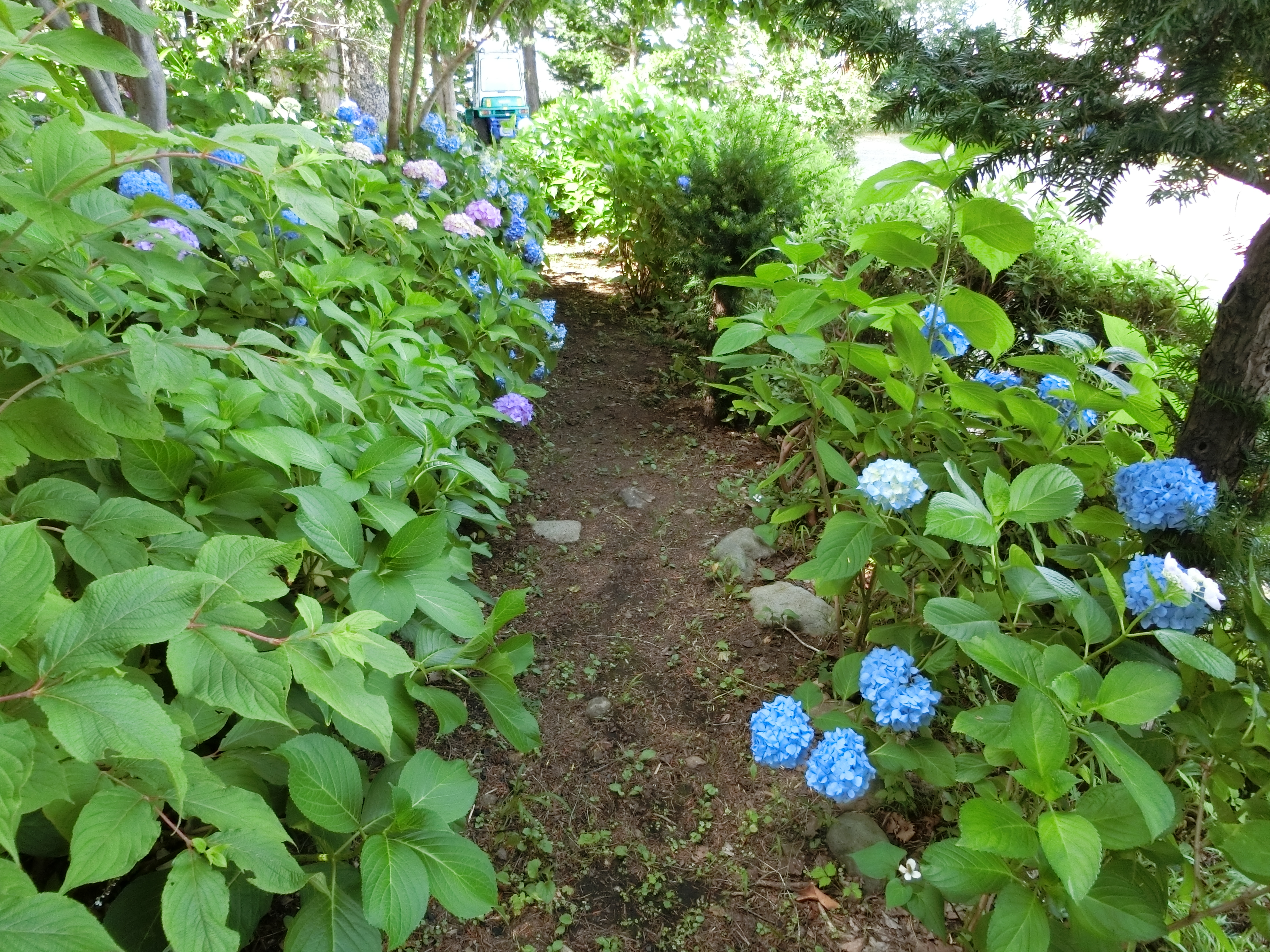
夏の境内
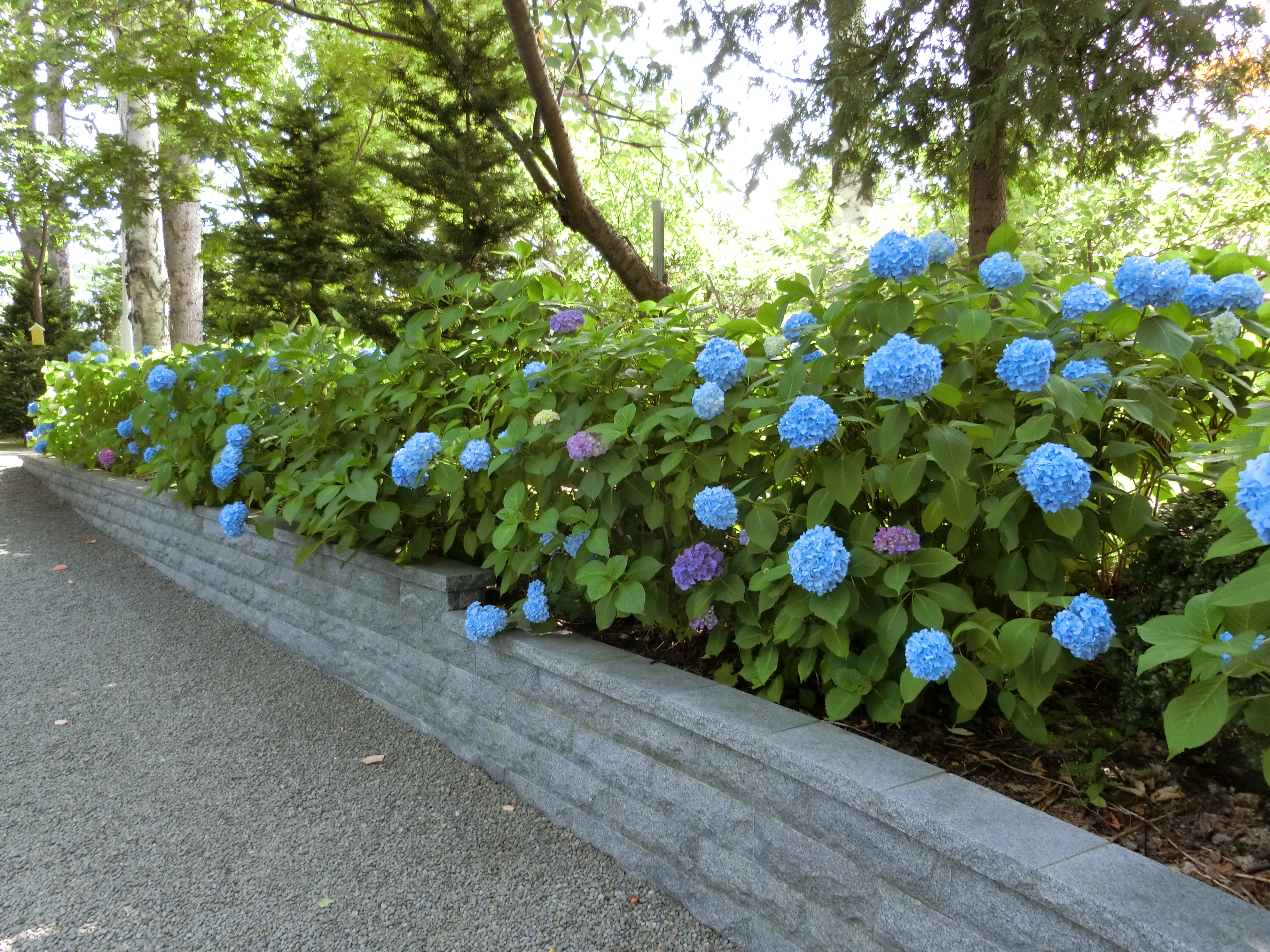
夏の境内
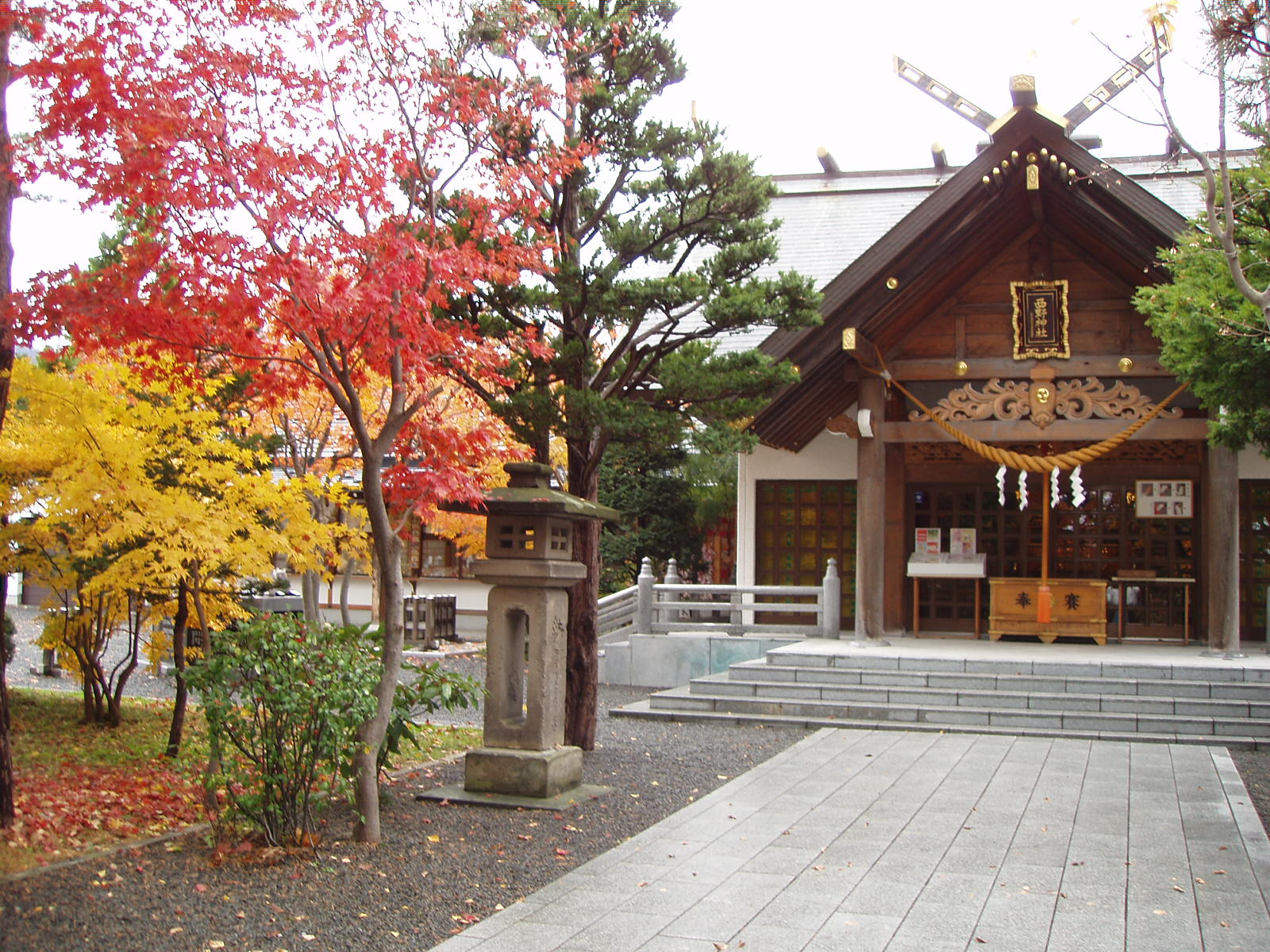
秋の境内
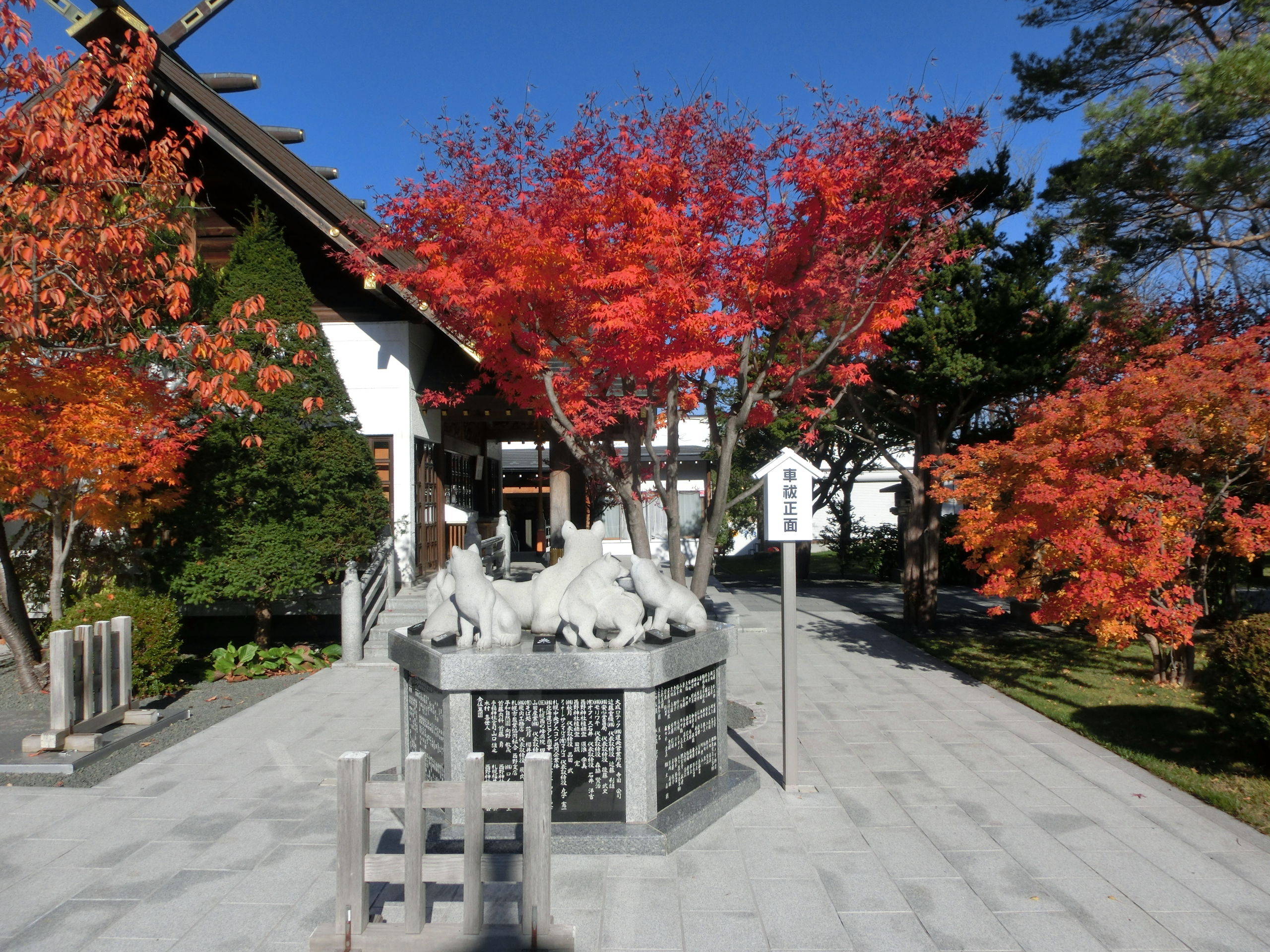
秋の境内
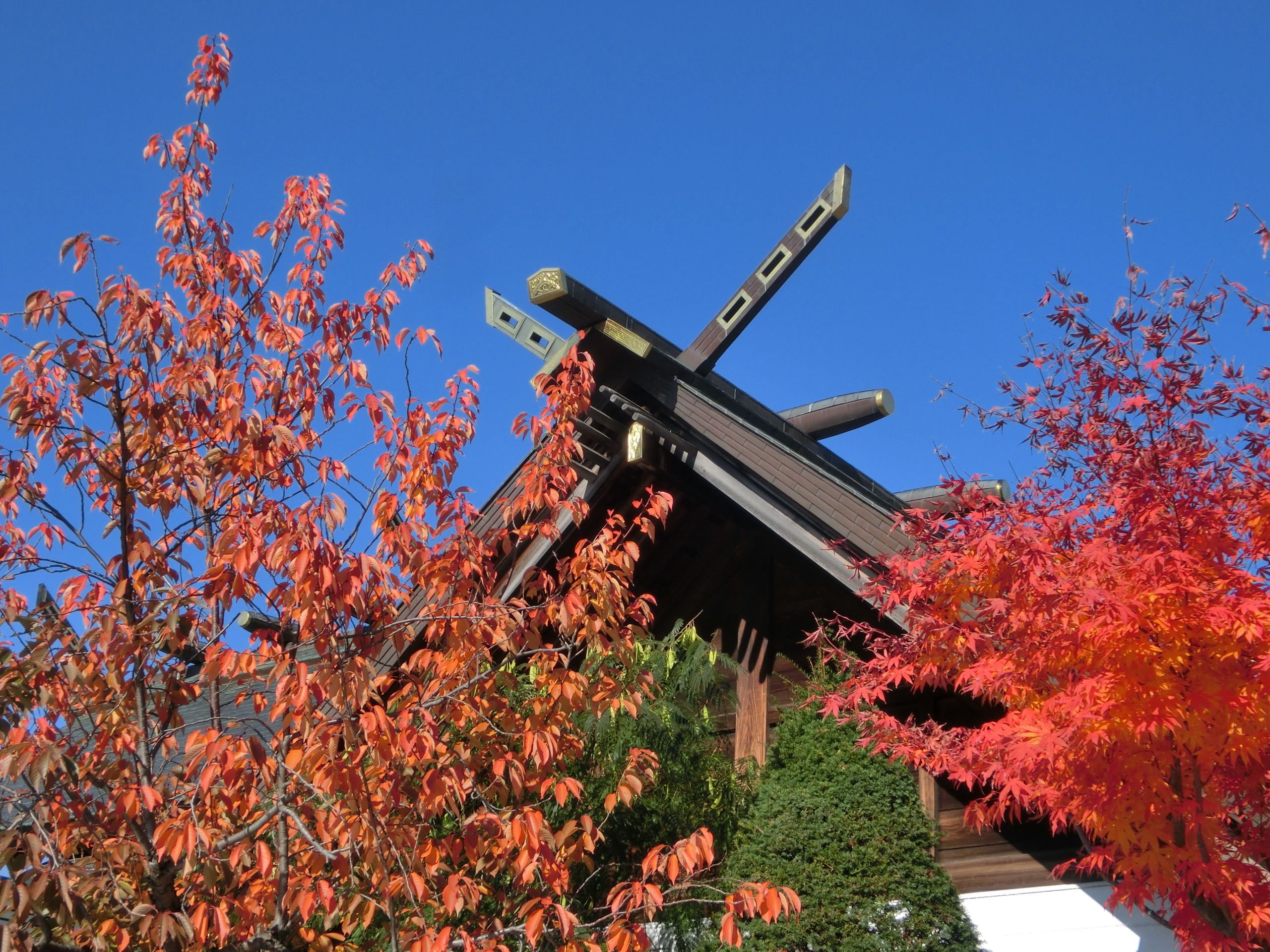
秋の境内
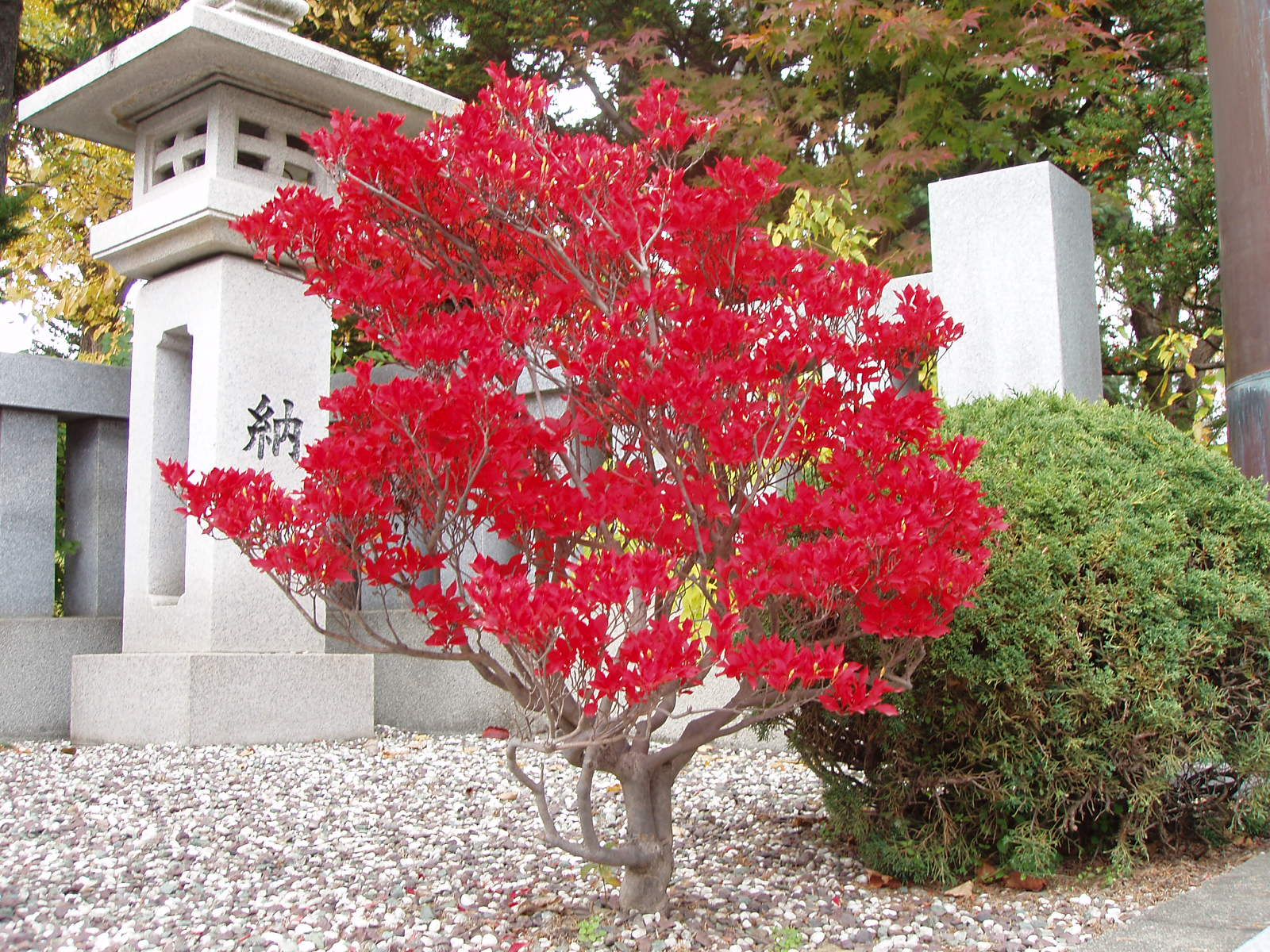
秋の境内
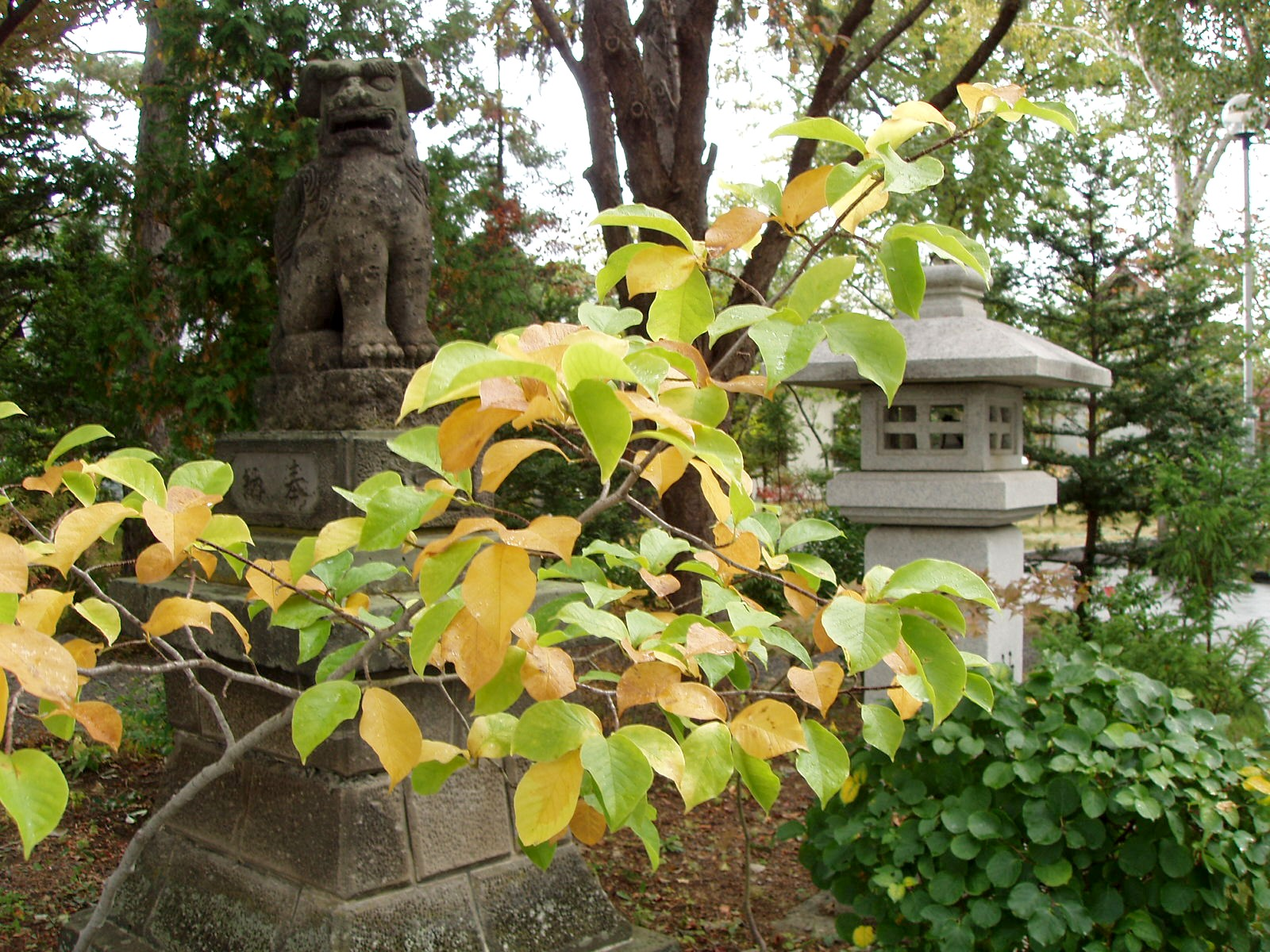
秋の境内
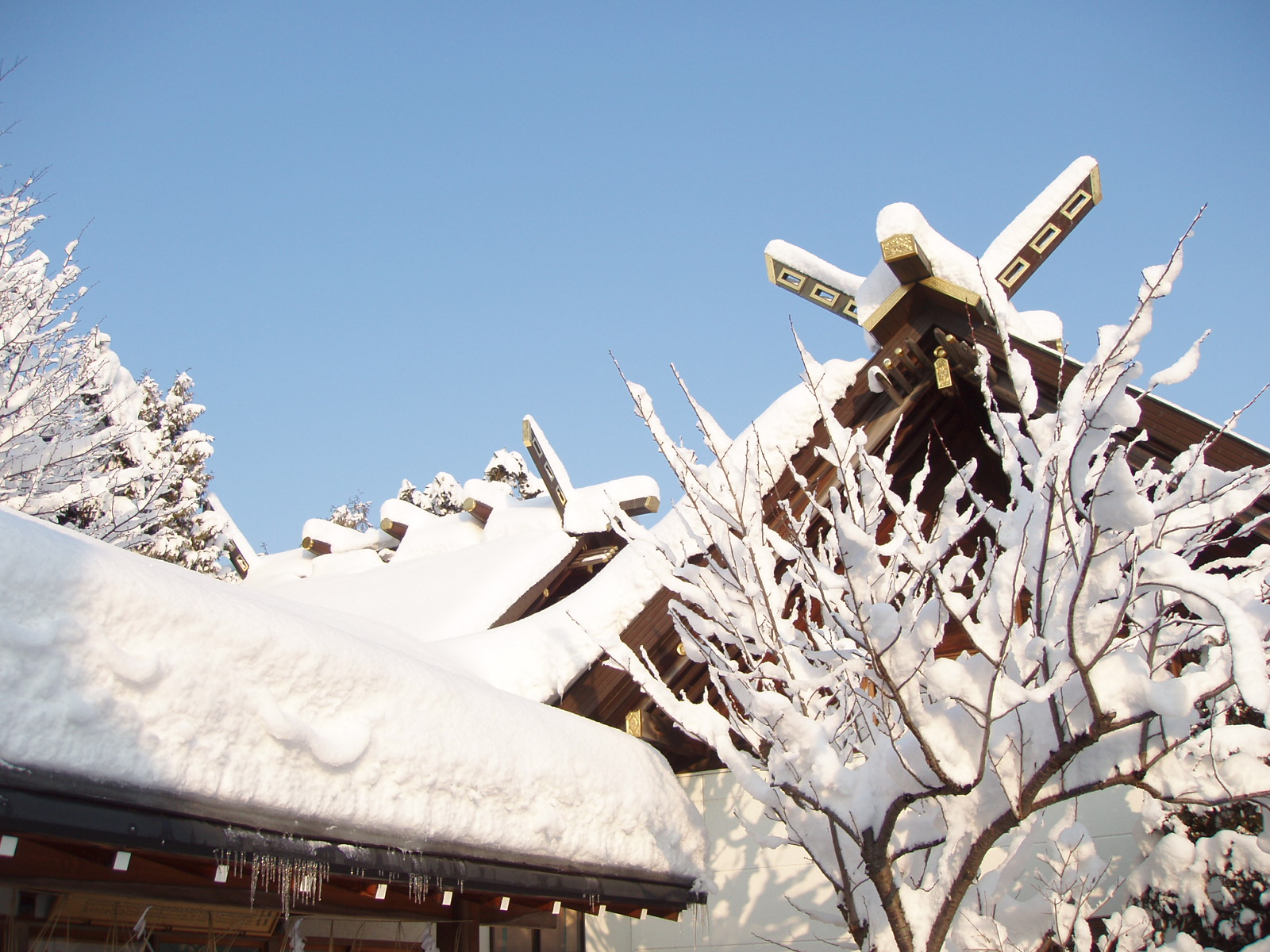
冬の境内
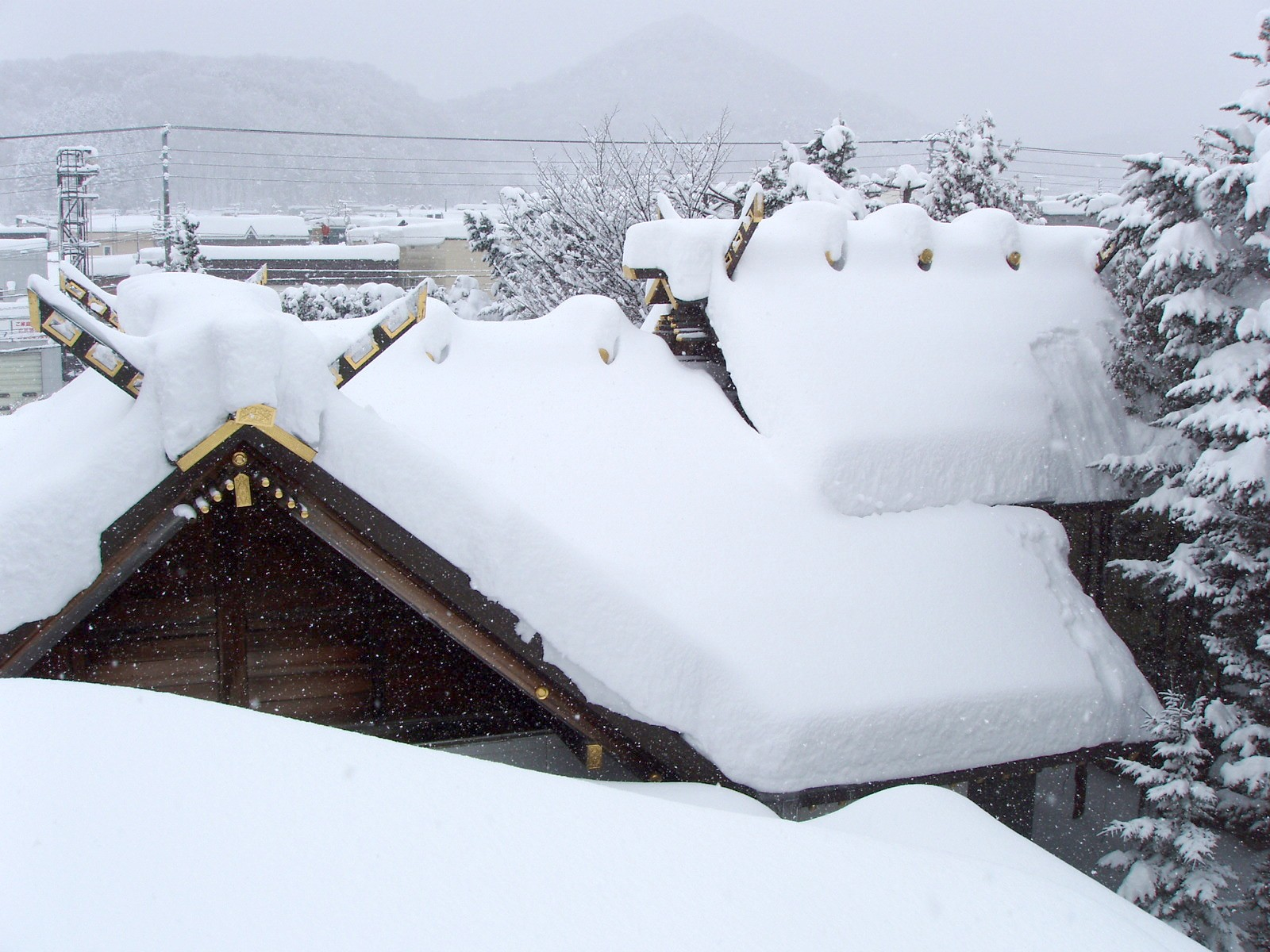
冬の境内
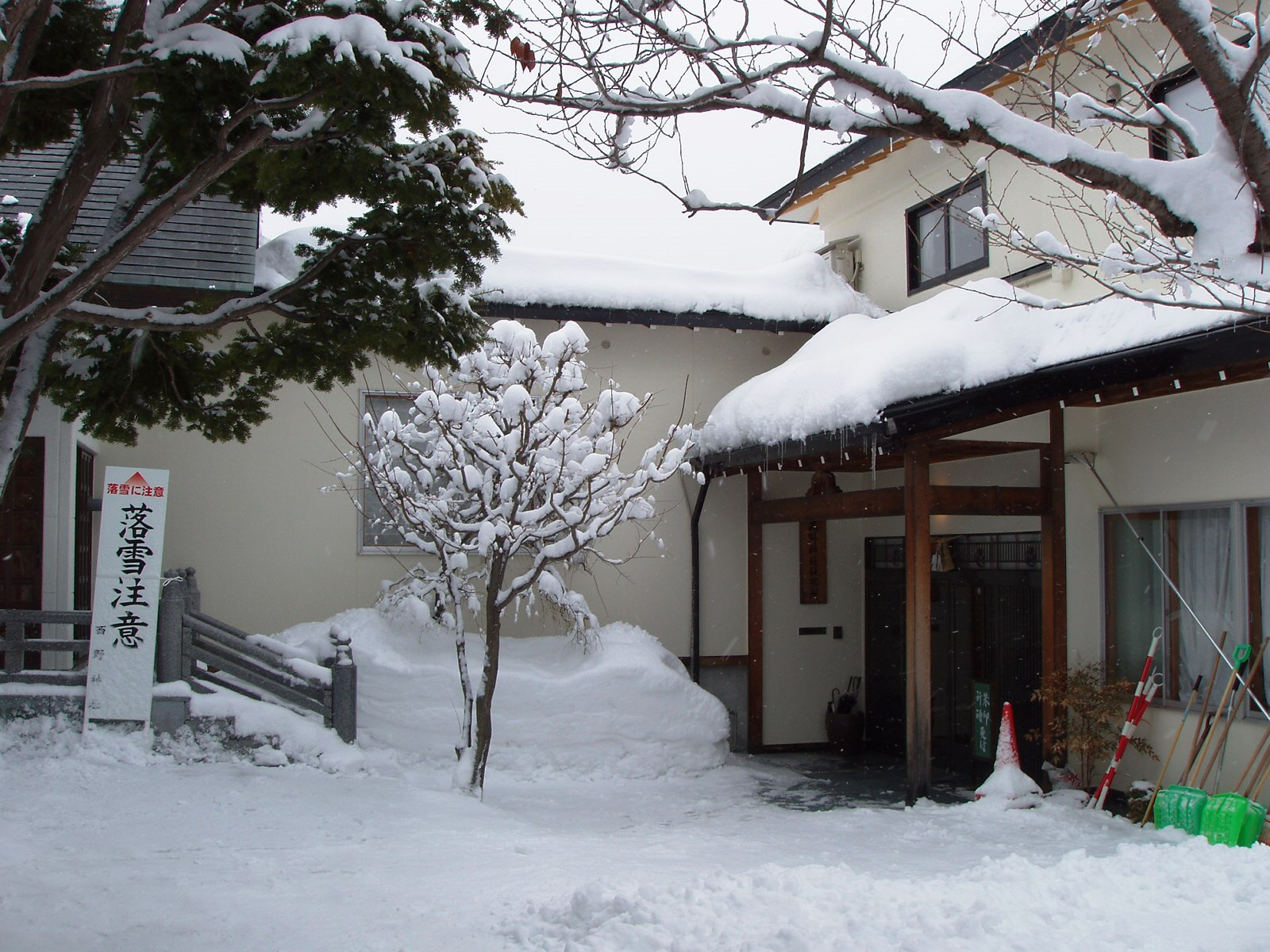
冬の境内
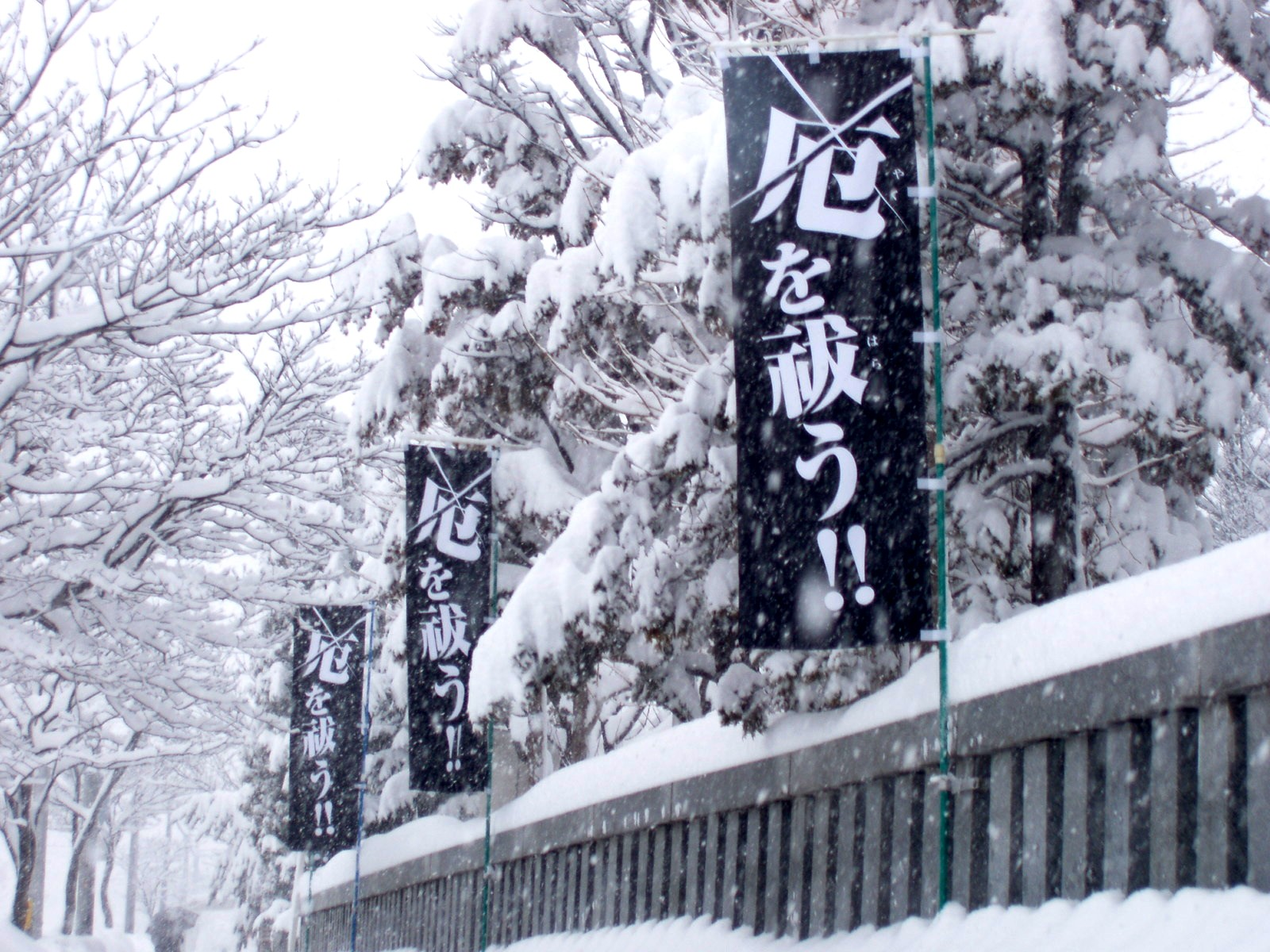
冬の境内
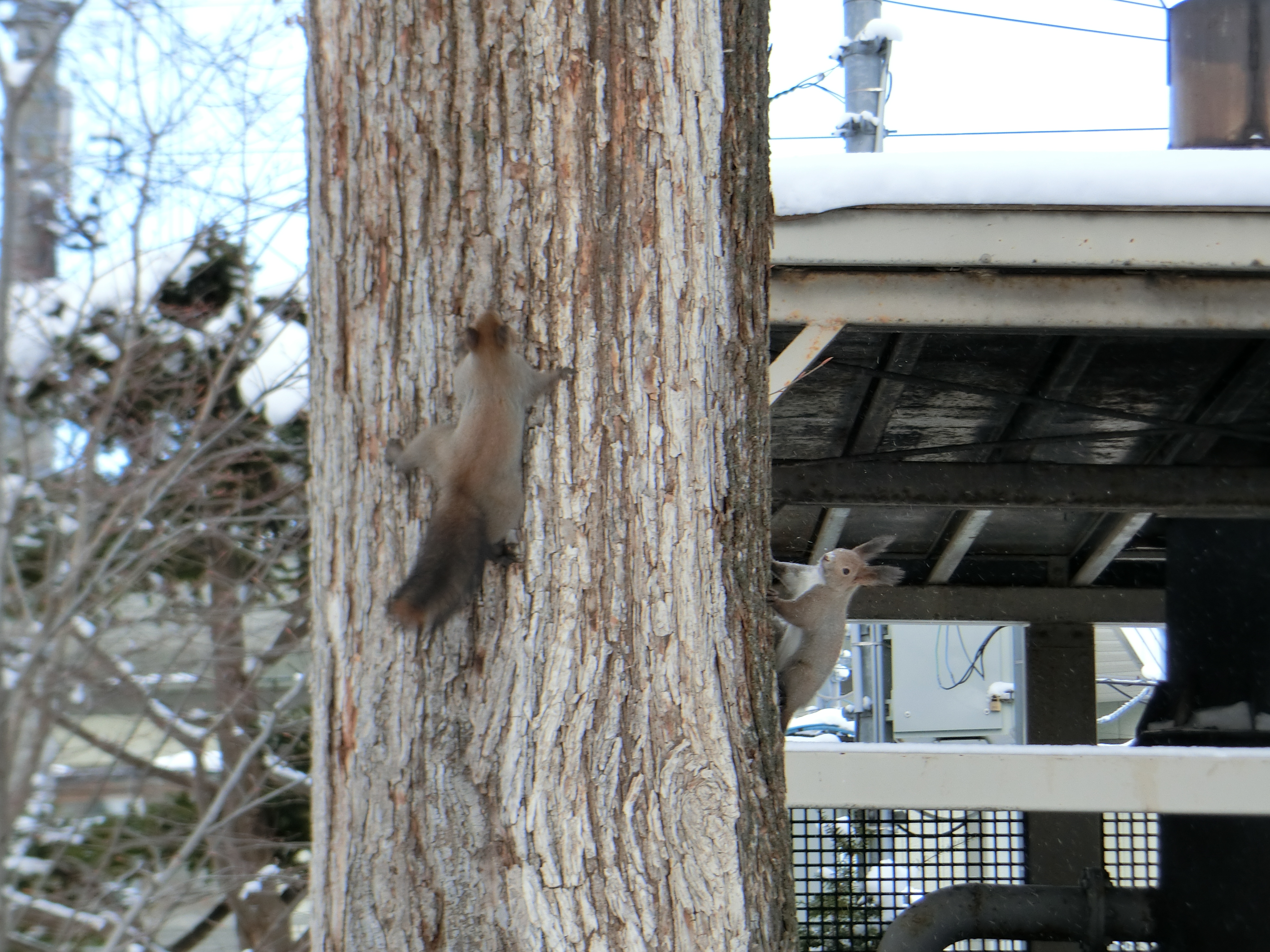
境内の動物（エゾリス）
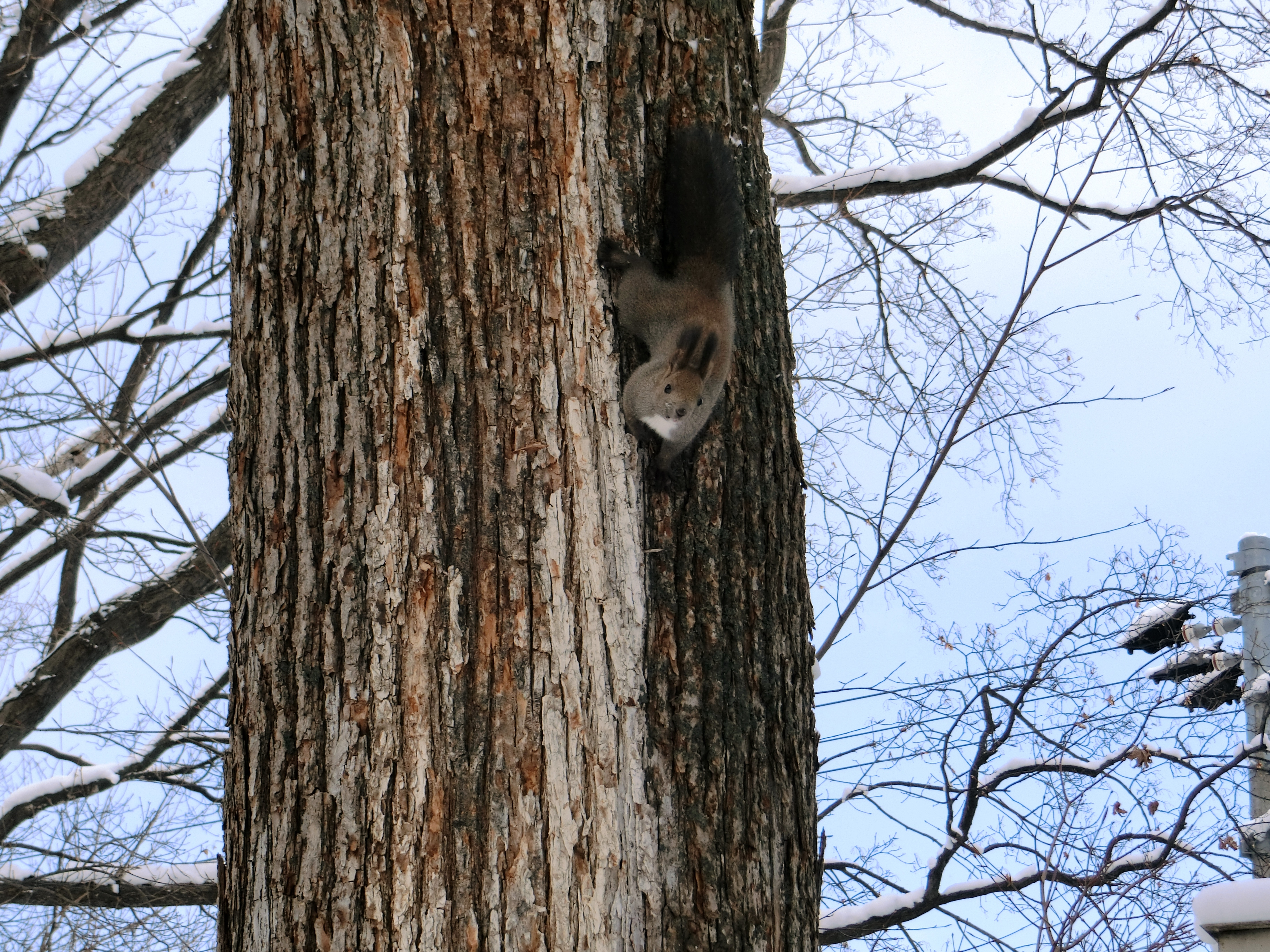
境内の動物（エゾリス）
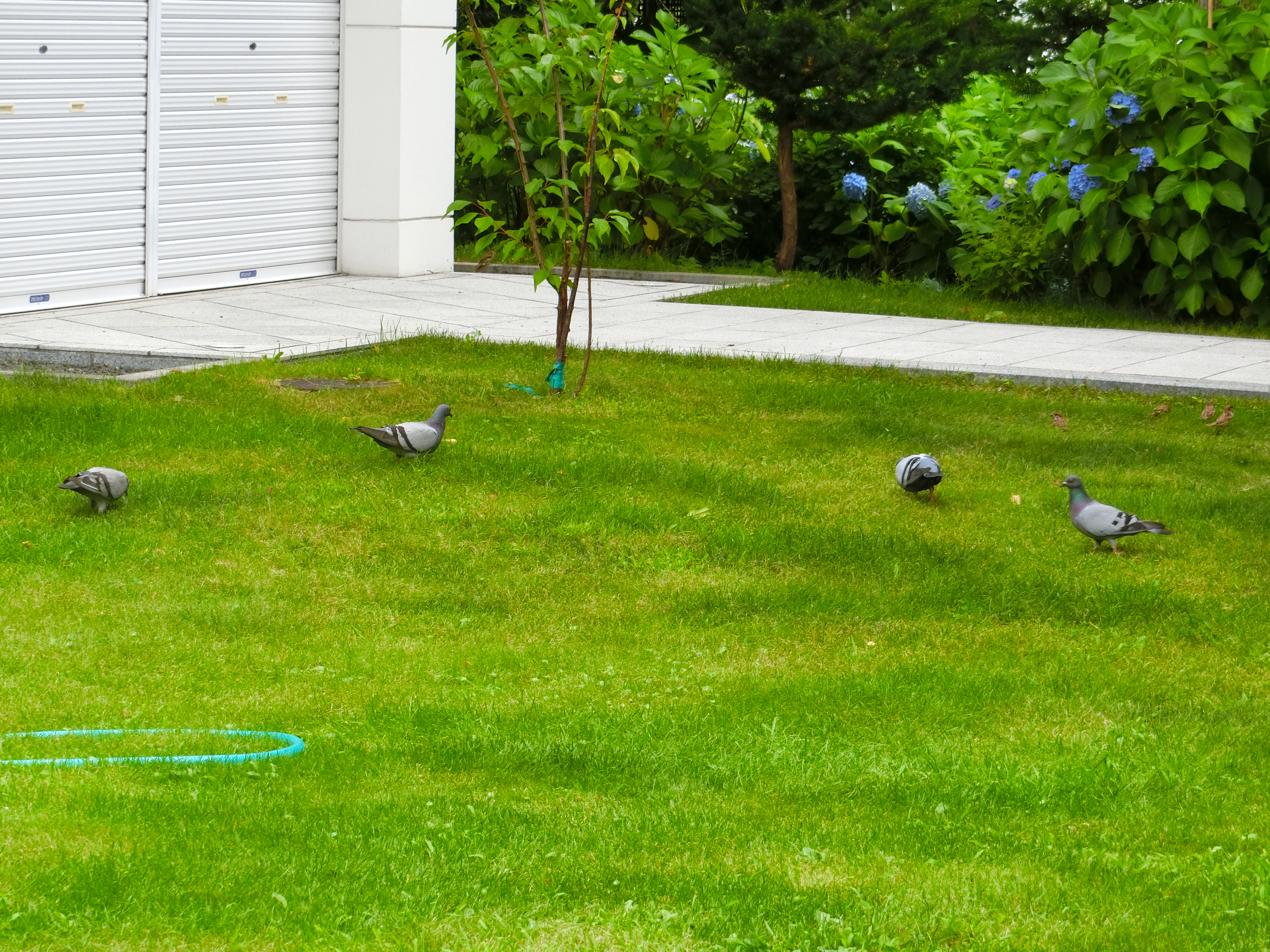
境内の動物（鳩）

## 境外の施設
境外に飛び地などの神社所有地はないが、平成12年（2000年）、札幌市南区藤野901番地にある霊園「藤野聖山園」の敷地内に、「御霊を無縁にすることなく永代に亘り祭祀を執行する」ことを目的に奧津城（神道式のお墓）を建てており、同地にて、納骨祭、五十年祭、春・秋の彼岸、お盆の祭祀などを執行している。但し春の彼岸の祭祀は、積雪のため奥津城前では執行できないため、遺族の希望に応じて遺族宅にて祭祀を執行している。
神社で独自に奧津城を所有・維持しているのは、令和元年現在、札幌市内の神社としては西野神社が唯一である。

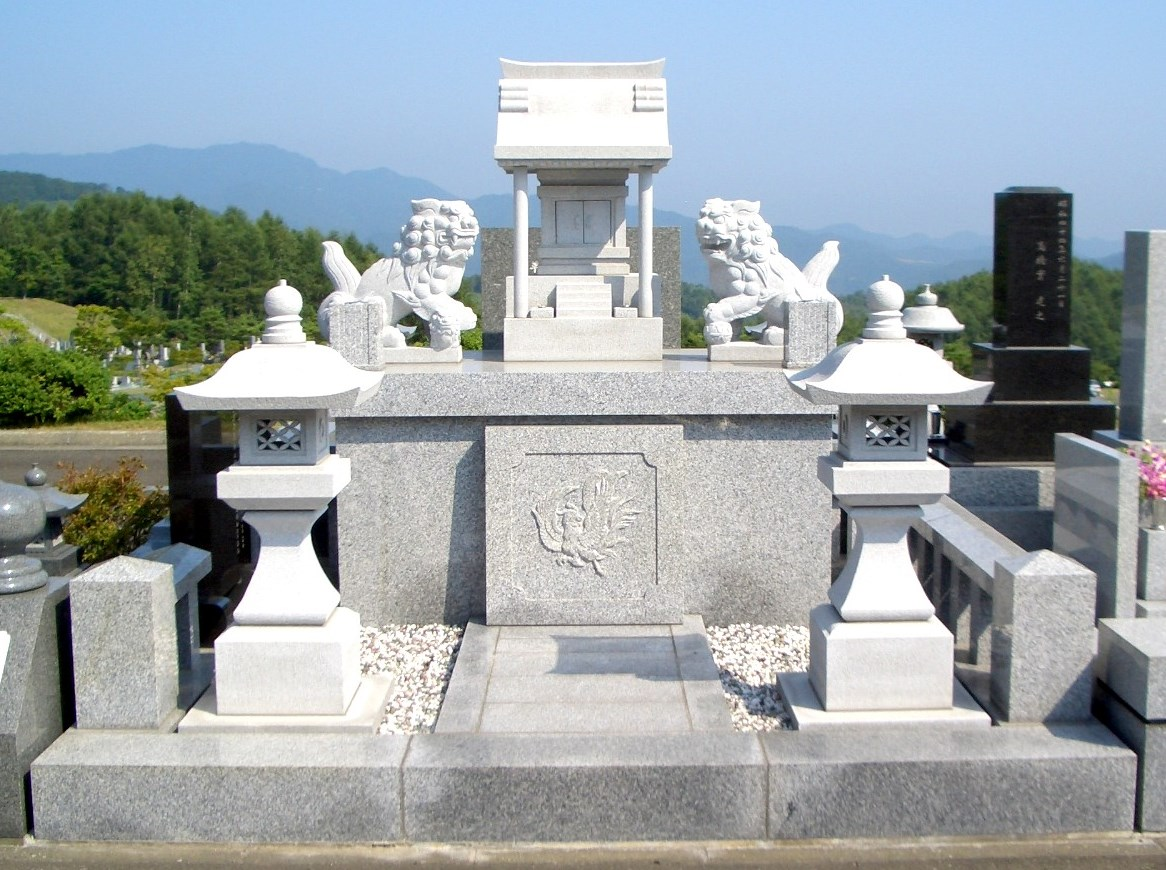
西野神社奧津城
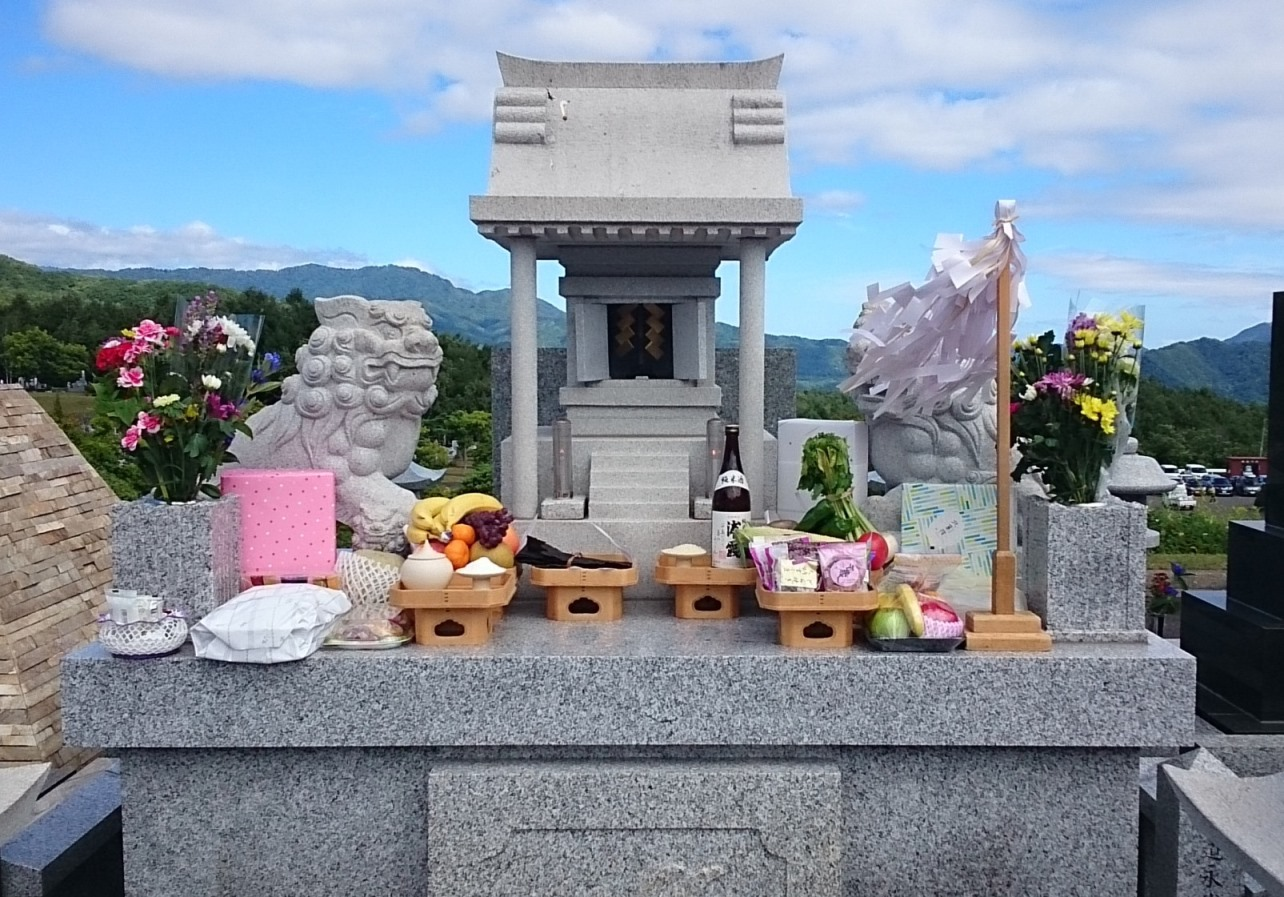
西野神社奧津城

## 祭事・年中行事
- 1月1日　歳旦祭（午前9時）
- 1月15日　古神礼焼納祭（午前10時）、どんど焼き（午前10時30分 - 午後5時）
- 2月3日　節分祭（午後3時）、豆撒き（午後3時30分）
- 2月11日　紀元祭（午前11時）
- 3月初旬他　人形供養祭（午前11時）
- 4月上旬頃　西野神社敬神婦人会定期総会（午前10時）
- 4月25日　西野神社定期総会（午前9時30分）、春季例祭（午前11時）
- 5月下旬頃　西野神社神力會定期総会（午後5時）
- 6月30日　夏越大祓（午後3時）
- 8月7日　七夕まつり（午後3時30分）
- 9月初旬　禊祓行事（午前9時）
- 敬老の日の前の土曜日【秋季例祭】　中学校新人相撲選手権大会（午前10時 - 午後1時30分）、宵宮祭（午後5時）、遷霊祭（午後5時30分）
- 敬老の日の前の日曜日【秋季例祭】　本祭（午前7時50分）、京神輿・江戸神輿渡御（午前9時 - 午後4時）、泣き相撲（午前10時30分 - 午後12時30分）、子供相撲大会（午後1時 - 午後3時30分）、子供神輿渡御（午後3時 - 午後4時）、還御祭（午後4時30分）
- 11月上旬頃　天の岩戸のクラフト祭（3日間、1日目 12:00 - 16:00、2日目 10:30 - 16:00、3日目 10:30 - 15:00）
- 11月23日　新嘗祭（午前11時）
- 12月31日　師走大祓（午後3時）、除夜祭（午後10時）
- 不定期　良縁祈願祭（午後3時）
- 随時　神前結婚式、霊祭（正辰祭・式年祭・合祀祭など）

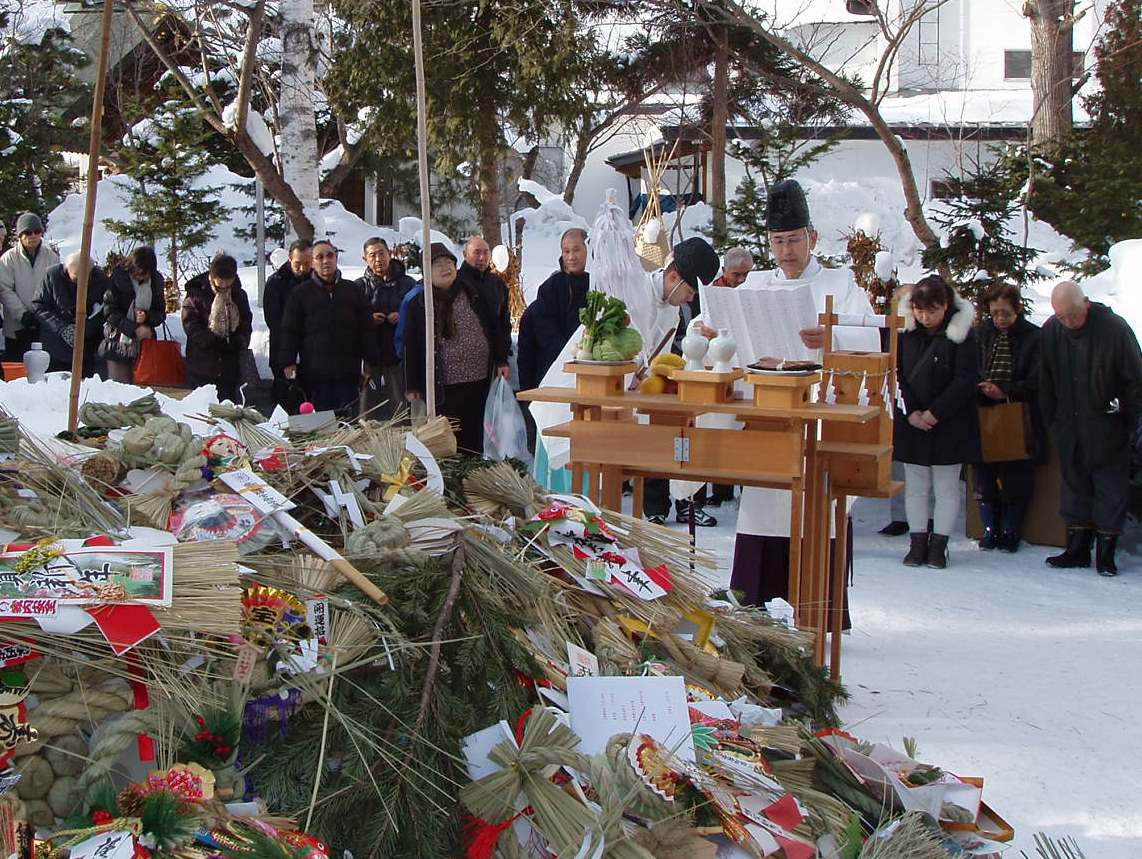
古神礼焼納祭
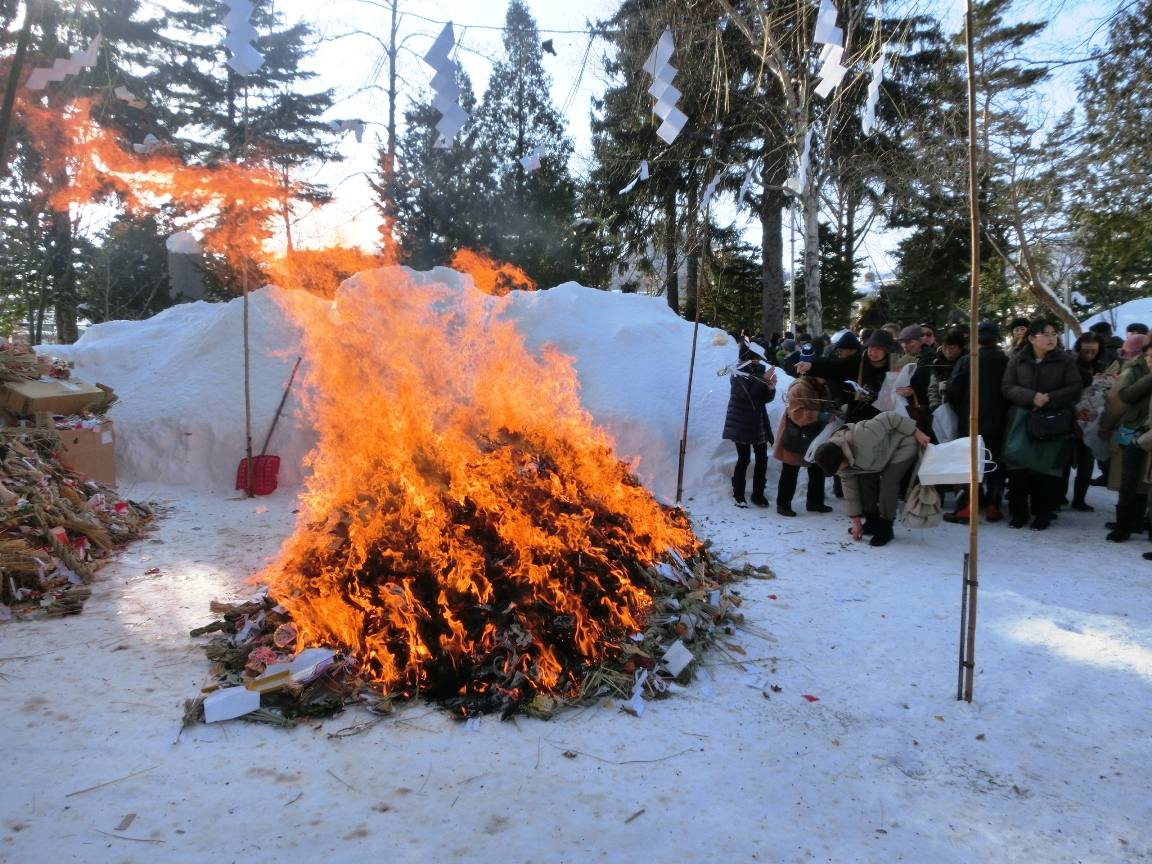
どんど焼き
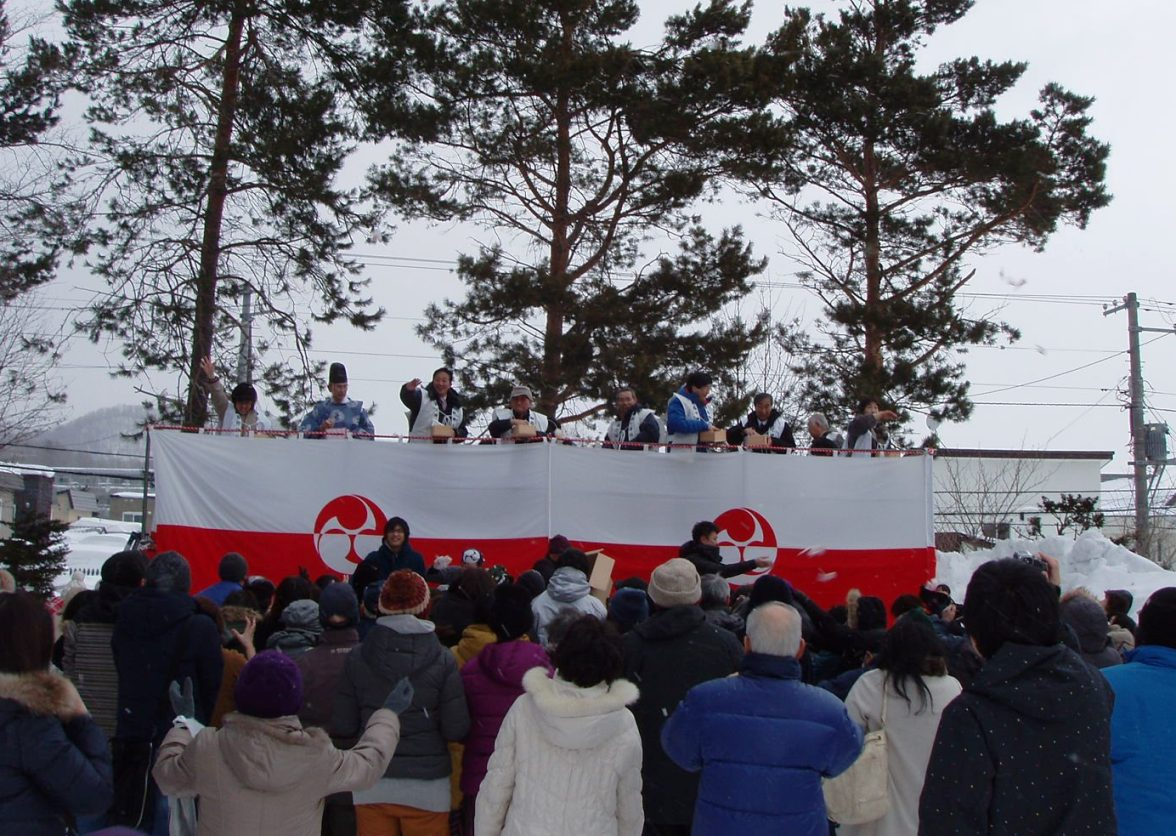
節分の豆撒き
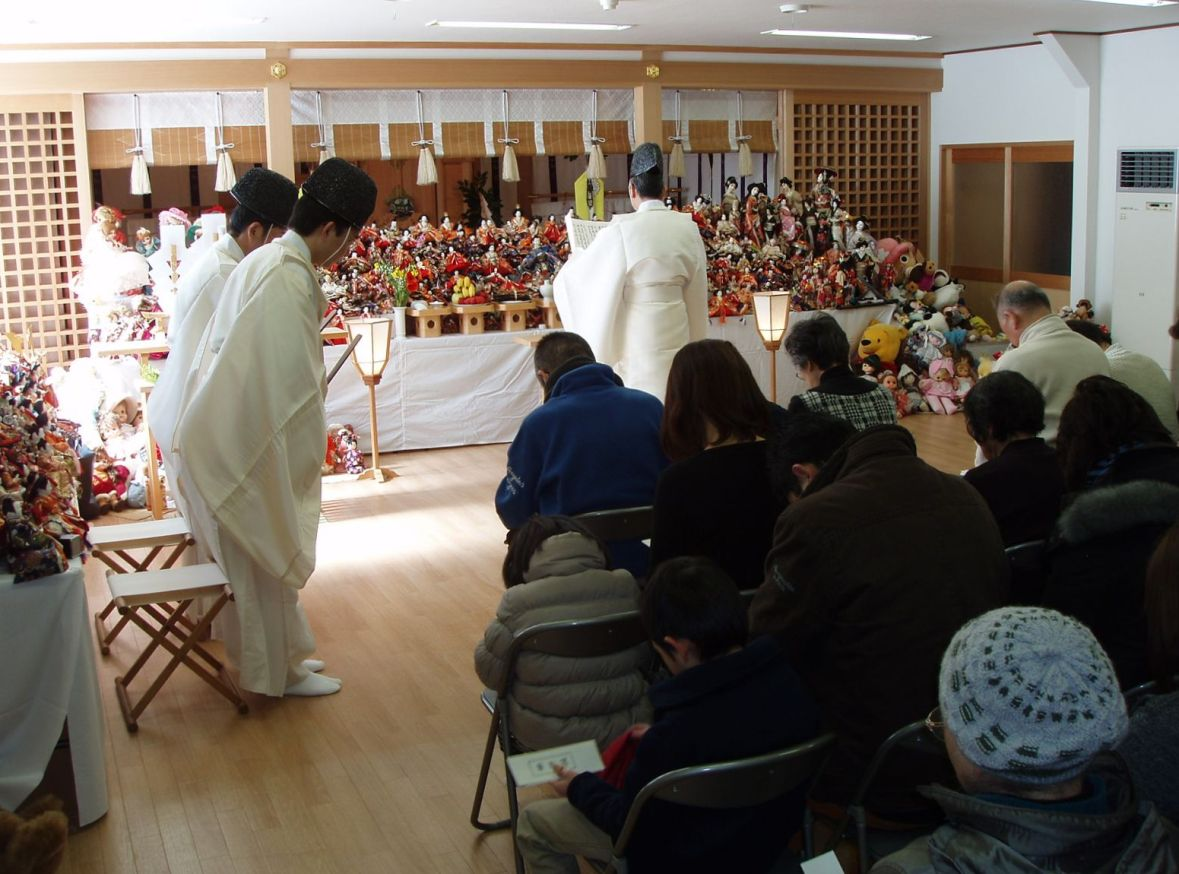
人形供養祭
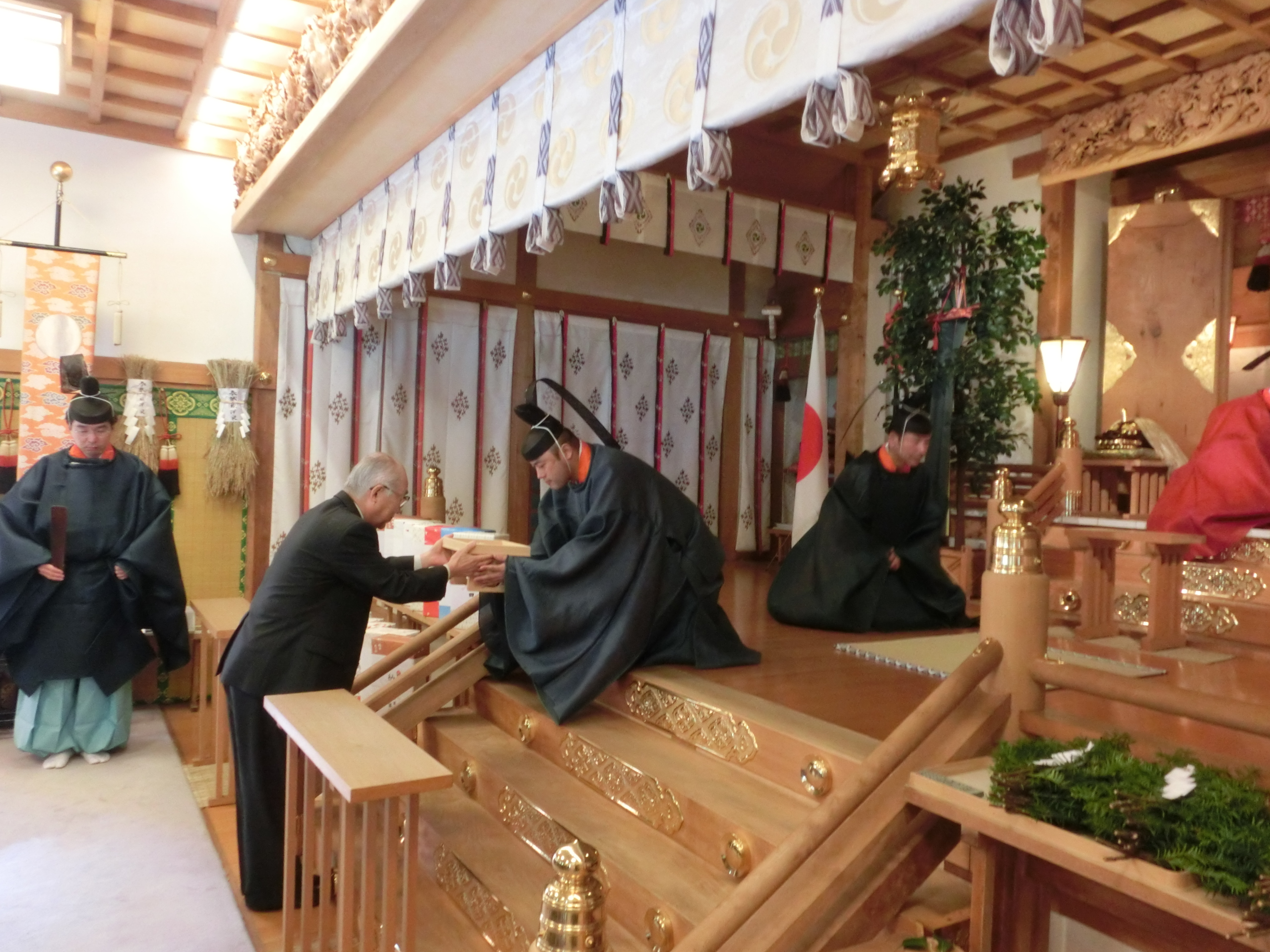
春季例祭
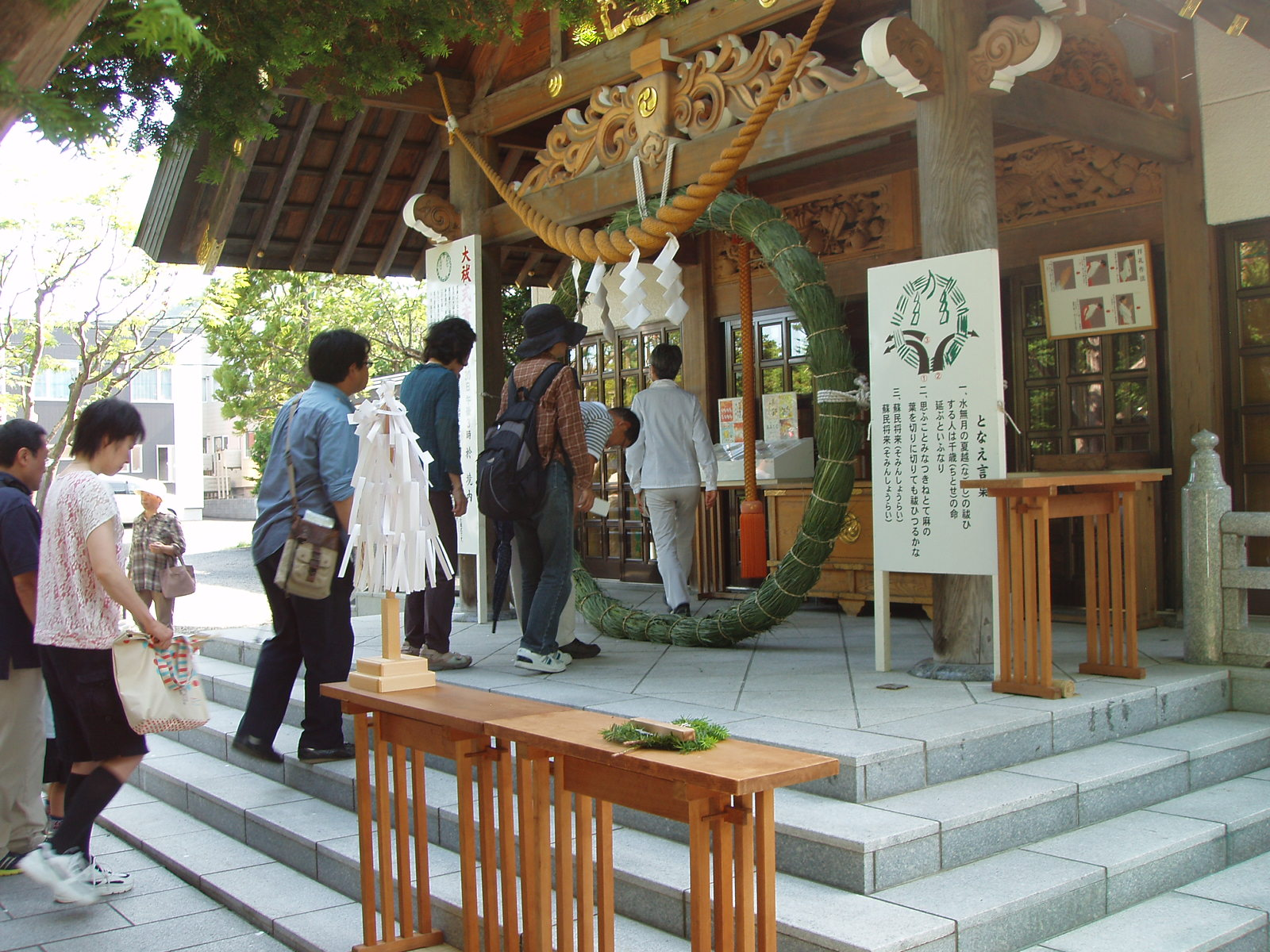
夏越の大祓
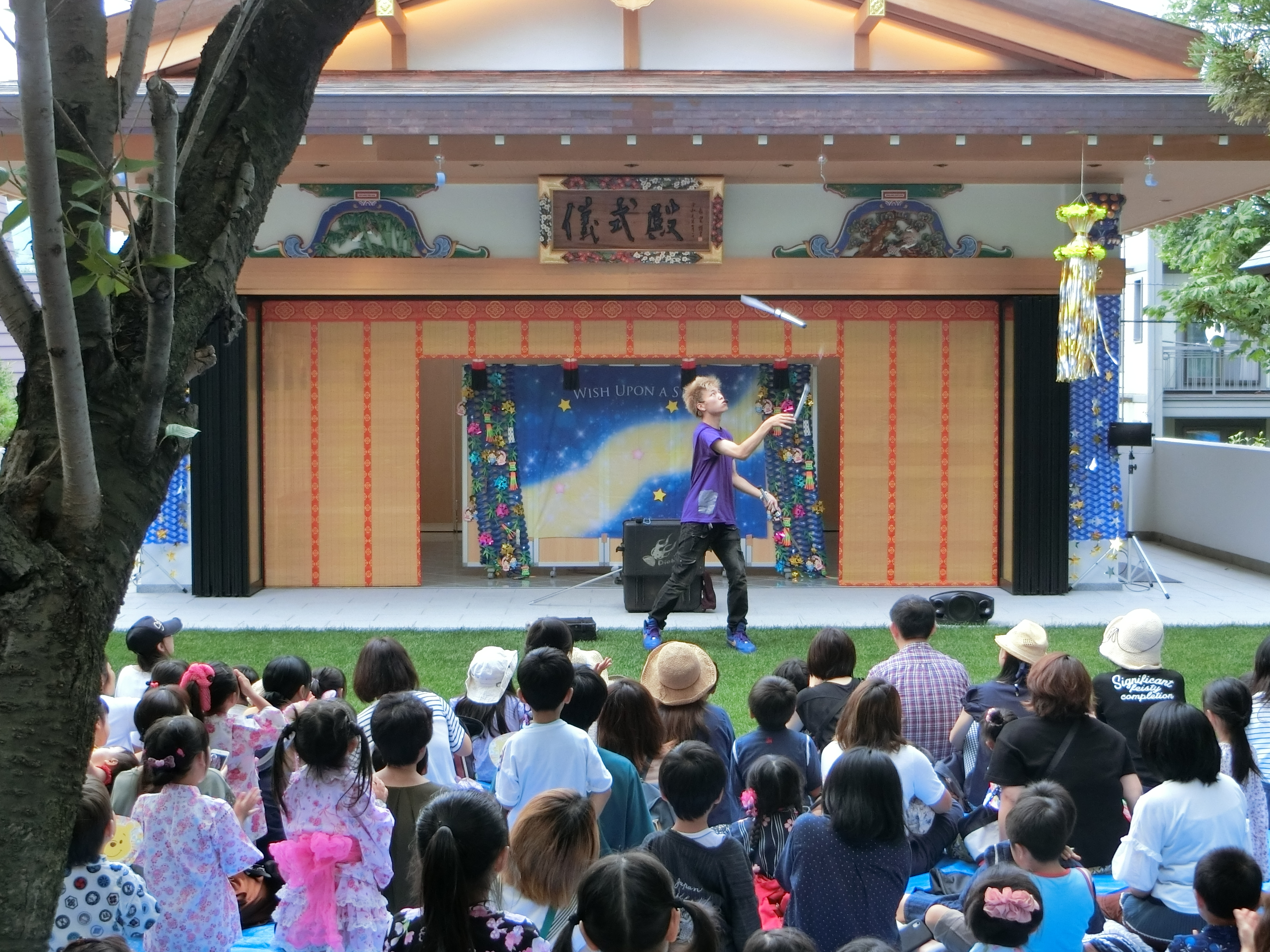
七夕まつり
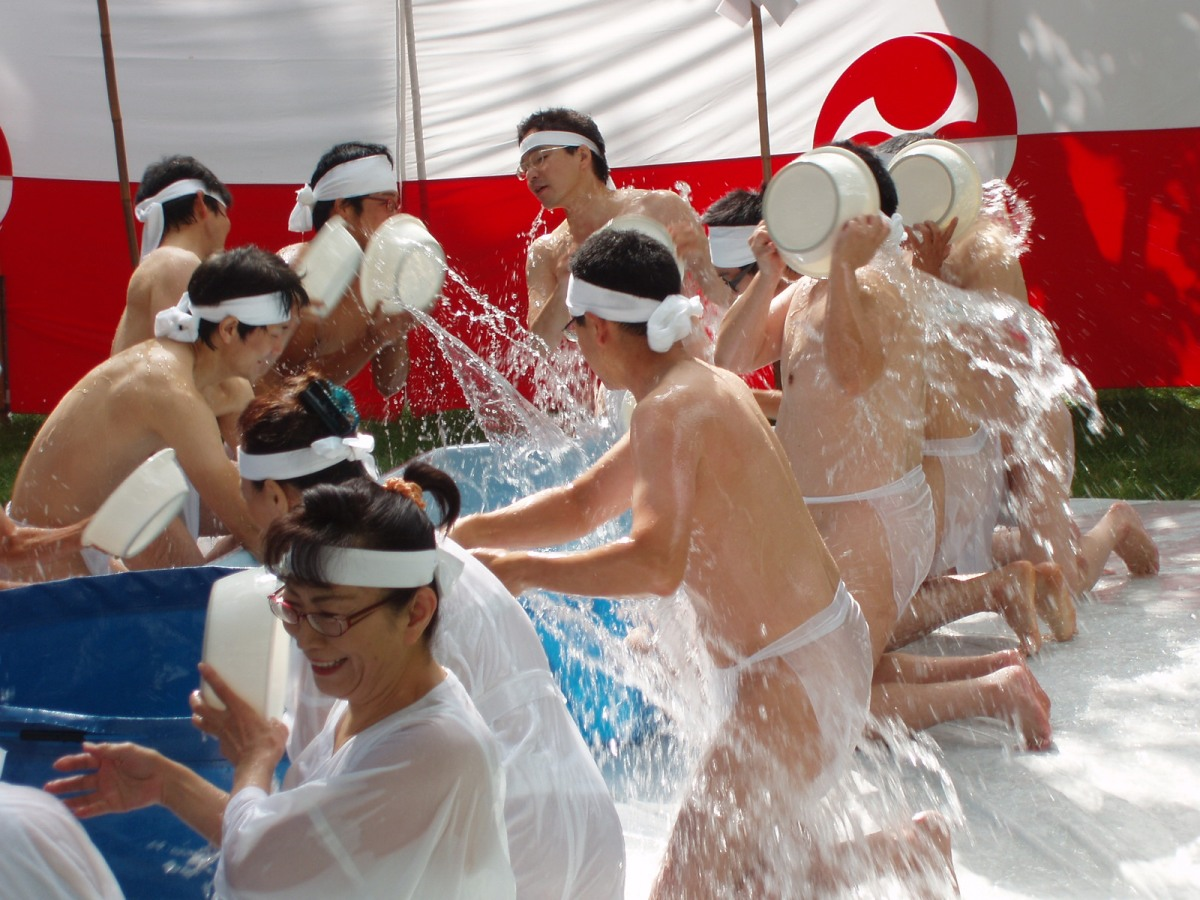
禊祓行事
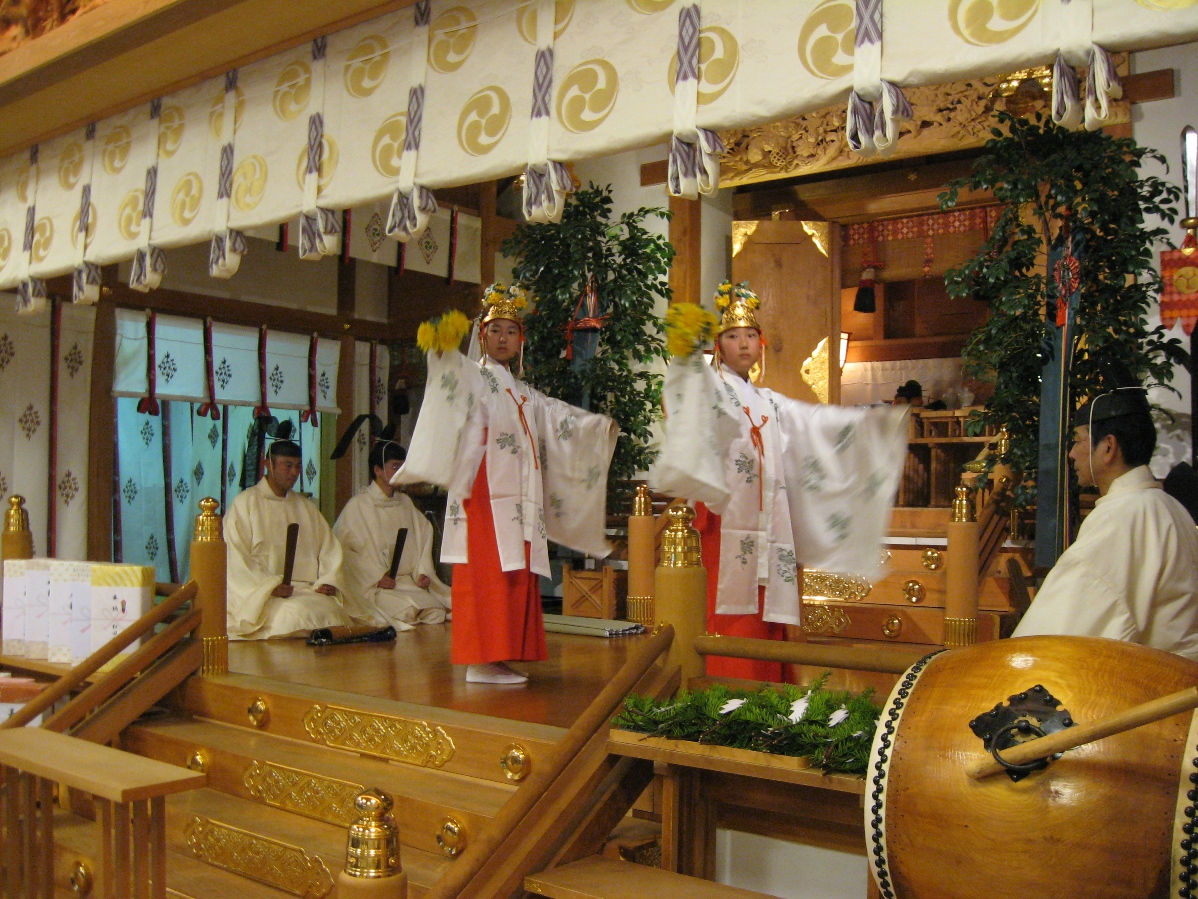
宵宮祭
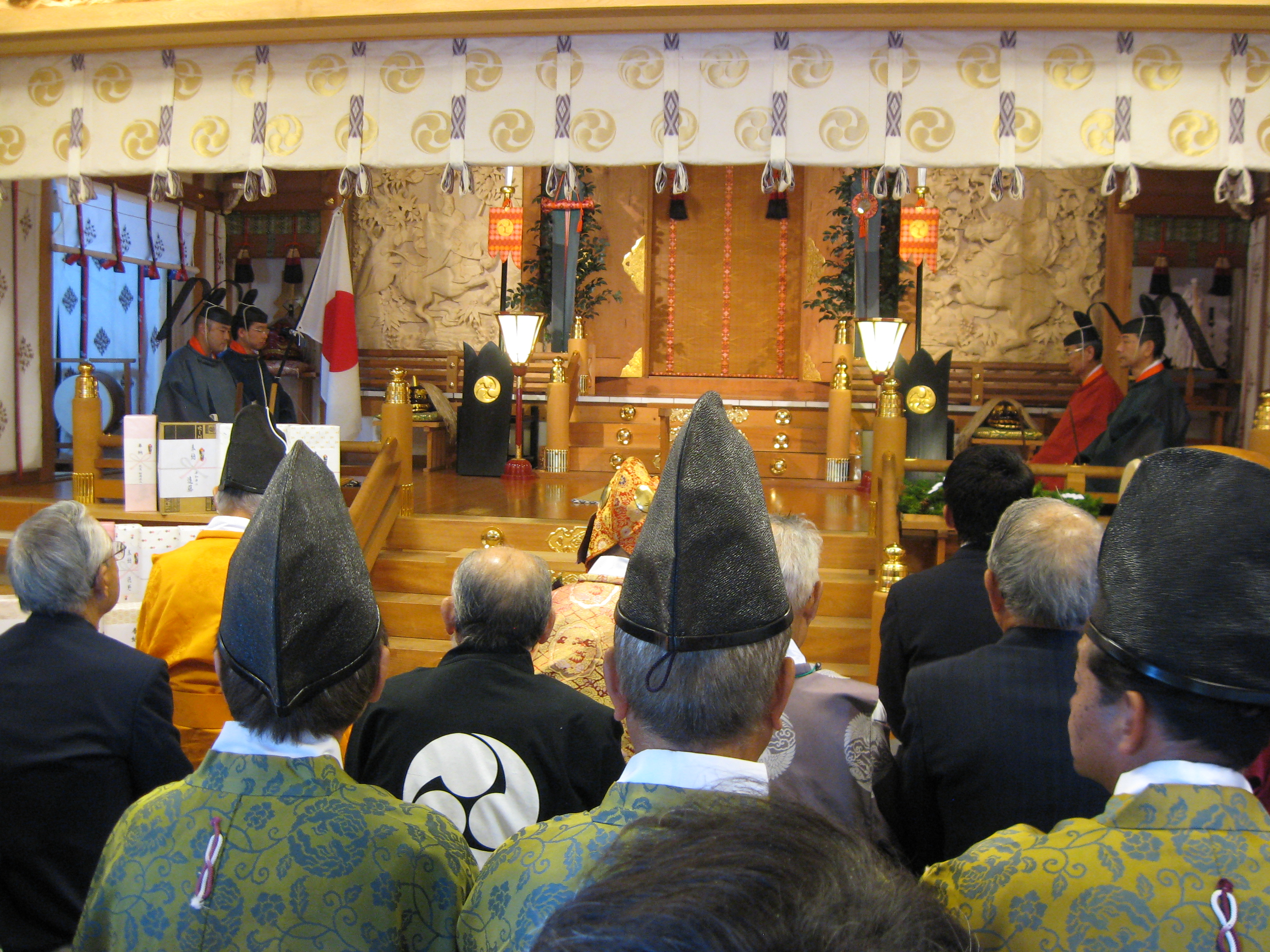
本祭（例祭）
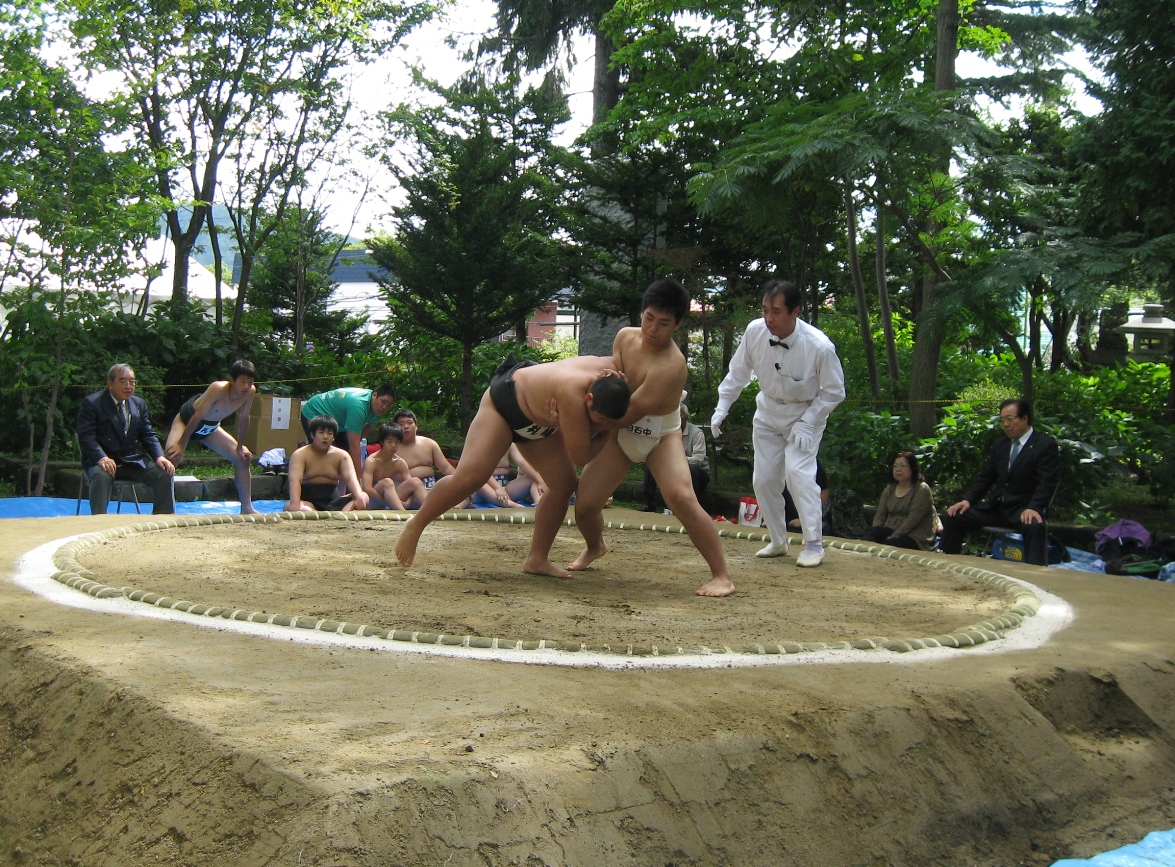
中学校新人相撲選手権大会
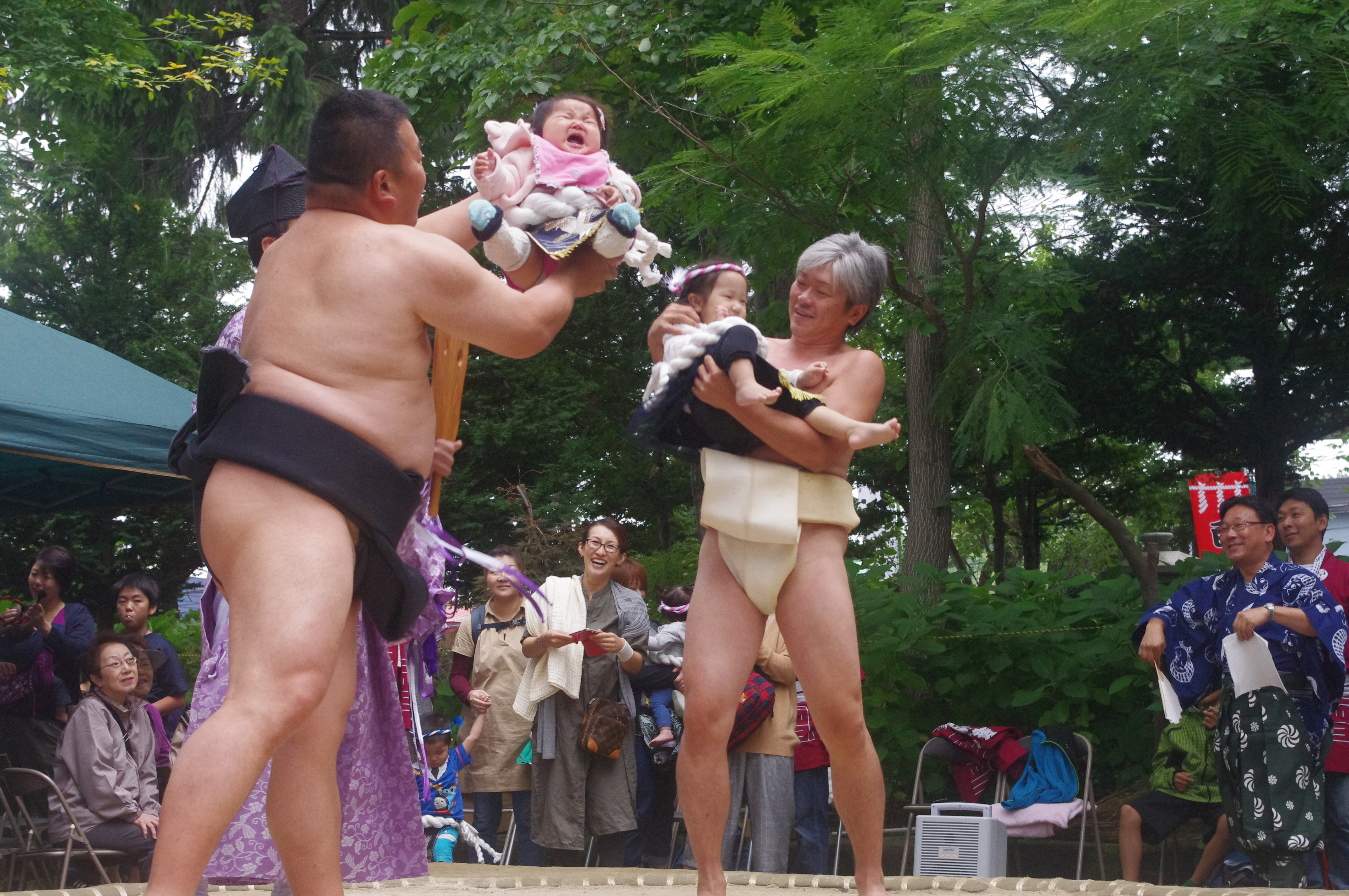
泣き相撲（赤ちゃん相撲）
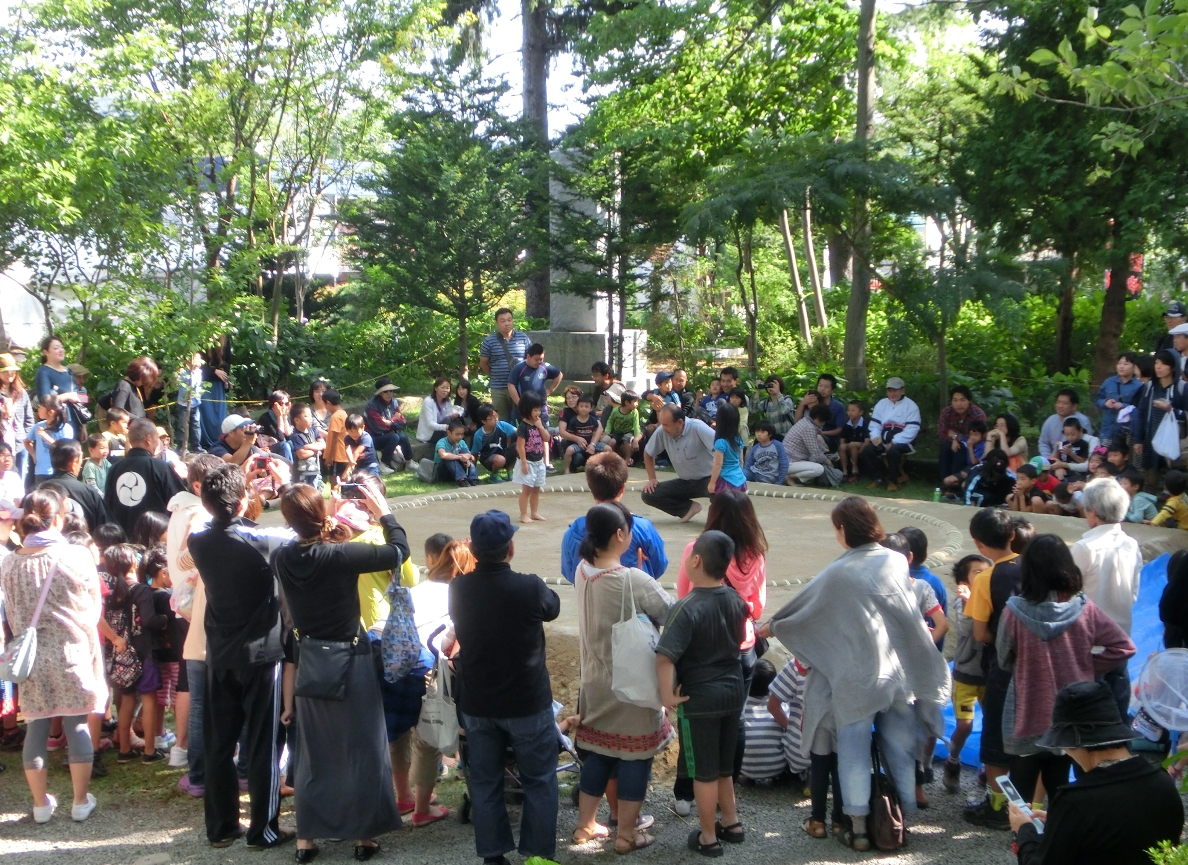
子供相撲大会
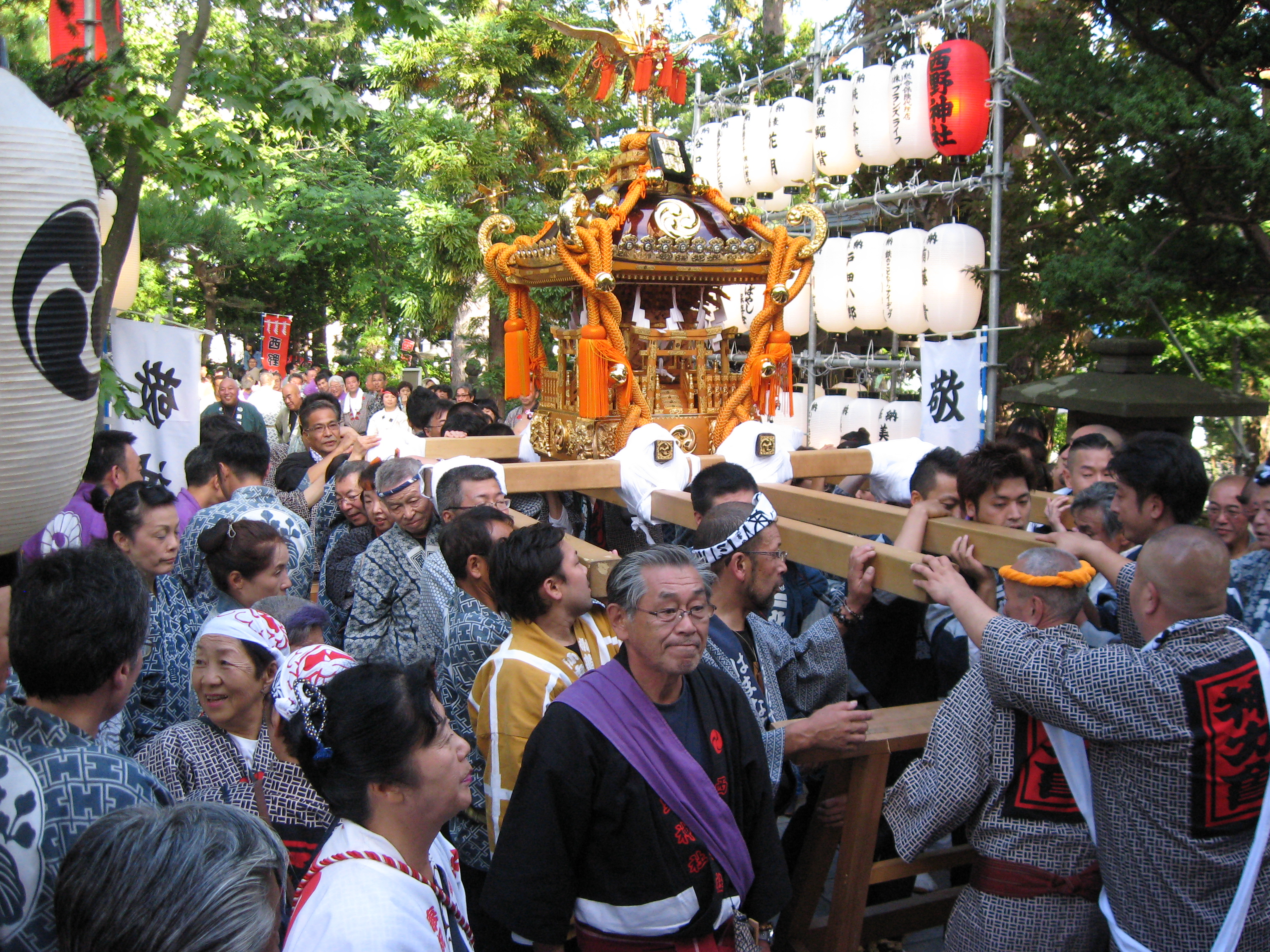
江戸神輿の渡御
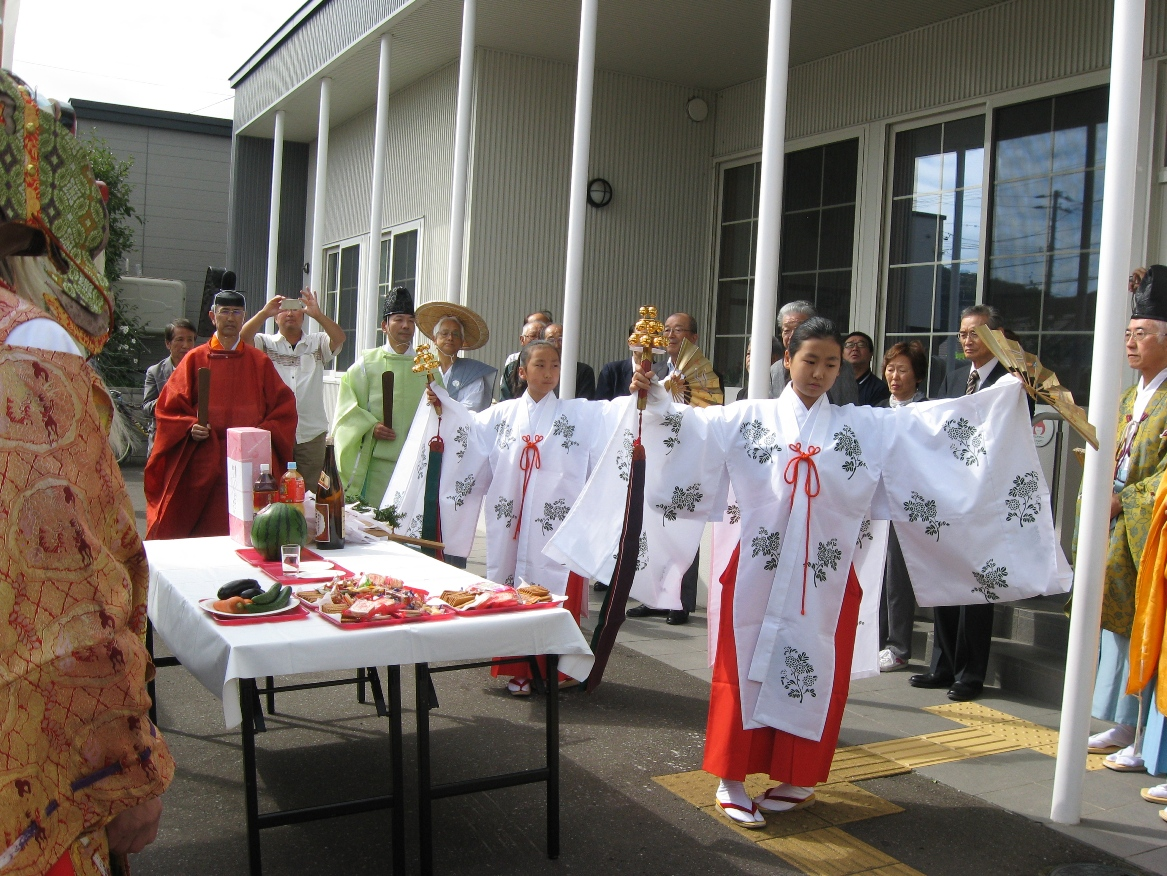
神輿渡御での駐御祭
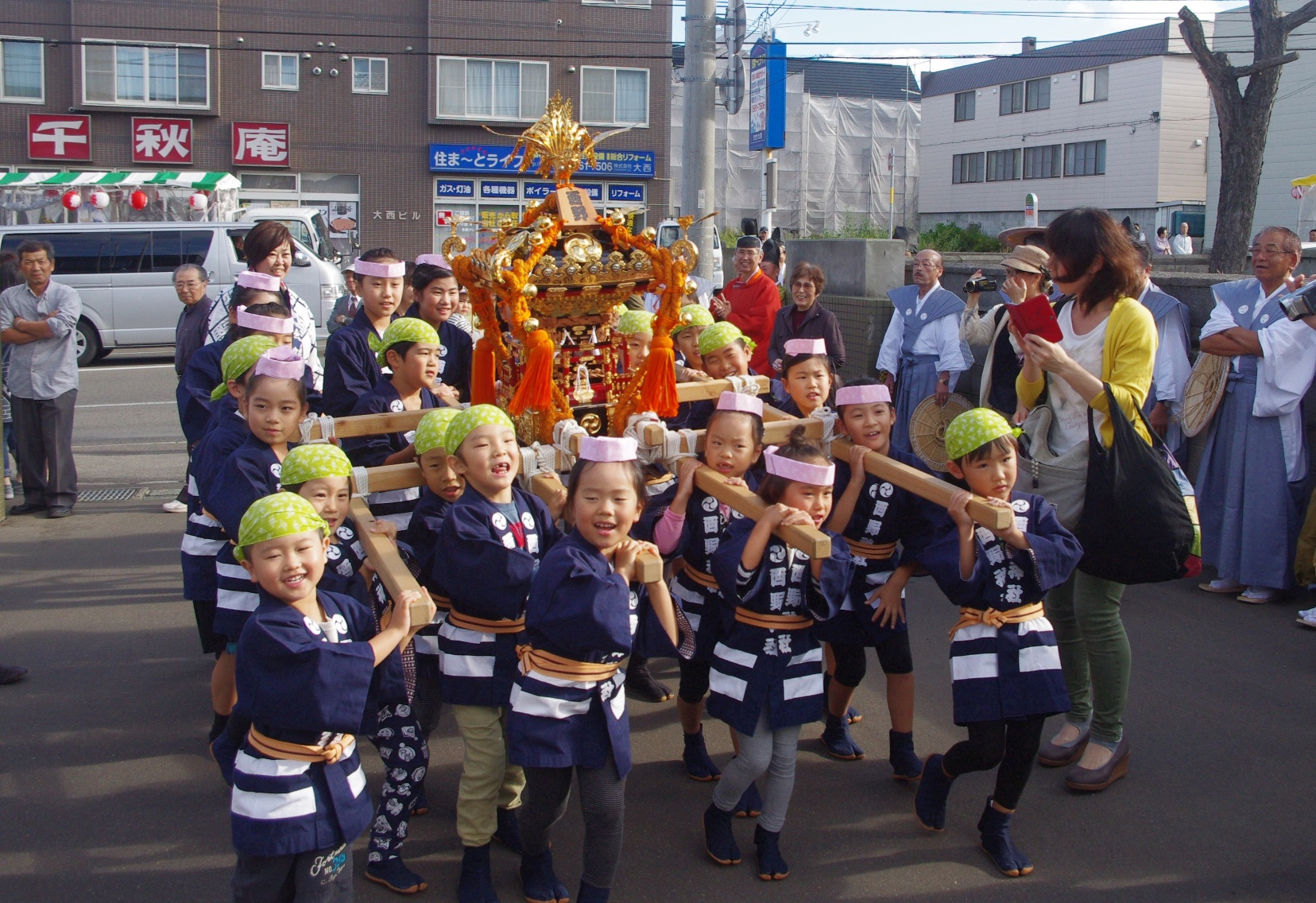
子供神輿の渡御
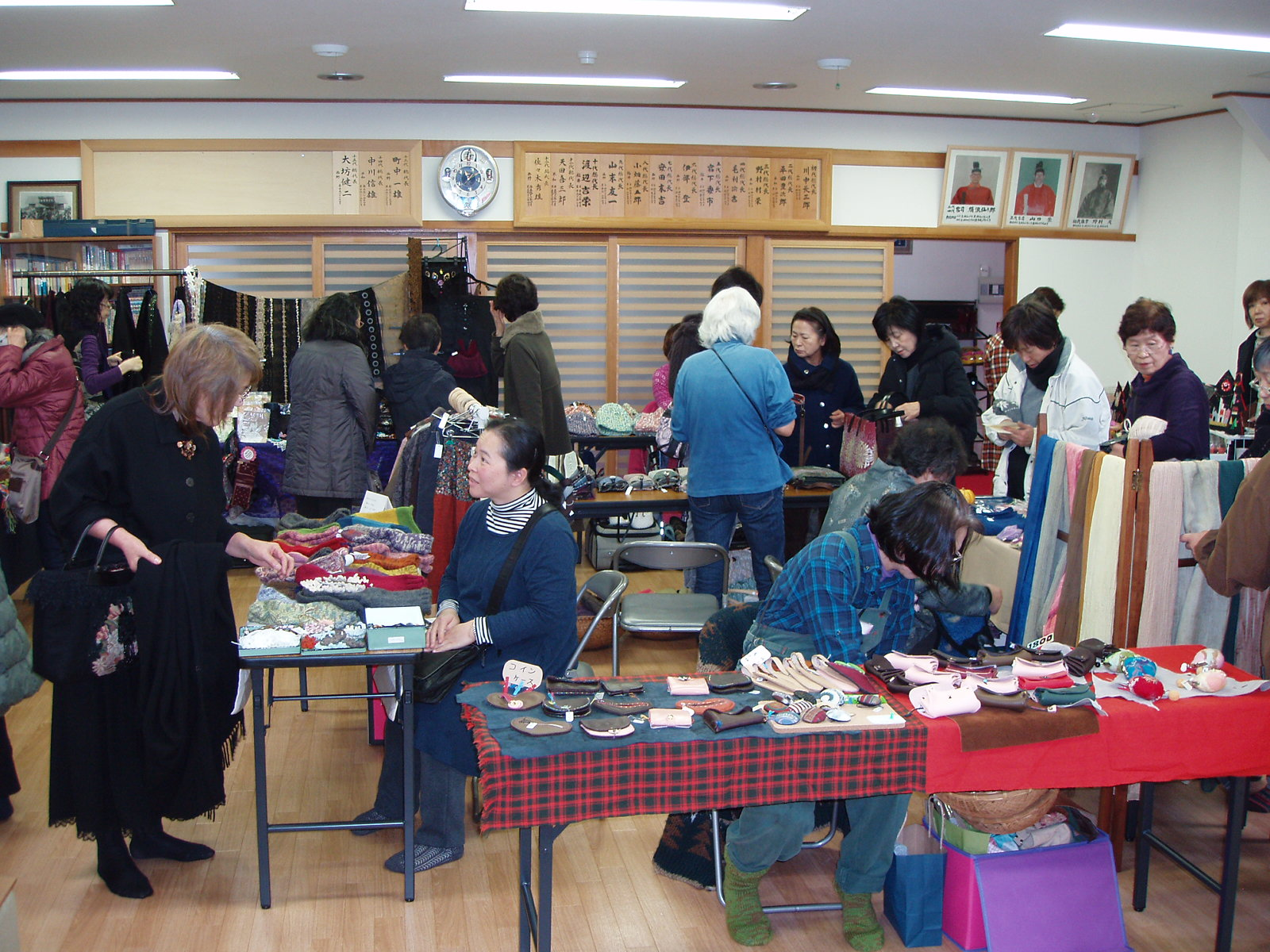
天の岩戸のクラフト祭
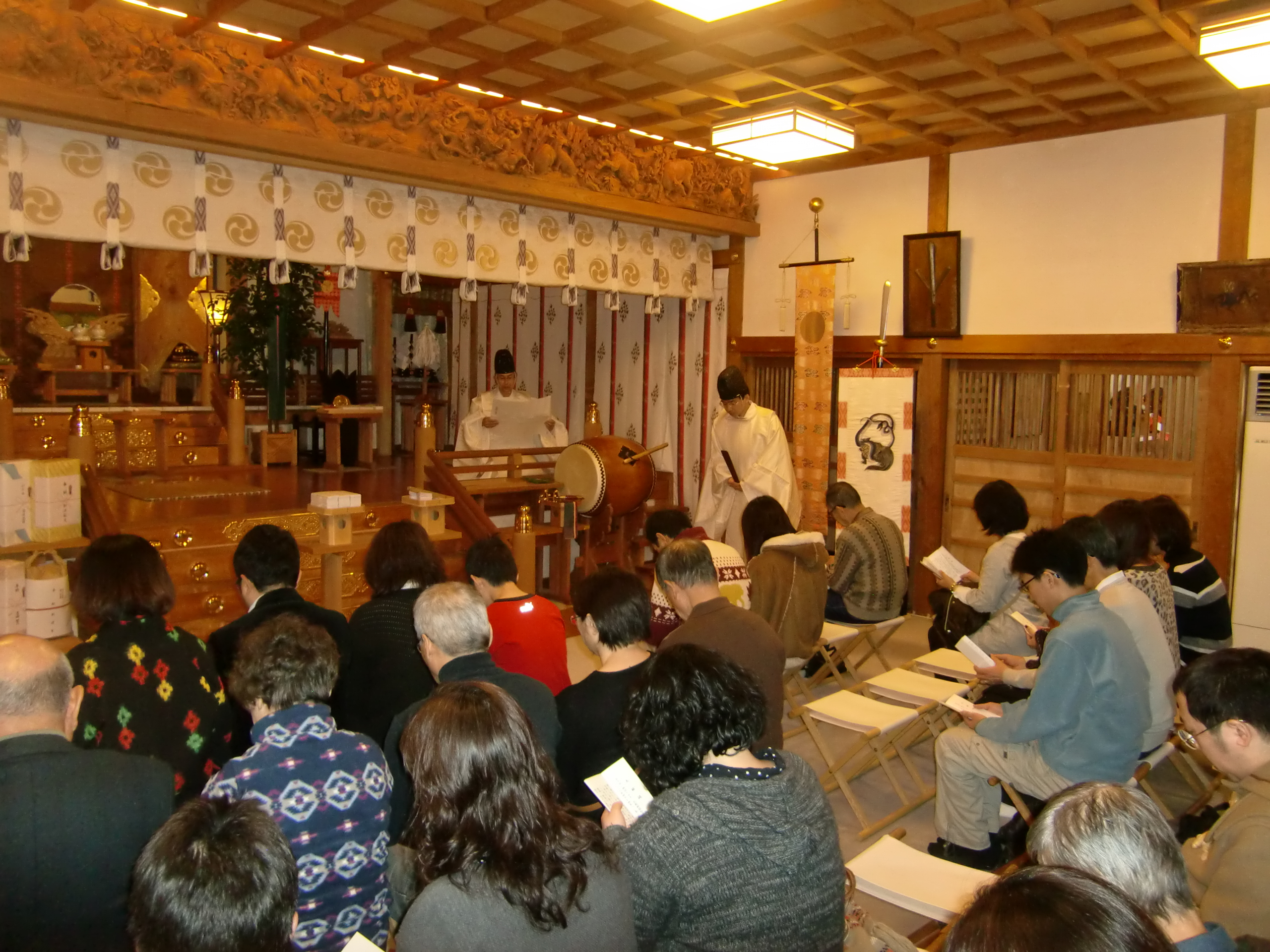
師走の大祓
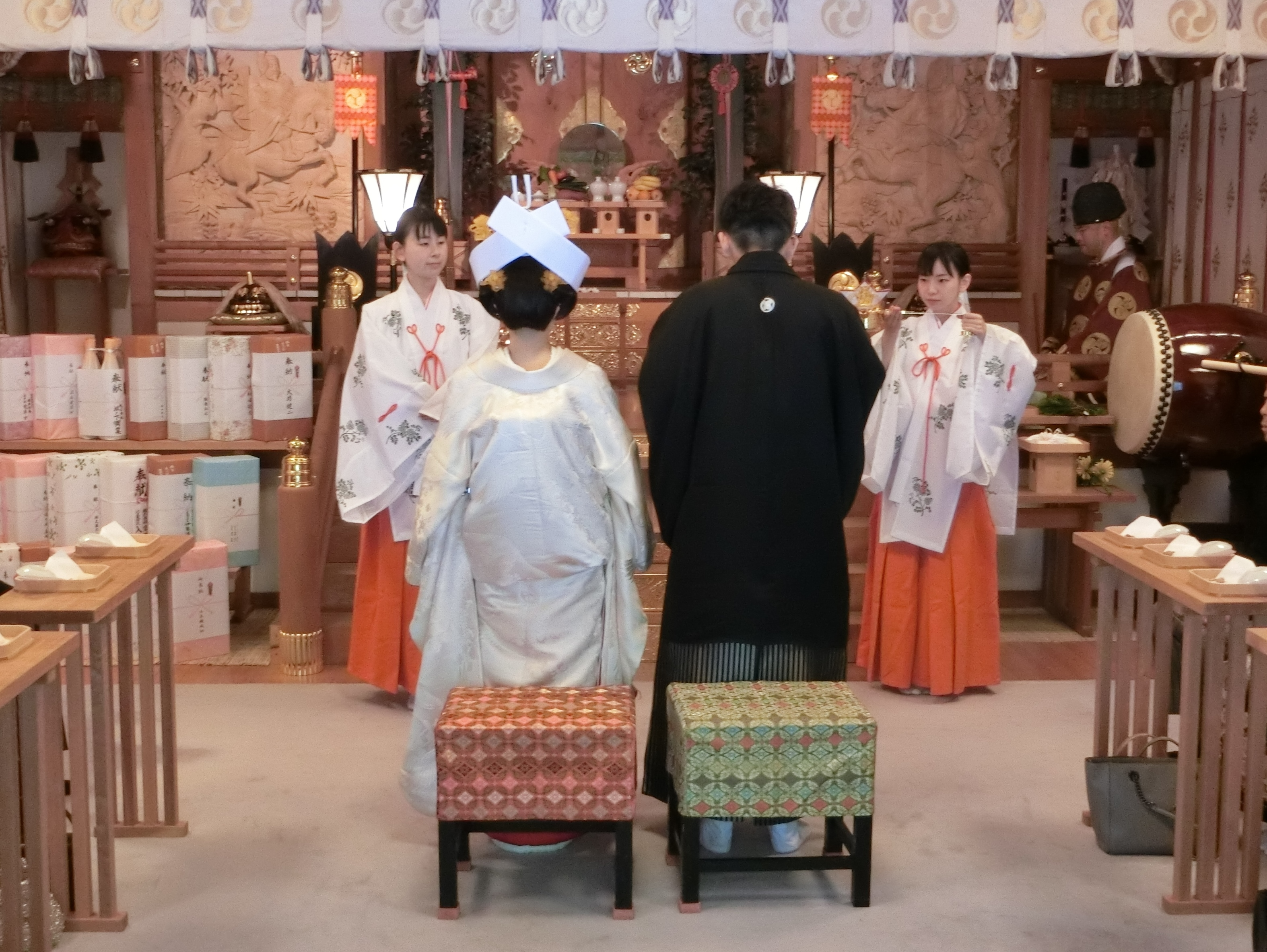
神前結婚式
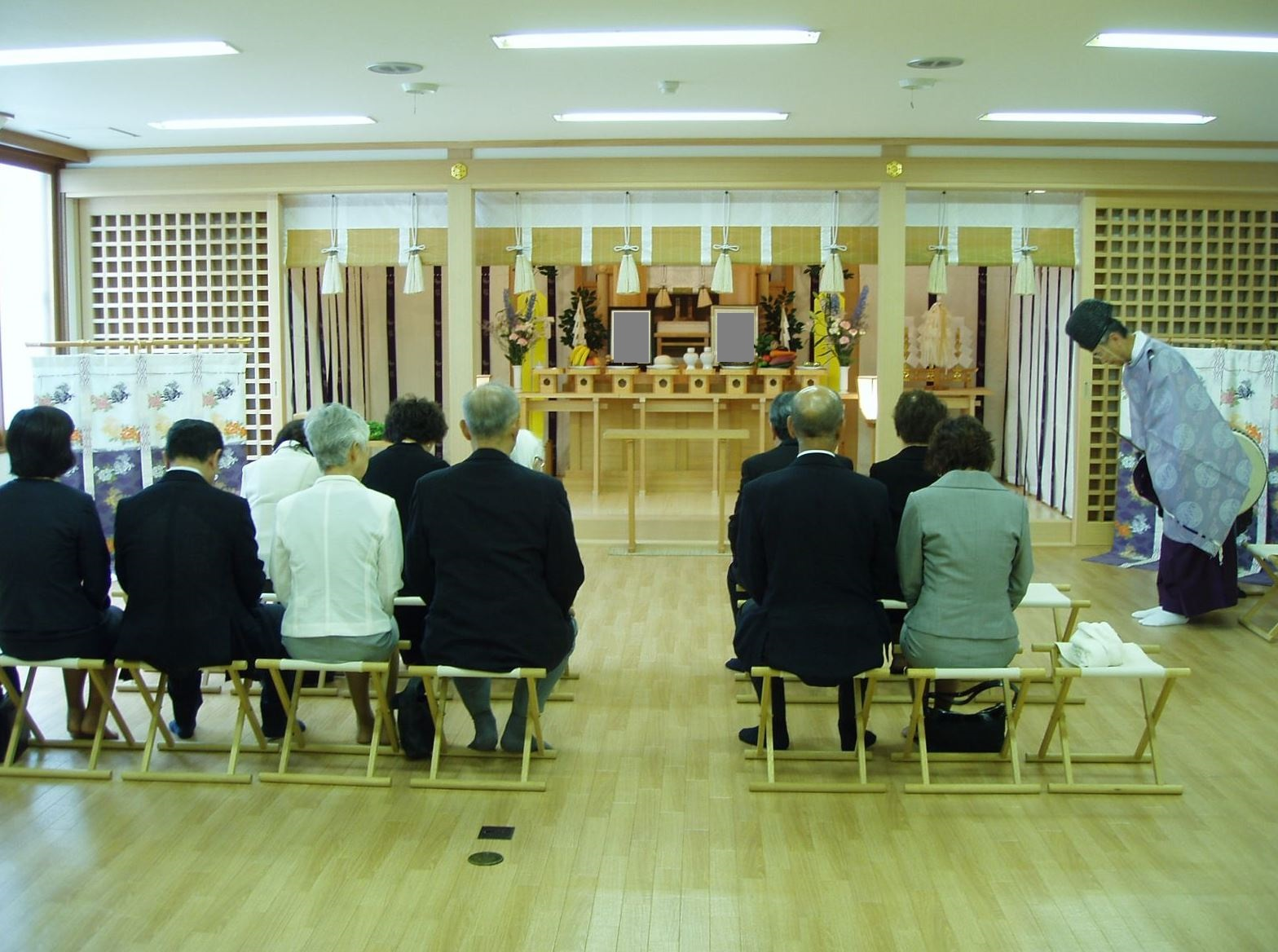
霊祭

## 社宝・工芸品
- 京神輿
- 江戸神輿
- 子供神輿
- 太鼓山車
- 本殿外陣御扉上の「獅子と牡丹」の木彫
- 本殿外陣御扉両横の「随神」の木彫
- 拝殿梁の「十二支」の木彫
- 拝殿南側内壁に掲げてある「由緒彫刻額」
- 拝殿向拝の「宝尽くし」の木彫

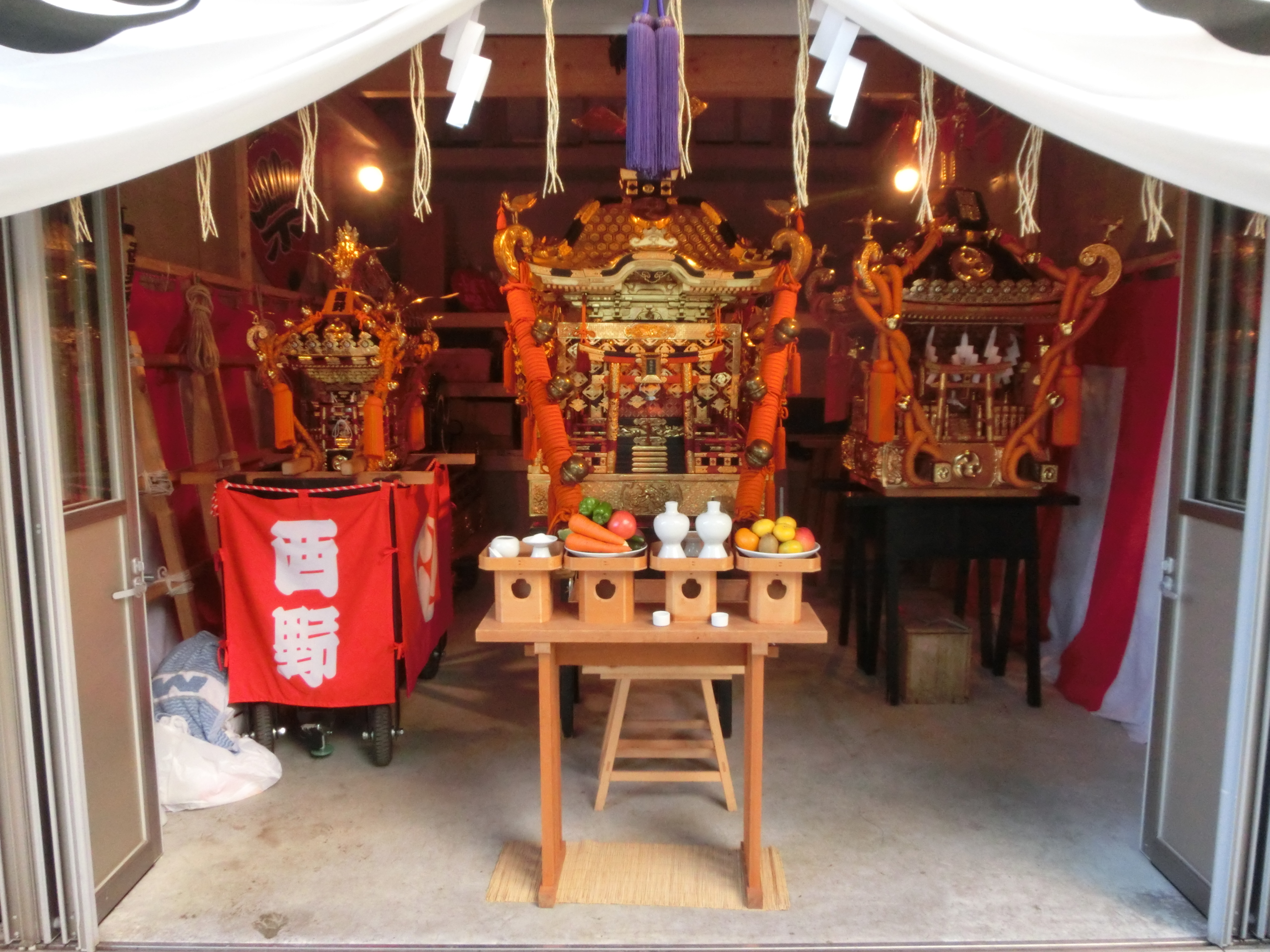
左から、子供神輿、京神輿、江戸神輿
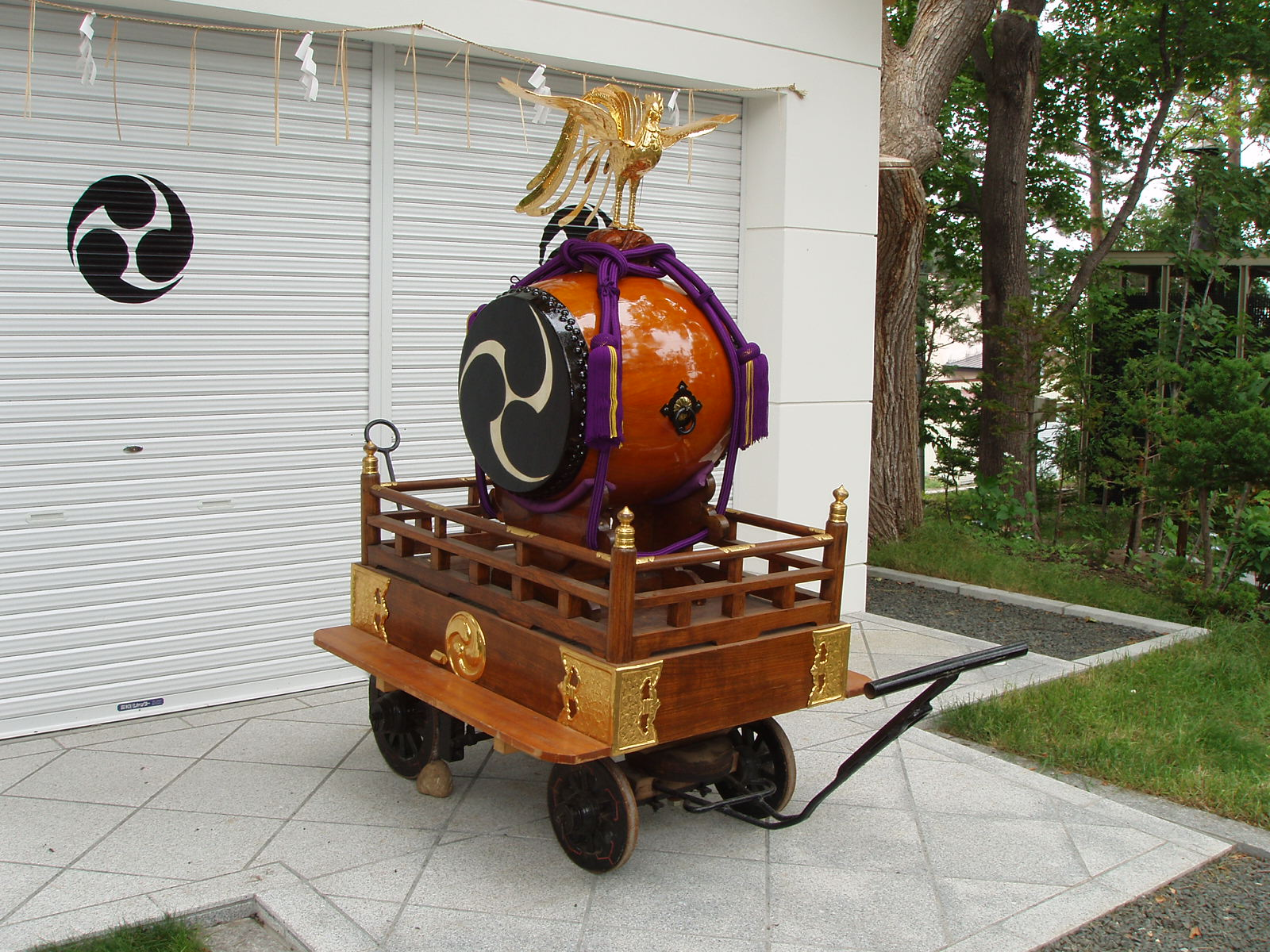
西野神社 太鼓山車
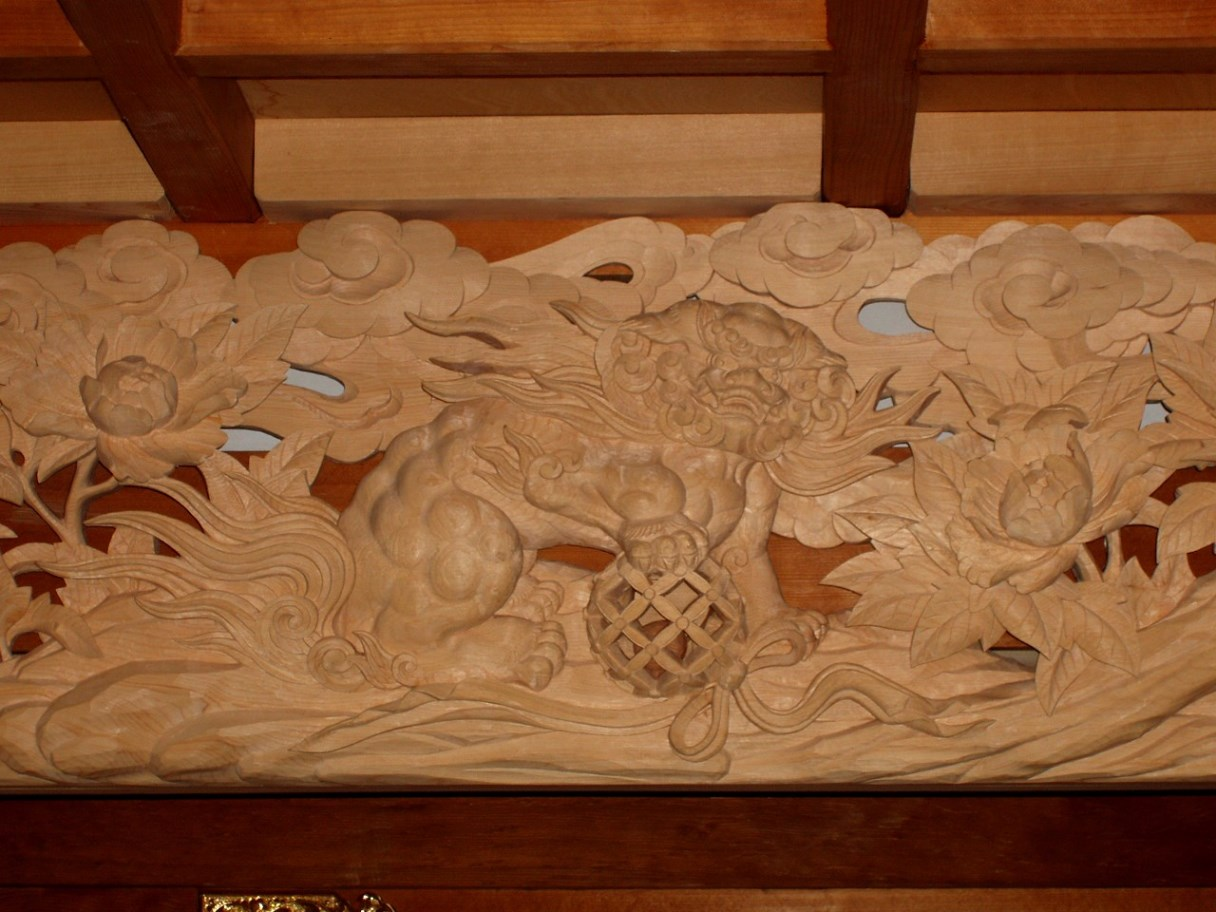
「獅子と牡丹」の木彫
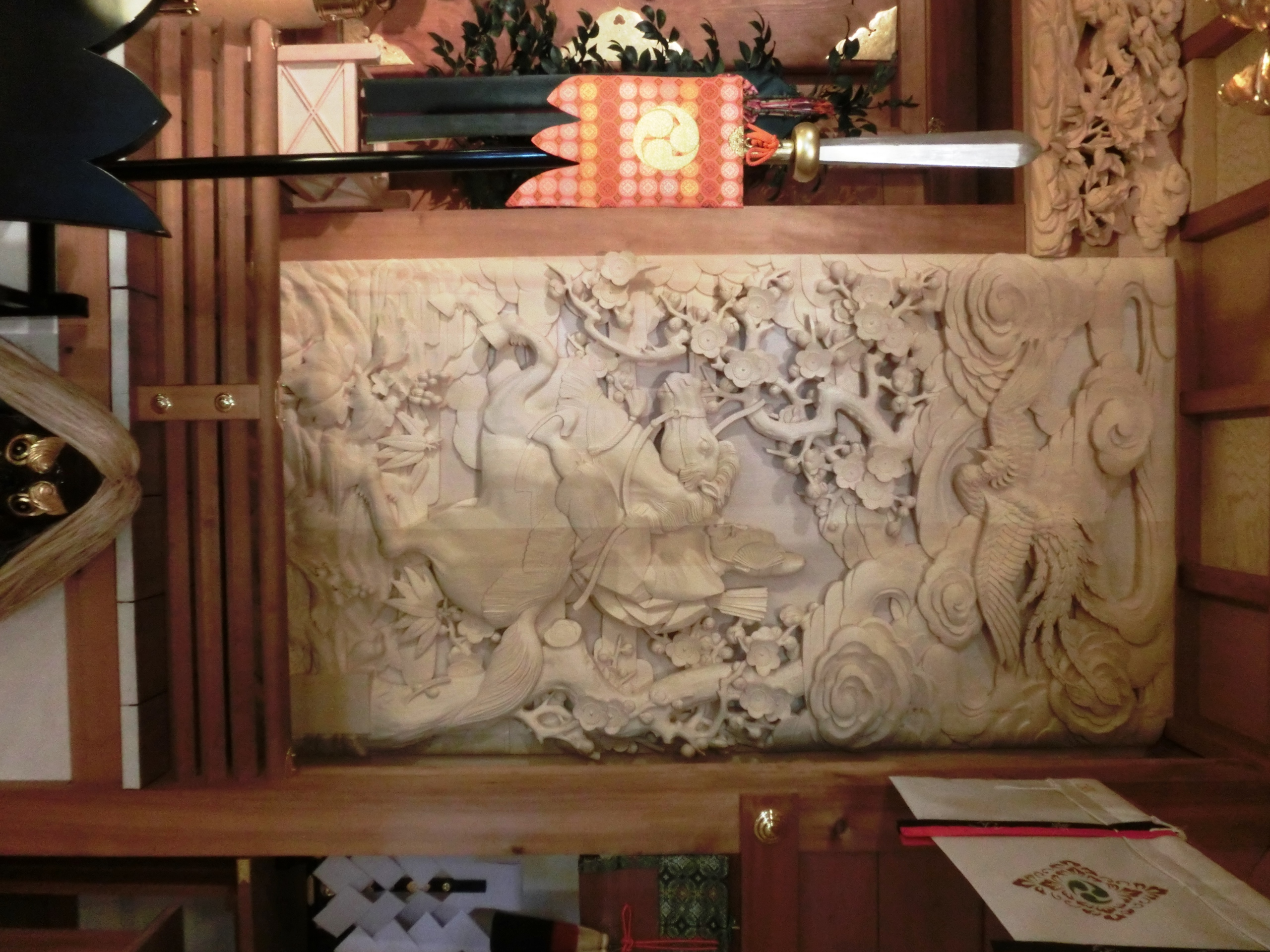
随神（向かって右側）
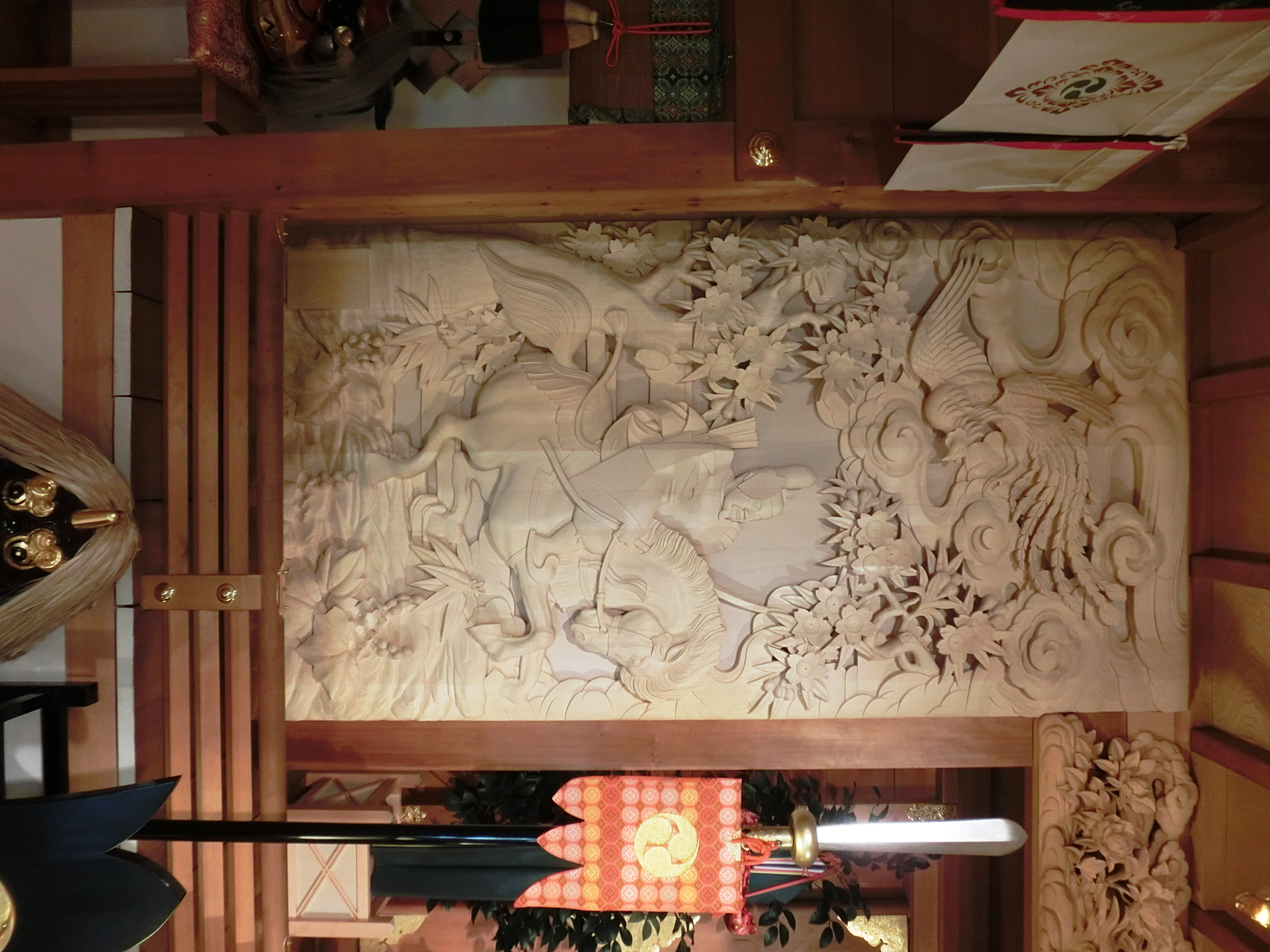
随神（向かって左側）
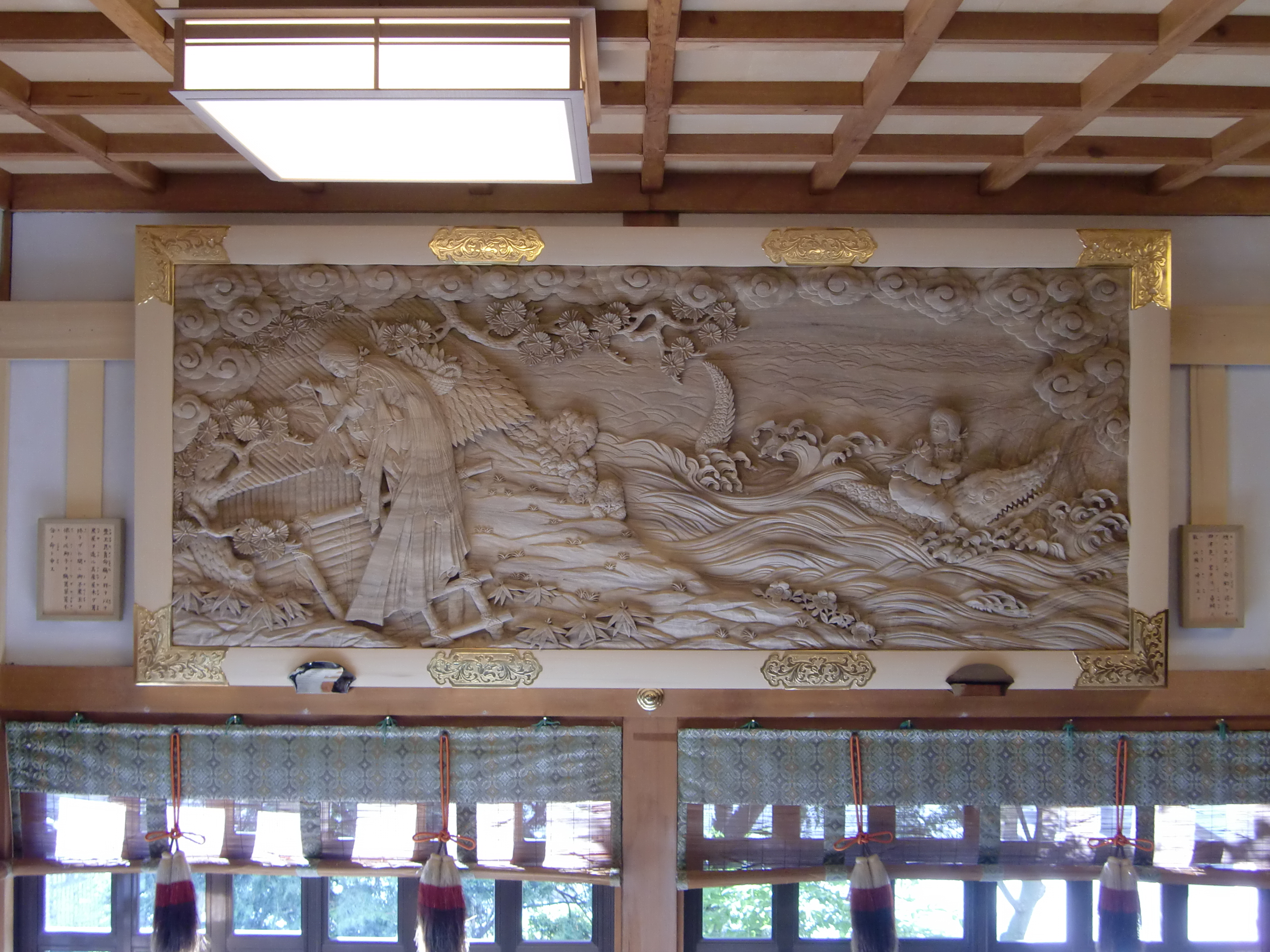
由緒彫刻額
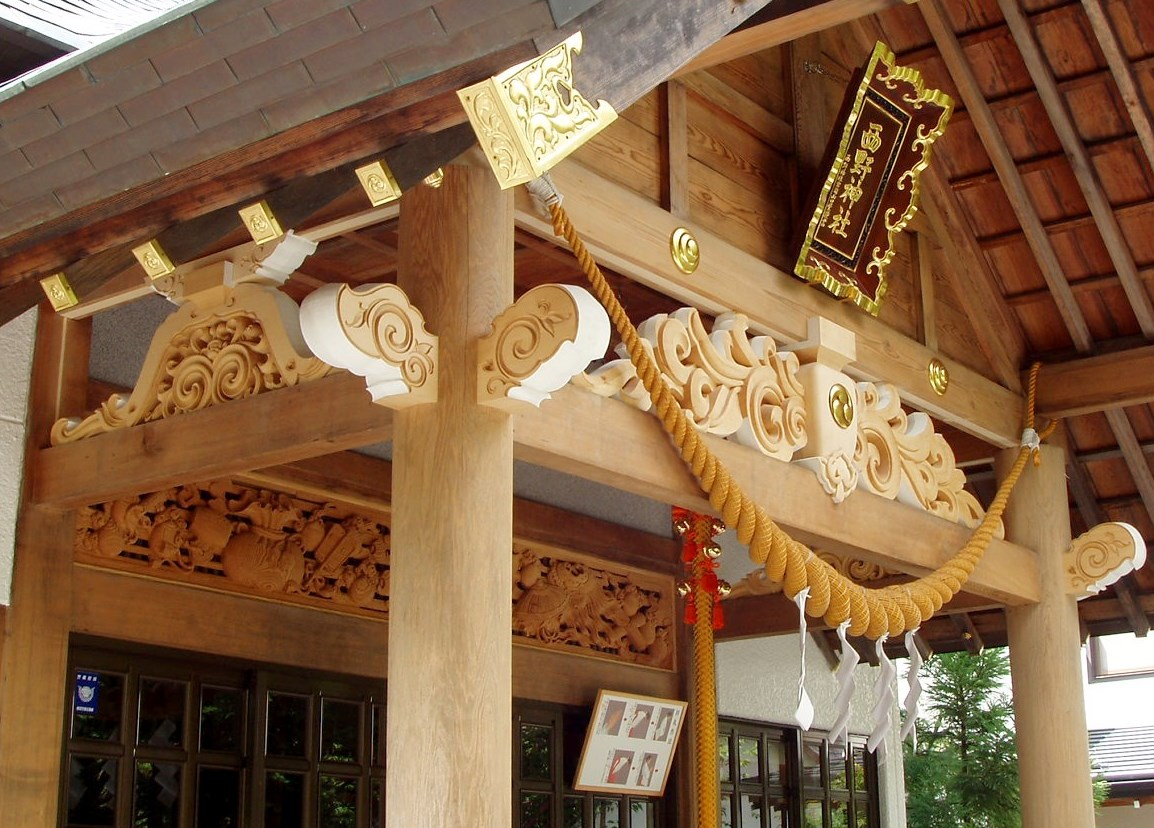
「宝尽くし」の木彫

## 関係団体

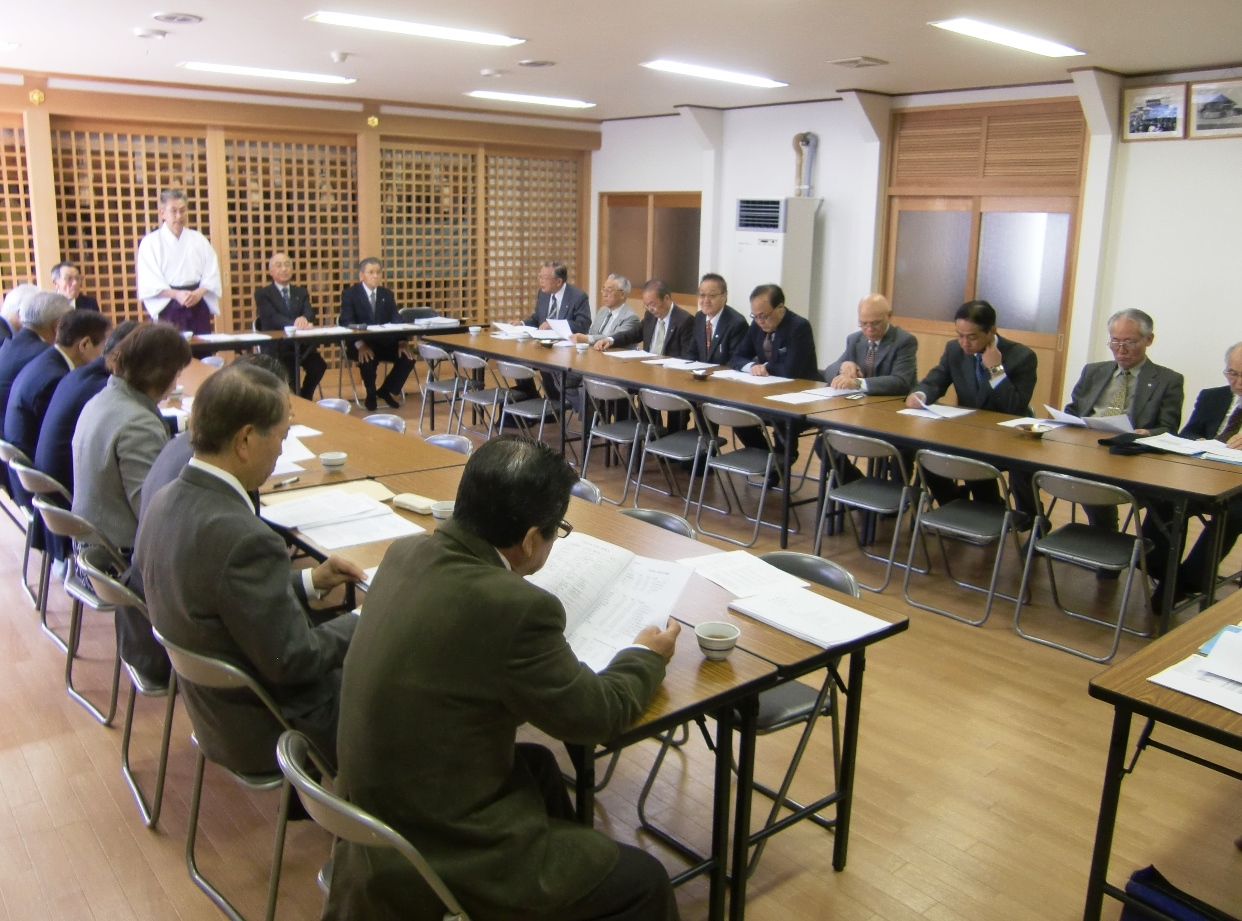
西野神社総代会
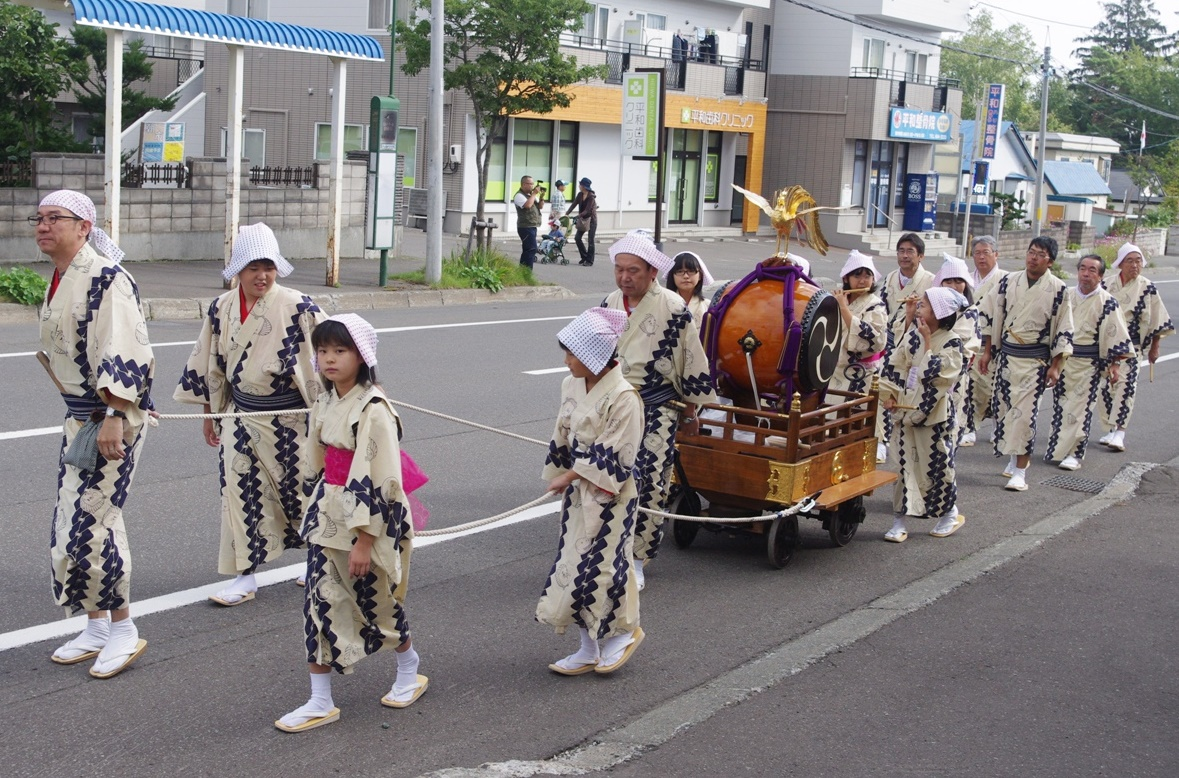
西野神社萬燈保存会
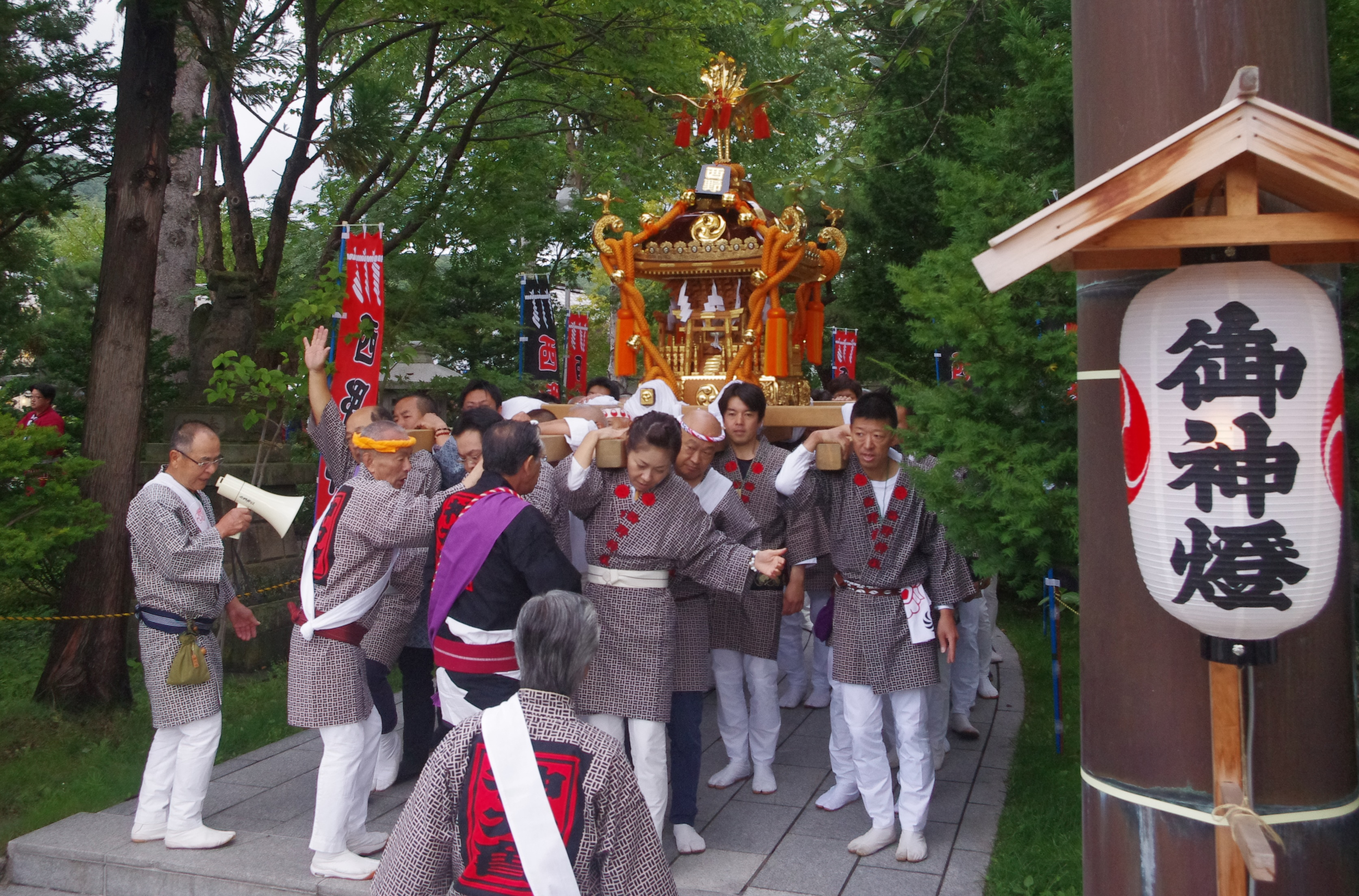
西野神社神力會
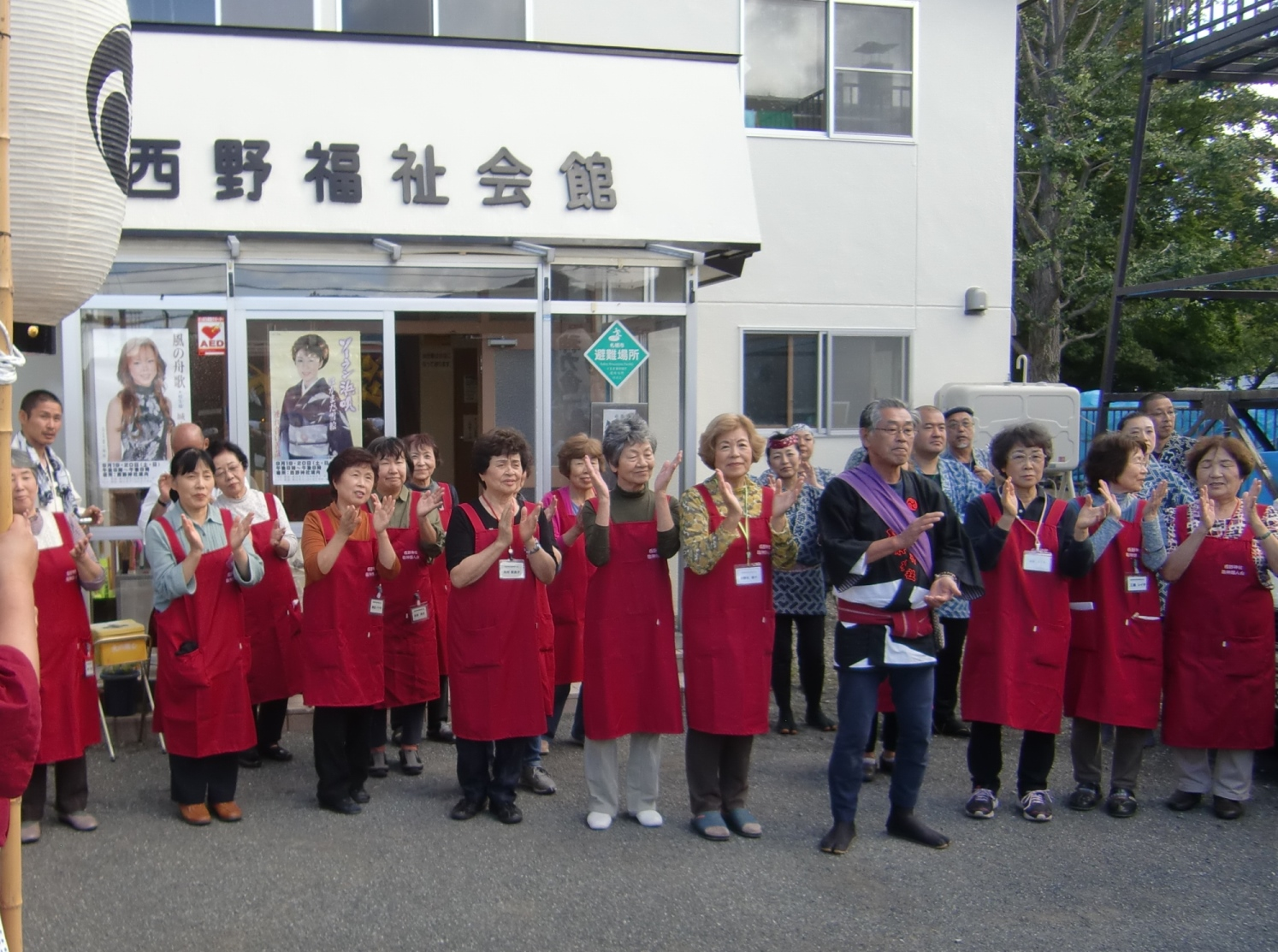
西野神社敬神婦人会
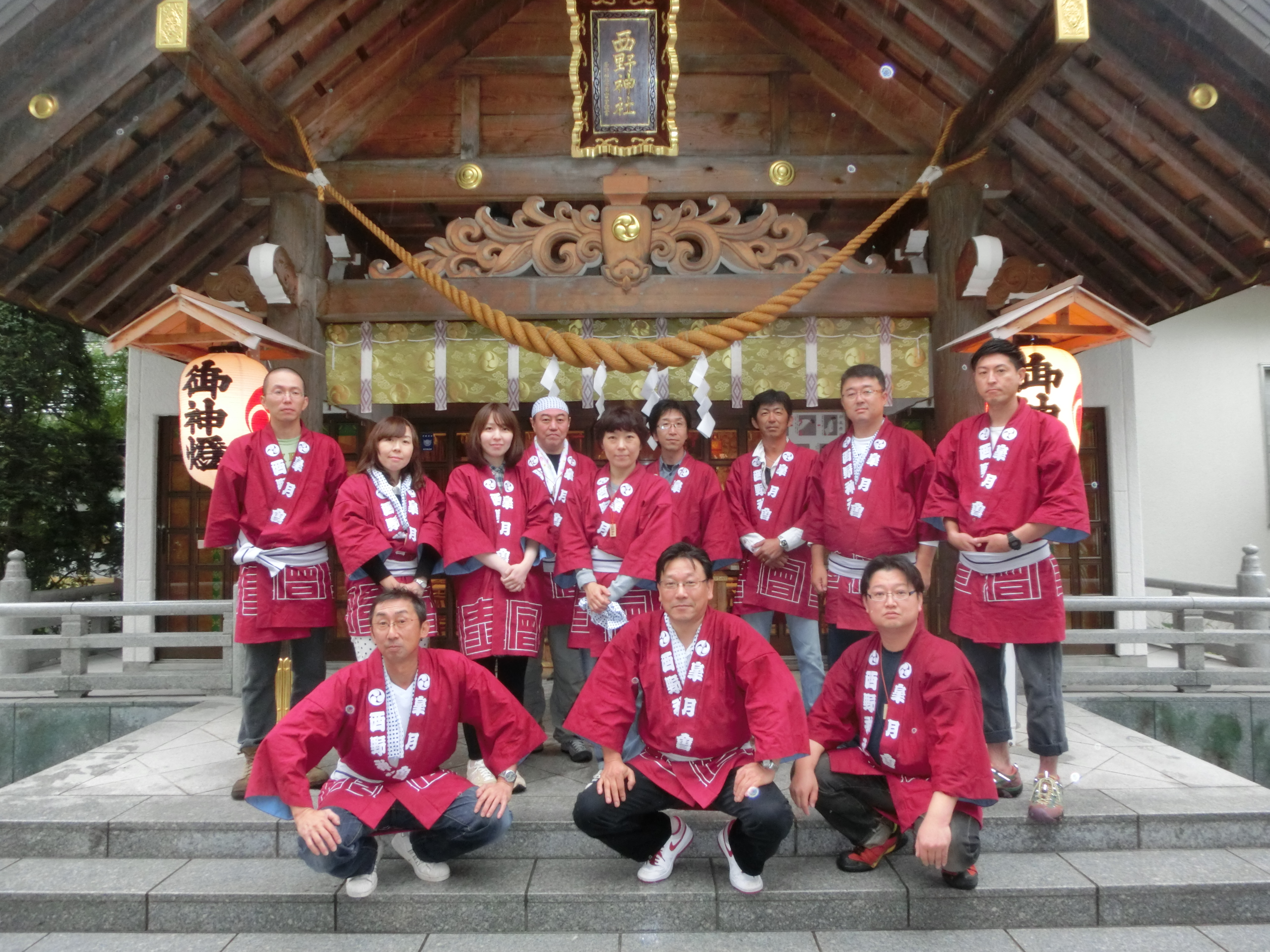
西野神社氏子青年会 皐月会

西野神社総代会
総代とは、神職以外の者でその神社の信者（氏子・崇敬者）を代表する人たちのことで、宮司に協力して神社の尊厳を護持し、祭祀の厳修や神社の適正な運営に寄与することを責務としている。神社本庁憲章では「神社の祭祀、信仰、伝統の保持振興について宮司に協力する者」、神社本庁庁規では「神社の運営について、役員を助け、宮司に協力する者」と、それぞれ総代を定義しており、氏子や崇敬者に対して便宜をはかる神社の世話人的な役といえる。
西野神社総代会は、西野神社の総代約30名から構成され、関係団体の中でも特に中心的な団体として、日々神社の護持に務めている。
西野神社萬燈保存会
西野神社の創祀90年を記念して昭和50年（1975年）に結成された、西野神社の例祭や節分祭などの各祭事に雅楽（主に篠笛という横笛や太鼓など）を奏して奉仕する会。
例祭の神輿渡御の際には、会員達が笛や太鼓を奏でながら、渡御行列の先頭を歩いて清祓いを行い、御旅所では稚児が舞を奉納する際に神楽の笛も奏する。また、節分の豆撒きでも、笛や太鼓等を奏する奉仕をしている。
西野神社神力會
西野神社の神輿会。平成3年（1991年）まで西野神社の神輿はトラックの荷台に積まれて氏子区域を渡御していたが、氏子の有志等から、神輿を直接自分たちで担いで渡御したいという要望が神社に寄せられ、その要望を受けて平成4年7月に設立された。
同年9月15日の例祭における渡御で、応援にかけつけた他の神輿会の会員達とともに総勢120人で西野神社の神輿を担いだのが活動の始まりで、以後、毎年西野神社の例祭で神輿を担いでいる他、他所の神社の例祭にも神輿の担ぎ手として助勢に行き、毎年多数の渡御に参加している。2月の節分の豆撒きの手伝い、9月の禊祓行事への参加、12月の神社の煤払いの奉仕など、神輿以外の活動も少なくはない。
会の発足時、西野神社の神輿は、神社の創祀90年を記念して昭和50年（1975年）に製作された京神輿が1基あるだけだったが、平成13年に、神力會の発足10周年を記念して江戸神輿を購入し、更に平成20年には子供神輿も購入したため、現在の西野神社には3基の神輿があり、平時は3基とも神輿殿に奉安されている。
西野神社敬神婦人会
平成14年（2002年）8月に西野神社氏子区域の各町内の女性21人によって結成された婦人会。会則によると、西野神社の維持発展に貢献し、会員相互の教養を高め、社会福祉に貢献、会員相互の親睦をはかることを会の目的としており、毎年、研修会、神社清掃奉仕、祭典協力等の活動を行っている。
北海道内の神社21社（令和元年現在）の婦人会により構成される北海道敬神婦人会連合会にも加盟しており、神社神道の信仰を広める活動や敬神婦人団体の発展等にも積極的に協力している。
西野神社氏子青年会 皐月会
平成27年（2015年）5月に西野神社創祀百三十年記念事業のひとつとして、西野神社総代会、西野神社萬燈保存会、西野神社神力會、西野神社敬神婦人会に続く5番目の西野神社関係団体（崇敬会）として、平成27年5月に結成された。皐月会という名称は、皐月（5月）に結成されたことに因る。
全国氏子青年協議会綱領の精神に基づき、清く、明るく、美わしい社会の建設に努め、地域の繁栄と調和に寄与することを目的とし、その目的達成のため、各種の事業を行っている。各事業を円滑に進行させるため、西野神社氏子区域内に5つの支部（中立支部、西野支部、昭和支部、福井支部、平和支部）を設置し、各支部には支部長1名と副支部長若干名を置いている。
- 西野神社総代会
- 西野神社萬燈保存会
- 西野神社神力會
- 西野神社敬神婦人会
- 西野神社氏子青年会 皐月会

## 受付時間
- 祈祷の受付・執行は、原則として毎日午前9時～午後4時半まで。授与品の授与、朱印等は、原則として毎日午前9時～午後5時まで。但し年始（1月1日 - 同月15日）や秋まつり期間中（毎年「敬老の日」の前の土曜・日曜）は、授与品の授与を行う時間を拡大している。
- 年中無休。上記時間内であれば、社務所の玄関・窓口及び授与所の窓口は、平日・土日・祝日に関係なく毎日開いている。

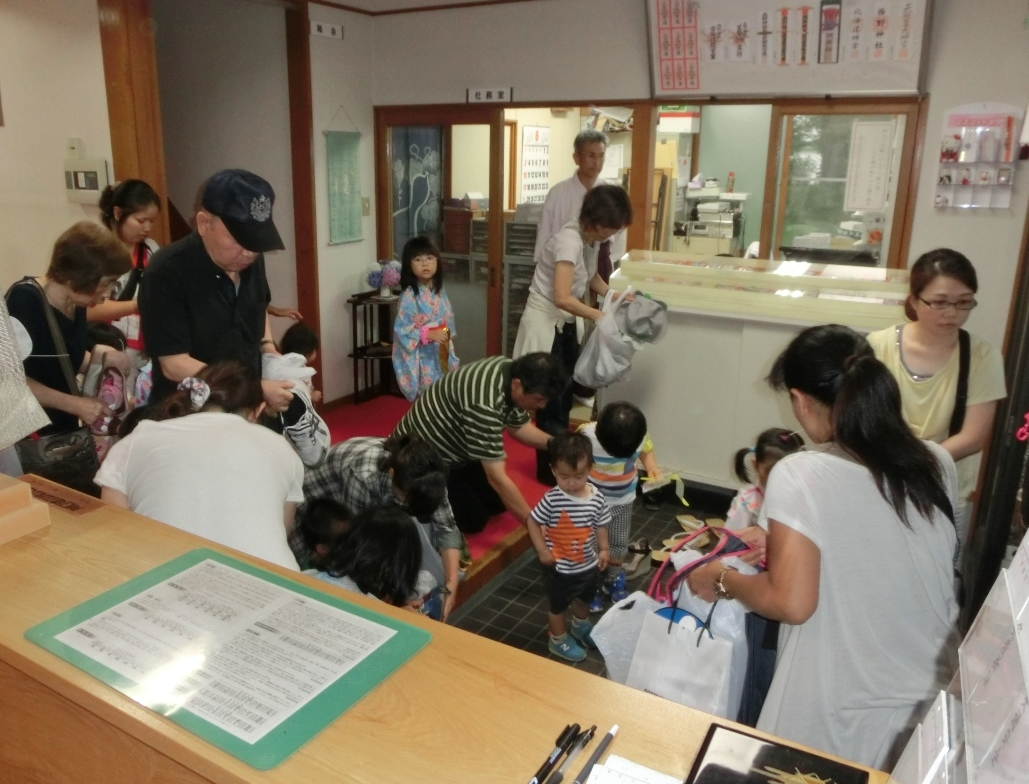
社務所玄関窓口
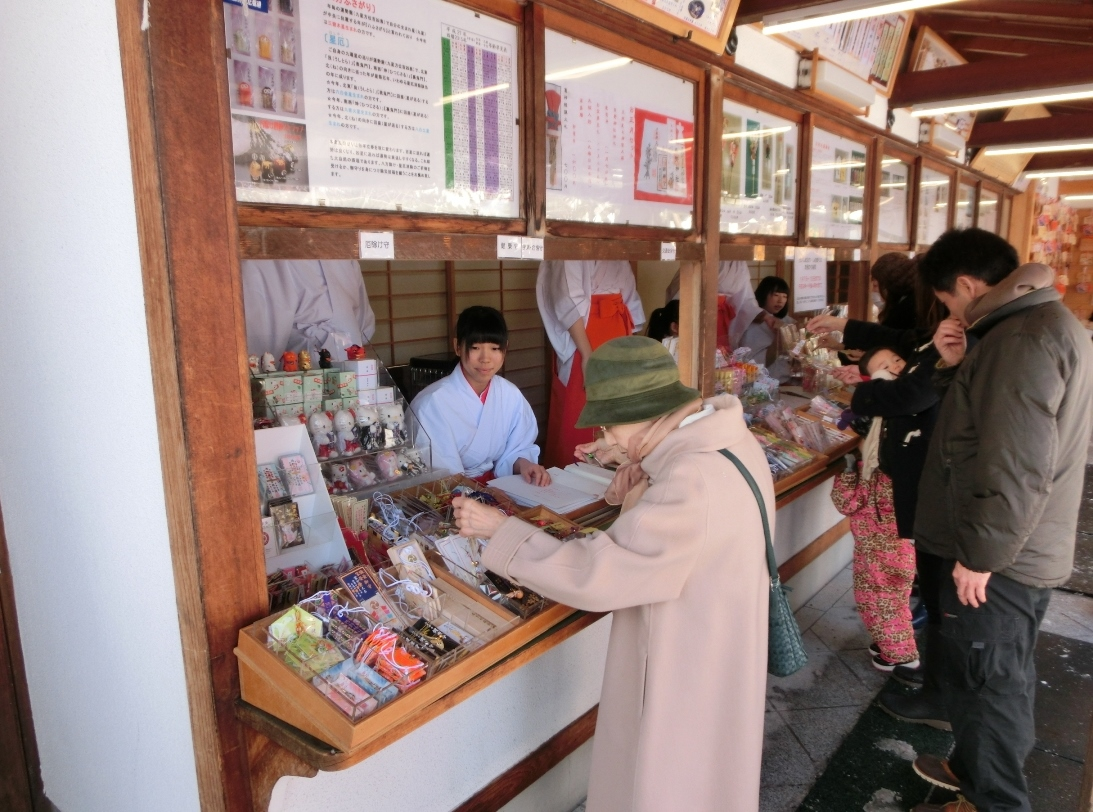
授与所窓口

## 交通
公共交通機関を利用する場合
地下鉄東西線の発寒南駅・同琴似駅、またはJR琴似駅のいずれかの駅前から、ジェイ・アール北海道バス（琴似営業所）「平和の滝入口」行きのバスに乗って、「平和1条3丁目」停留所で下車、徒歩1分。これらのバスのうち、最も運行本数が多いのは発寒南駅前から発着する便で、発寒南駅前から平和1条3丁目までの乗車時間は15～20分。
マイカーやタクシーを利用する場合
手稲右股通（平和の滝に通じる道路）沿い、消防署（札幌市西消防署平和出張所）の真向かい。北海道神宮や北海道神社庁からは車で約10分。常設の駐車場は3箇所に分散しており、3箇所合せて約50台駐車可能。秋季例祭時や年末年始などは、その3箇所とは別に臨時駐車場も開設される。

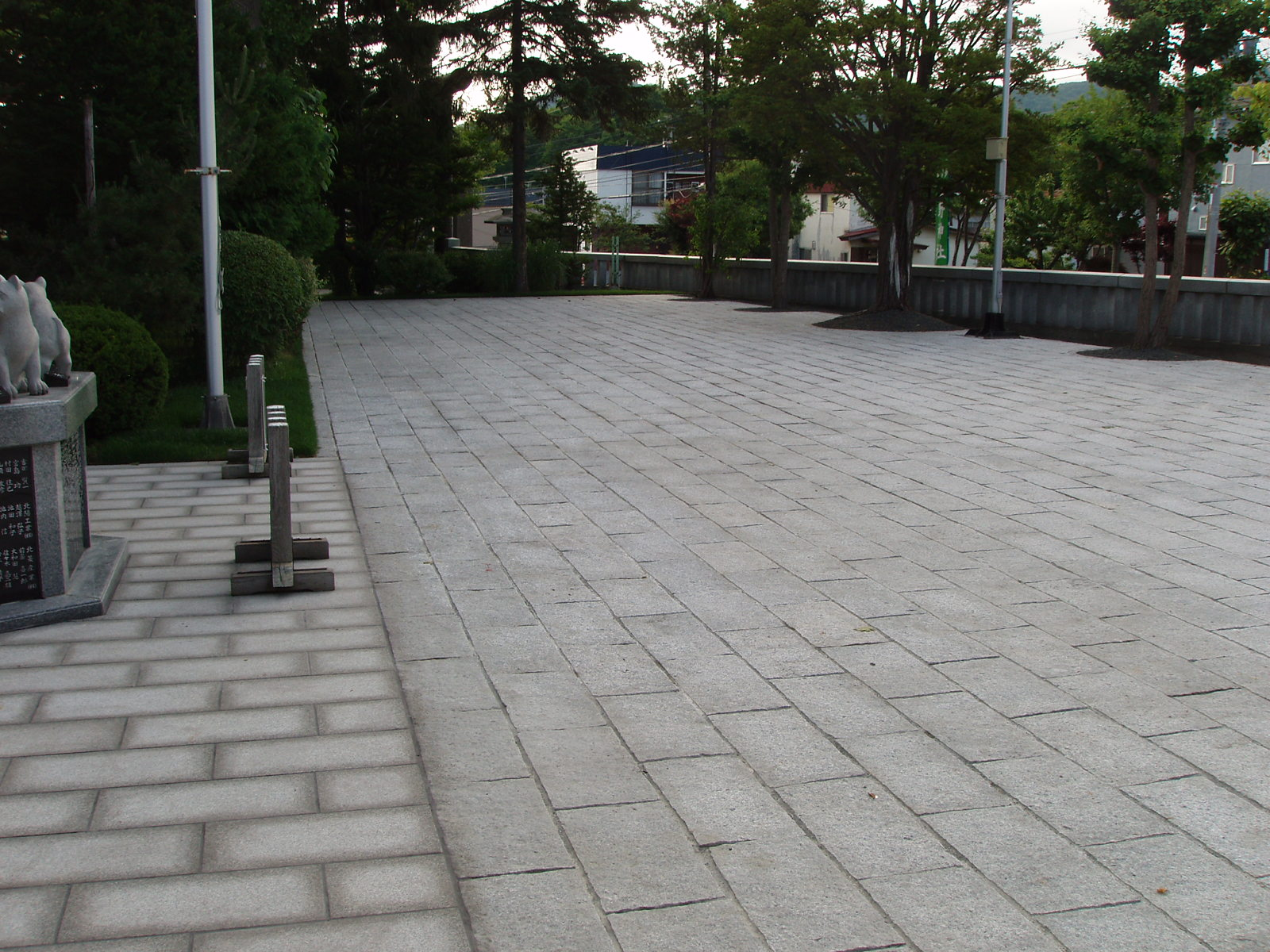
第1駐車場
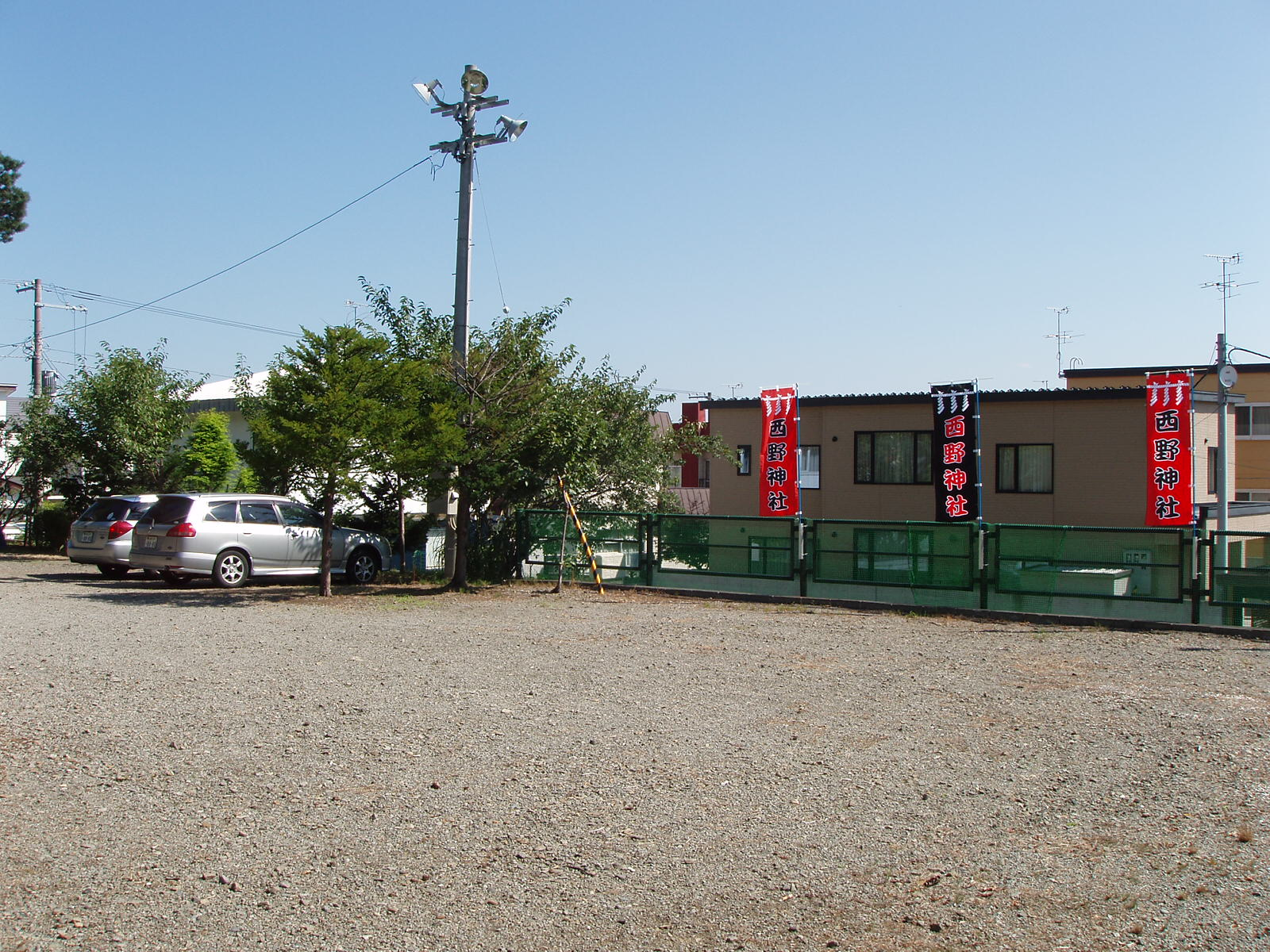
第2駐車場
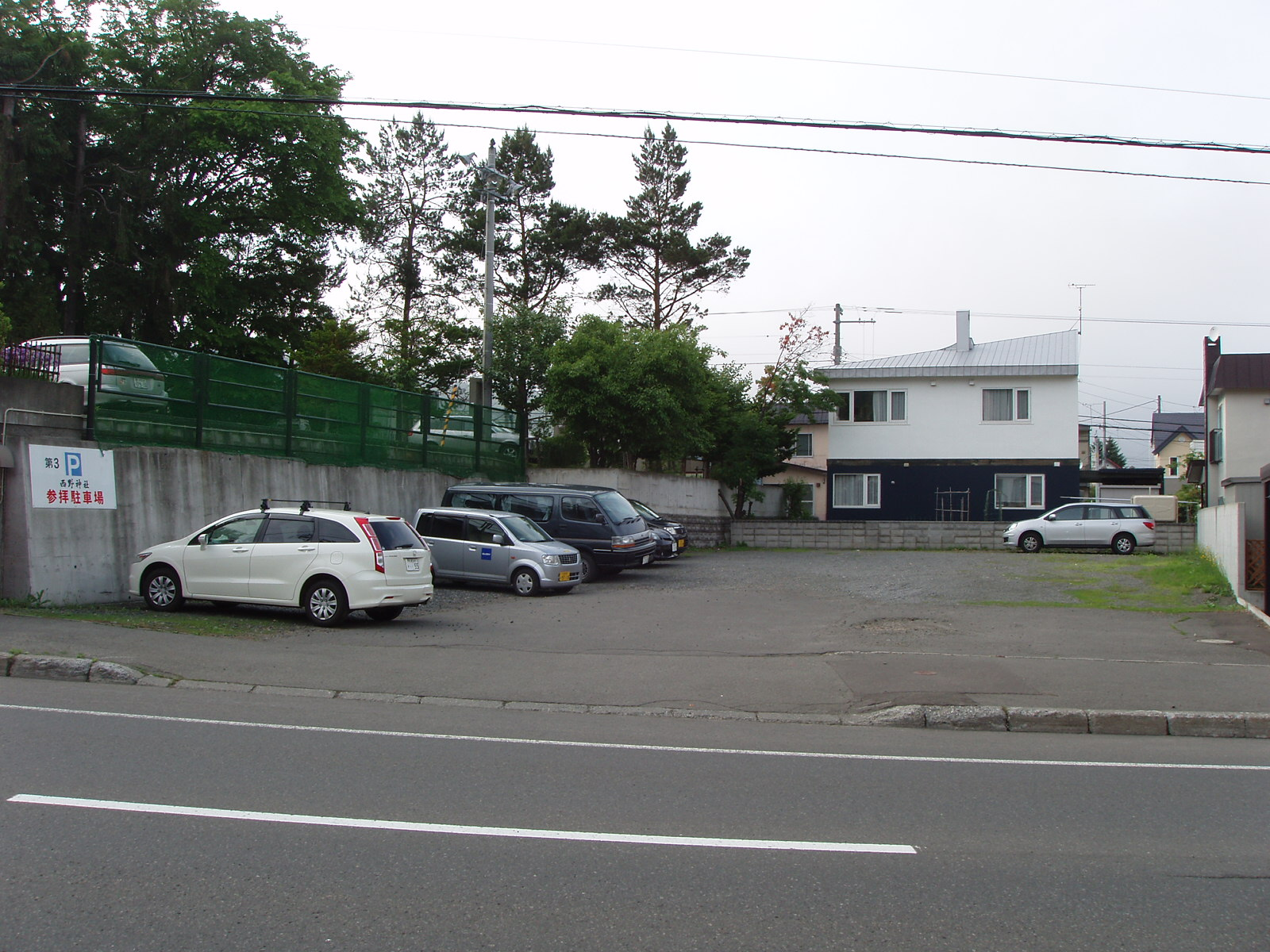
第3駐車場

## 登場作品（西野神社でロケが行われたドラマ）
短編映画『下手くそ、はなさない』
ショートショートフィルムフェスティバル&アジア2013公式コンペティションノミネート作品。
札幌国際短編映画祭2013最優秀北海道作品賞受賞作品。
監督 - 山口洋介
原作 - 工藤水生
主演 - 佐藤莉菜
製作 - サリポロ
日泰共同制作テレビドラマ『Angel Destiny（邦題：運命の天使）』
全26話シリーズ（予定）。タイ地上波放送局True4U、プライムタイムドラマとして2016年4月より放送予定。日本での放送は未定。
制作会社 - Nawalart Nimit Co., Ltd.
共同著作 - 北海道文化放送
出演 - ピチャヤ・ニティパイサーンクン

## 伝承・逸話・評価
- 西野第二町内会20周年記念誌に掲載された「古老の談」によると、西野神社は奥地だからという理由で、明治時代に一度神社を移転しようという話が出たことがあったものの、その時に西野神社の祭神から「移転はいやじゃ」という託宣が下されたため、移転の話は取り止めになったという話が伝わっている。

- 境内の、拝殿に向って左側の参道脇に、槐（えんじゅ）という名の、マメ科の落葉高木が１本生えている。神社ではこれを御神木として扱ってはいないが、「えんじゅ」というその発音が「縁就」や「延寿」に繋がるという語呂から、平成20年代前半頃から口コミなどで、撫でると縁結びや長寿に御利益がある木として知られるようになった。

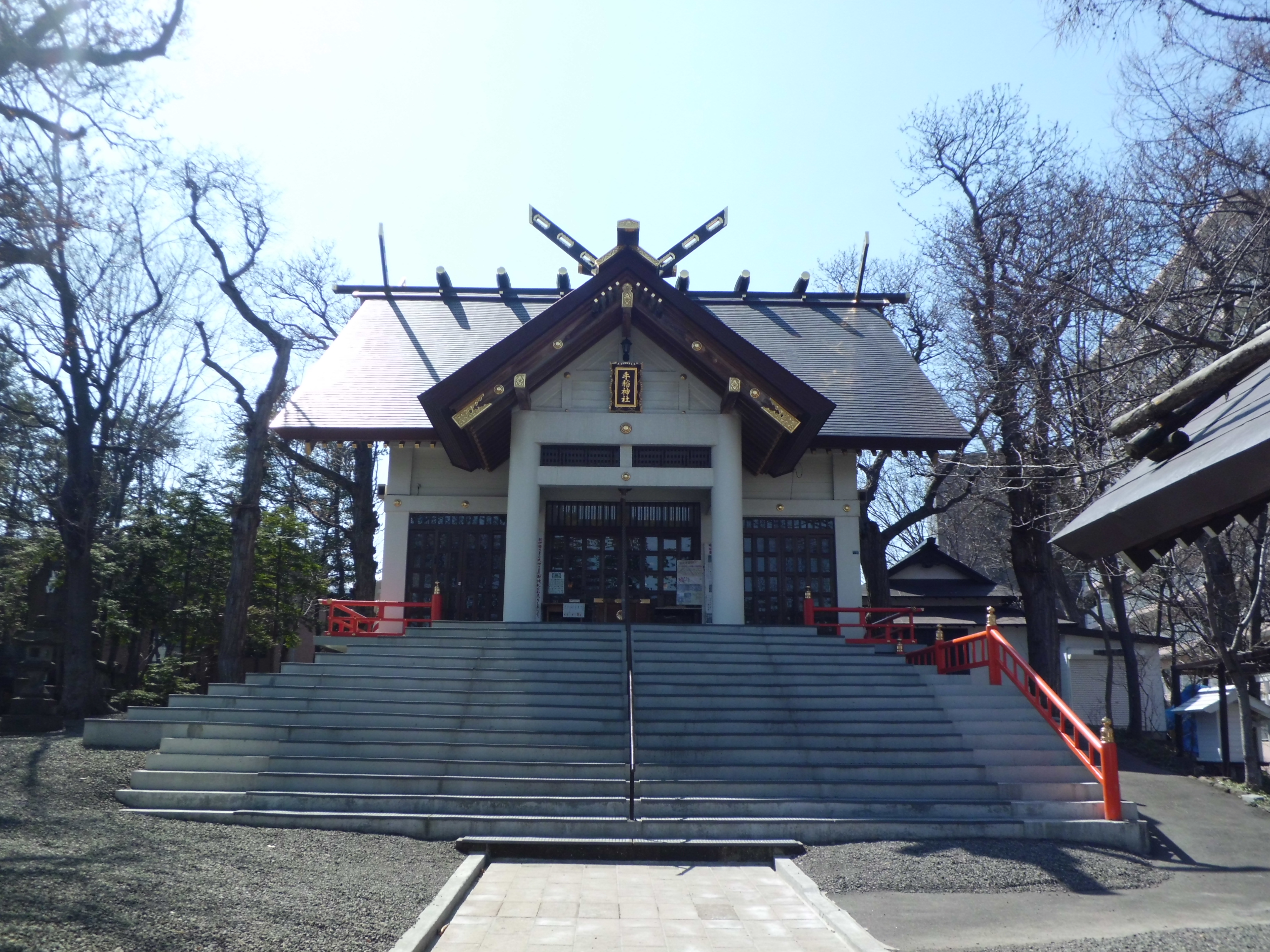
平成23年（2011年）9月、芸能人の福山雅治が、コンサート出演のため札幌を訪れた際、個人的に西野神社を参拝し、当人がそのことをコンサート中に発言したため、以後、福山の足跡を辿って多数の福山ファンが西野神社を訪れるようになった。但し当人は、札幌滞在時に札幌市内の他の神社も複数参拝しており、そもそも、コンサートで地方を訪れるとその地の神社を参拝することを慣習としているため、西野神社だけを特別視して参拝したわけではない。そうであるにもかかわらず、福山ファンの口コミや、マスコミの報道等により、西野神社が「福山雅治がお参りした神社」の代表として広く知られるようになった。
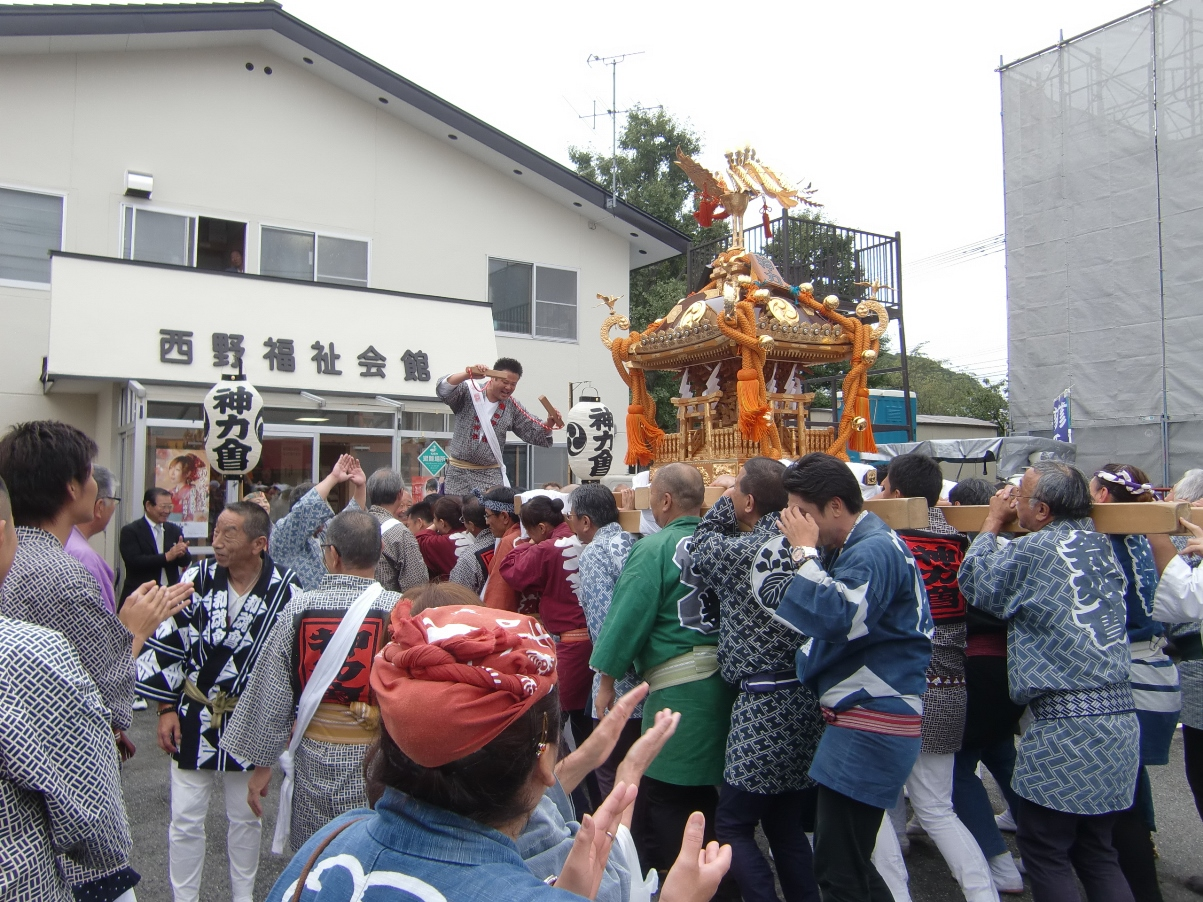
西野福祉会館
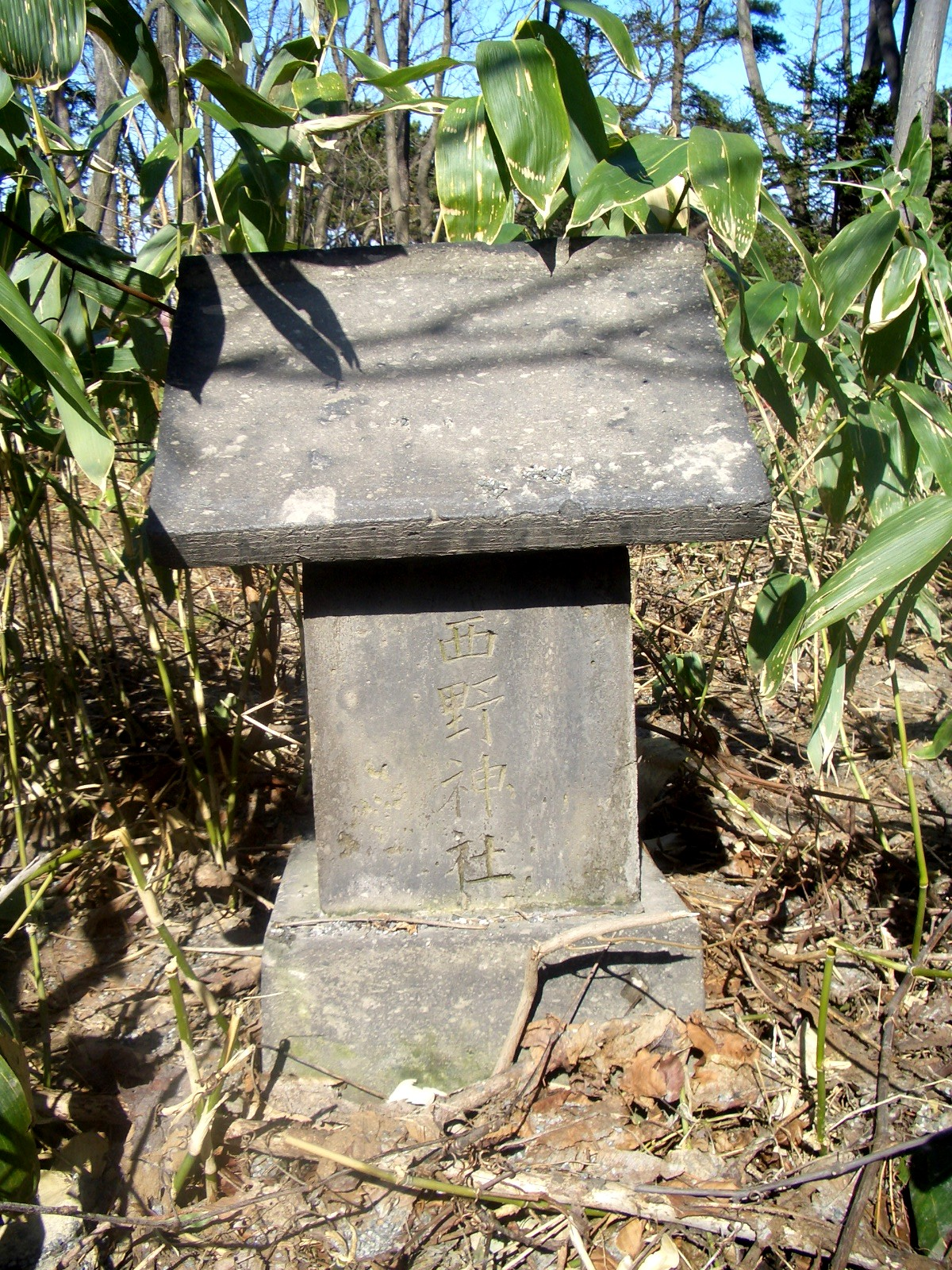
西野神社遙拝碑
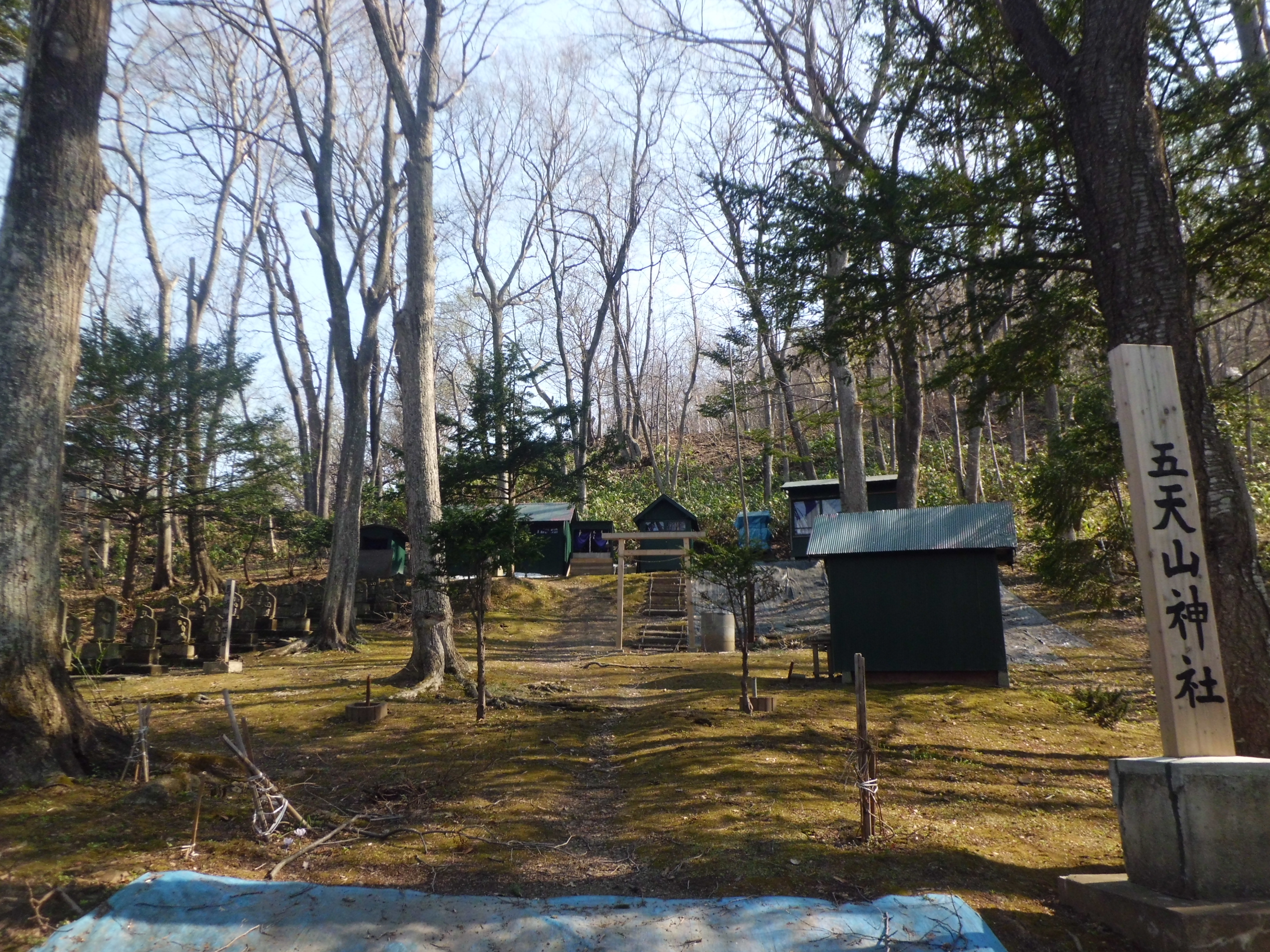
五天山神社跡

- 平成26年（2014年）、北海道神宮（中央区）、さっぽろテレビ塔内のテレビ父さん神社（同）、滝野すずらん丘陵公園内のアシリベツの滝（南区）、複合商業施設ノルベサの観覧車ノリア（中央区）とともに、札幌観光協会が西野神社を「札幌観光協会のオススメパワースポット」に認定した。

- 西野神社が頒布する各種のお札やお守りなど授与品の種類は、少なくとも300種類以上はあり、その数の多さも全国有数として知られる。

## かつて深い関係があった場所
手稲神社
昭和51年に初めて神職が常駐するようになるまで、西野神社は、札幌市手稲区手稲本町に鎮座する手稲神社の兼務社のひとつであり、主に手稲神社の神職が祭祀を執り行っていた。
第2代と第4代の西野神社宮司を務めた須浪仙太郎は、第4代の宮司だった時期は西野神社の本務宮司であったが、第2代の宮司だった時期は手稲神社の本務宮司であり、また、第3代の西野神社宮司を務めた山口栄は、その在任期間中の全てと西野神社の兼務宮司を退任した後の大半は、ずっと手稲神社の本務宮司であった。
現在は、手稲神社の神職が西野神社に出張して祭祀を執り行うことはないが、西野・手稲両神社の宮司家は親族であり、また、両神社とも同じ支部（北海道神社庁札幌支部）管内にあることから、両神社間の良好な関係・交流は維持されている。
西野福祉会館
現在西野福祉会館が建っている地は、かつては西野神社の所有地（飛び地）であり、大正14年から昭和42年までの間、当地には西野神社遥拝所があった。当時、西野神社への交通の便は良くなかったため、西野中立地区の氏子の多くは、当地から西野神社を遙拝していた。
現在は、神社用地ではないが、同会館内でも西野神社の諸行事が行われており、例祭の神輿渡御の際には、毎年同会館にも神幸行列が立ち寄る。
西野神社遙拝碑（伏見稲荷神社境内）
札幌市中央区伏見に鎮座する伏見稲荷神社の境内地（本殿裏の雑木林の中、本殿裏の公道から見える位置）に立つ、小祠の形を採った石碑で、西野神社の初代社掌であった野村茂が立てたものとされる。当時伏見稲荷神社の社掌でもあった野村にとって、西野神社は数ある兼務社のひとつであり、西野神社に直接お参りに行けない時には、伏見稲荷神社境内に立てたこの碑を通して西野神社を遙拝していたと伝わる。
現在、伏見稲荷神社ではこの碑の前で祭祀等は一切行っておらず、放置状態にあるが、石碑前の笹は定期的に刈られており、また、石碑に硬貨などがお供えされていることもあるため、近隣住民の一部の人達の信仰により、西野神社遙拝所としての機能は辛うじて細々と維持されている模様。
五天山神社跡
西野神社氏子区域の平和地区にある標高304メートルの山「五天山」の山中にあった神社。昭和10年（1935年）、近隣で農業を営んでいた井上弥一郎の夢枕に大国主大神が立って「我を手稲の里、西野の山に祭れ」と告げ、それを受けて周辺の住民達により創建されたと伝わる神社。
西野神社の兼務社だったわけではなく、神社の運営に西野神社が関与していたわけでもないが、神職が常駐していない無人の神社だったため、毎年8月25日に行われていたお祭りでは西野神社の神職が呼ばれて祝詞を奏上するなどしていた。現在、五天山神社では管理・維持・祭祀などは全く行われておらず、施設の撤去こそ行われていないものの神社としては廃社状態にある。
- 手稲神社
- 西野福祉会館
- 西野神社遙拝碑
- 五天山神社跡